# متحف جاير أندرسون
بيت الكريتلية أو بيت الكريدلية أو الجريدلية أو سبيل ومنزل محمد بن الحاج سالم الجزار أو حالياً متحف جاير أندرسون. يتكون المتحف من بيتين هما بيت محمد بن الحاج سالم وبيت السيدة آمنة بنت سالم وتم الربط بينهما بممر (قنطرة) ويعد هذان البيتان من الآثار الإسلامية النادرة والثمينة وتنتمي إلى العصر المملوكي والعثماني. ويقع بيت الكريتلية في أحد أعرق شوارع القاهرة القديمة شارع وميدان أحمد بن طولون في حي السيدة زينب.

## جاير أندرسون
ولد جاير أندرسون (en: Gayer Anderson) في بريطانيا عام 1881م، وعمل طبيباً في الجيش الإنجليزي وكان من بين الضباط الذين خدموا في الجيش الإنجليزي والجيش المصري في وادي النيل. استقر أندرسون بمصر التي عشقها من كل جوانحة منذ عام 1908م، واعتبر أندرسون مصر وطنه الثاني، فقد ذكر في مذكراتة المحفوظة بمتحف فكتوريا وألبرت بلندن «مصر أحب الأرض إلى قلبي لذلك لم أفارقها لأني قضيت بها أسعد أيامي منذ مولدي» وكان أندرسون مهتماً بالآثار من العصور المختلفة وخصوصاً الفن الإسلامي حيث جمع مجموعات نادرة تعرض حالياً في المتحف.

## البيت الأول
من إنشاء المعلم عبد القادر الحداد سنة 1540م (947 هجري) وهو المعروف باسم بيت آمنة بنت سالم ونسب إليها البيت حيث إنها آخر من امتلكته والتي يظن أنها من أسرة أصحاب المنزل الثاني.

## البيت الثاني
بناه أحد أعيان القاهرة وهو محمد بن الحاج سالم بن جلمام سنة 1631م وتعاقبت الأسر الثرية على سكنة حتى سكنتة سيدة من جزيرة كريت، فعرف منذ ذلك الحين ببيت الكريتلية.

## تاريخ
و قد ساءت حالة البيتين على مر السنين وكاد أن يتم هدمهما أثناء مشروع التوسع حول جامع أحمد ابن طولون في ثلاثينيات القرن الماضي (1930-1935م) فسارعت لجنة حفظ الأثار العربية بترميم وإصلاح البيتين ليصبحا من أبدع الأمثلة القائمة علي طراز العمارة في العصر العثماني. في عام 1935م تقدم الميجور جاير أندرسون الذي كان من الضباط الإنجليز في مصر بطلب الي لجنة حفظ الآثار العربية بأن يسكن في البيتين وأن يقوم بتاثيثهما على الطراز الإسلامي العربي ويعرض فيهما مجموعتة الأثرية من مقتنيات أثرية إسلامية وحتى فرعونية وأسياوية على ان يصبح هذا الأثاث ومجموعتة من الآثار ملكاً للشعب المصري بعد وفاتة أو حين يغادر مصر نهائياً فوافقت اللجنة، وبالفعل لم يدخر جهداً في تنظيم البيتين ولم يبخل بإنفاق المال على شراء الآثاث والمتحف من البيوت الآثرية ومن أسواق العاديات في مصر وغيرها من القطع الفنية التي تنتمي للعصور الإسلامية. منها صناعات عربية، ومن الصين، وفارس، والقوقاز، ومن آسيا الصغرى والشرق الأقصى، وهذا علوة على بعض التحف من أوروبا. وما ان توفي أندرسون حتي نفذت الوصية وآل البيتين وما فيهما إلى مصلحة الآثار العربية التي جعلت منها متحفاً باسم جاير أندرسون.

## معرض صور

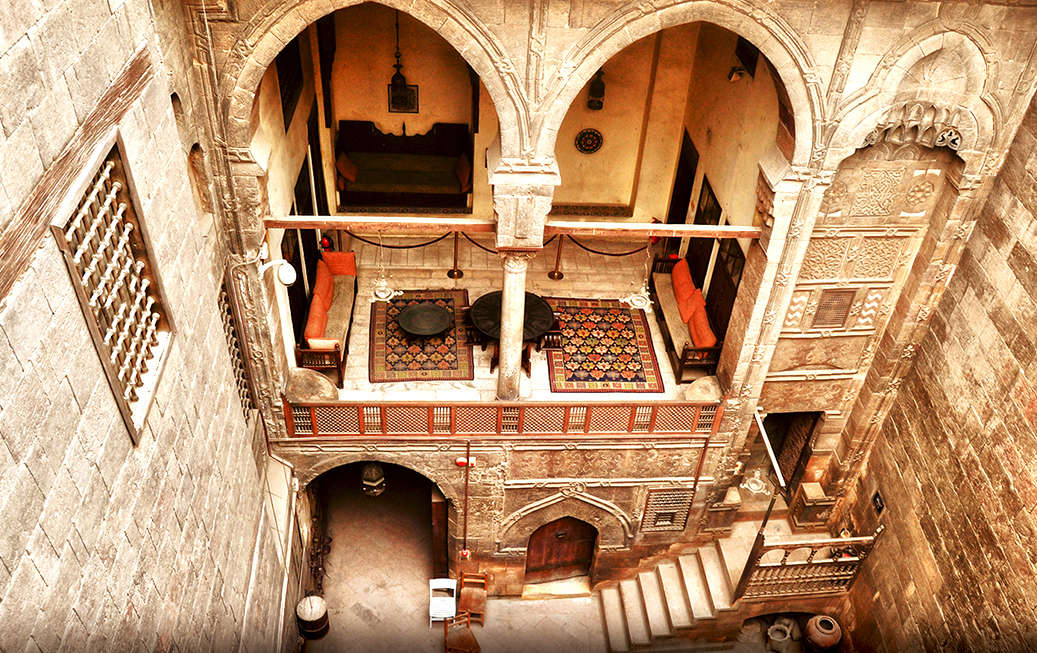
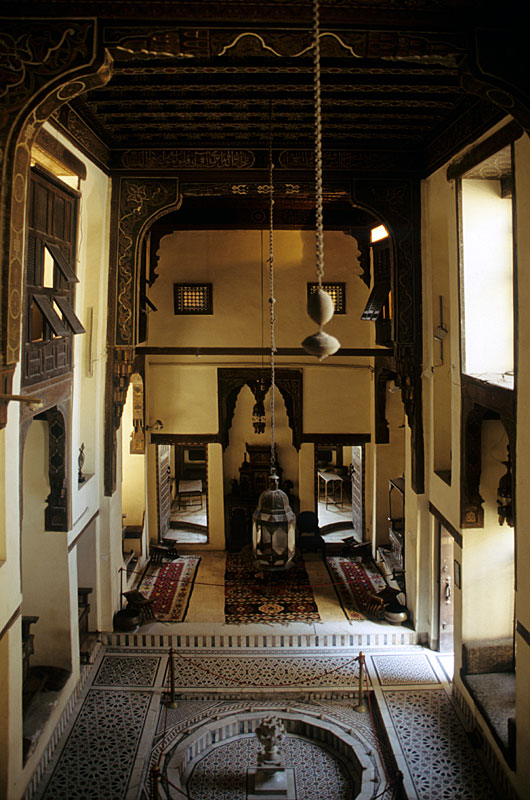
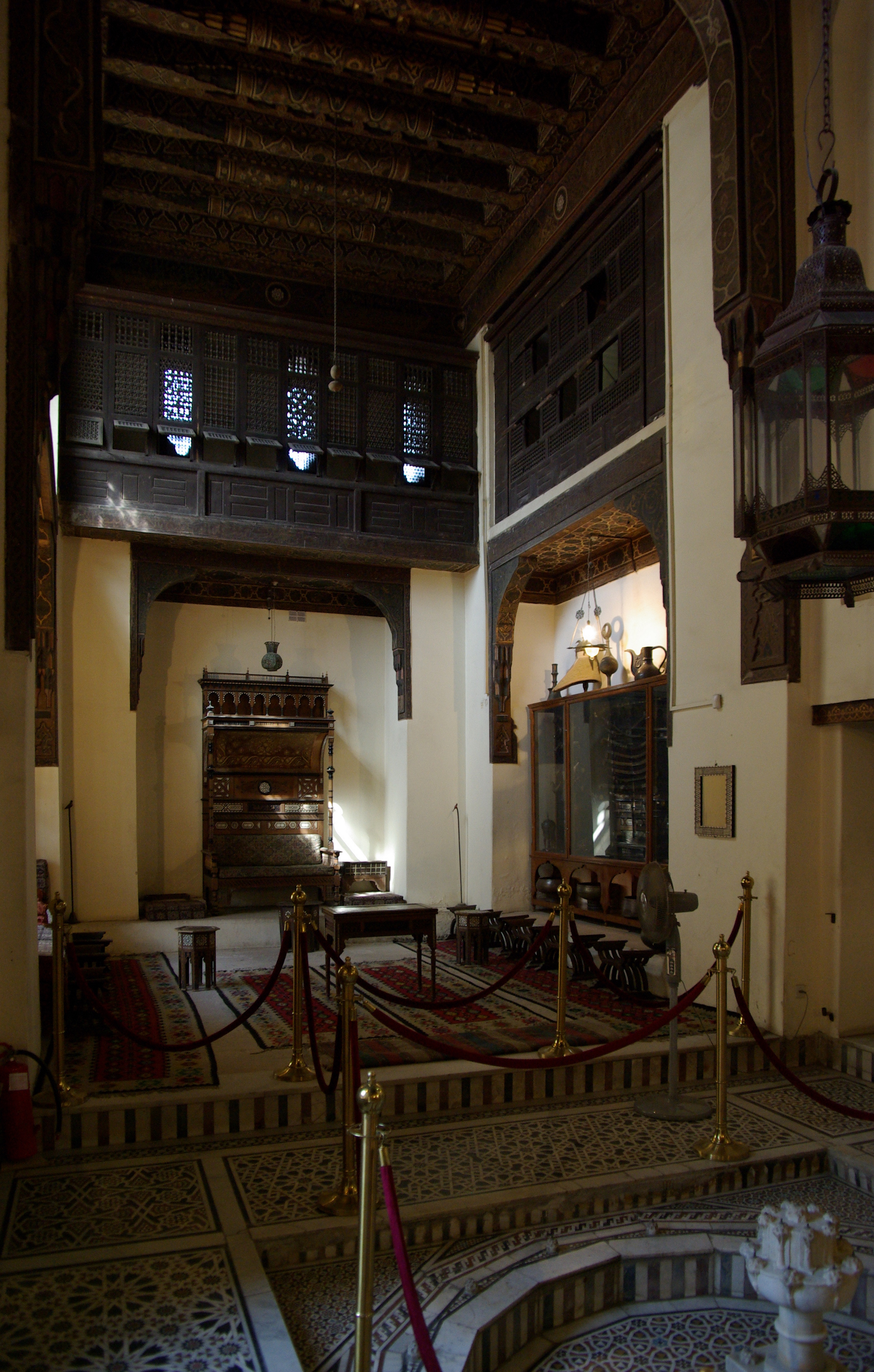
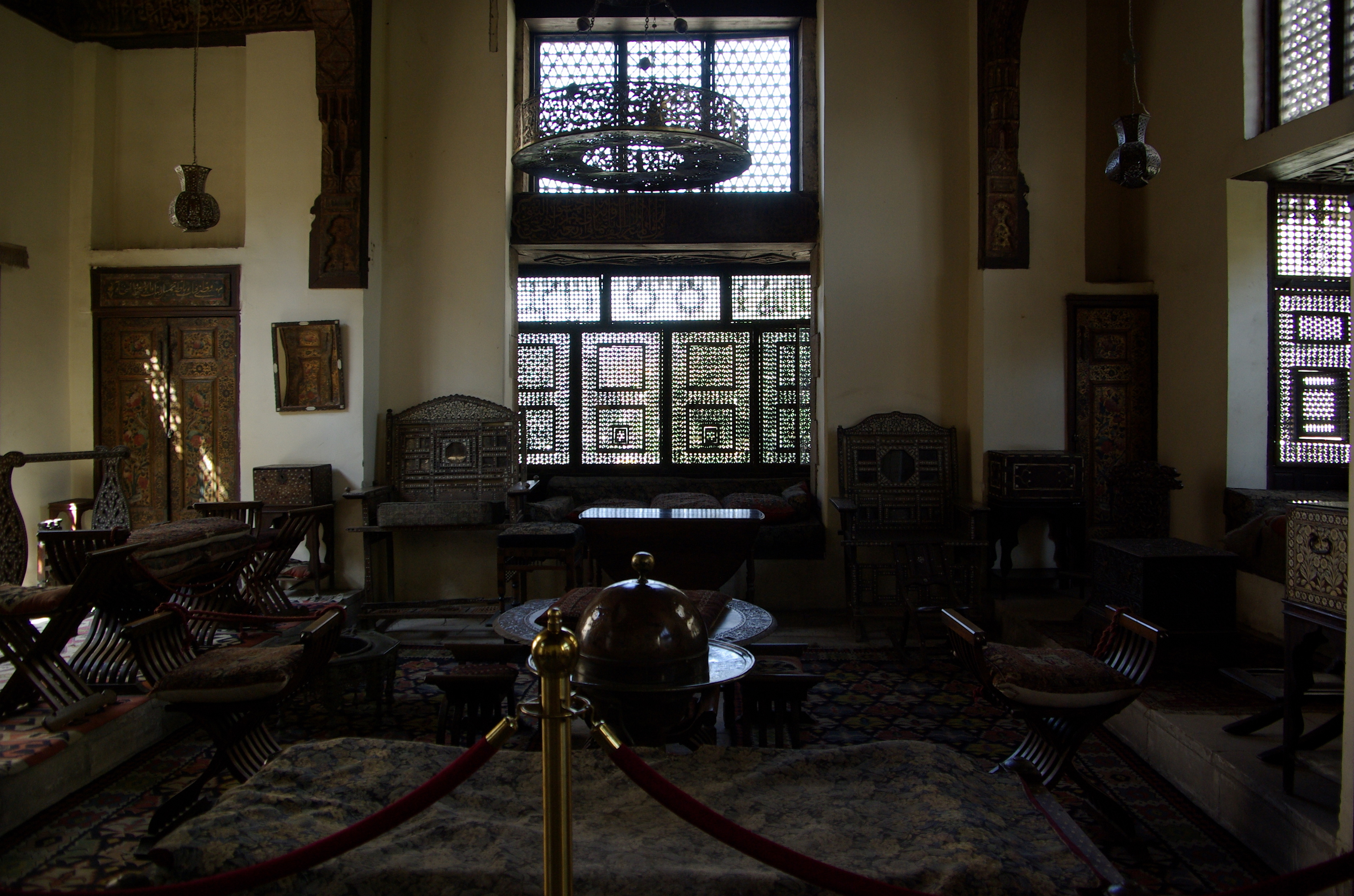
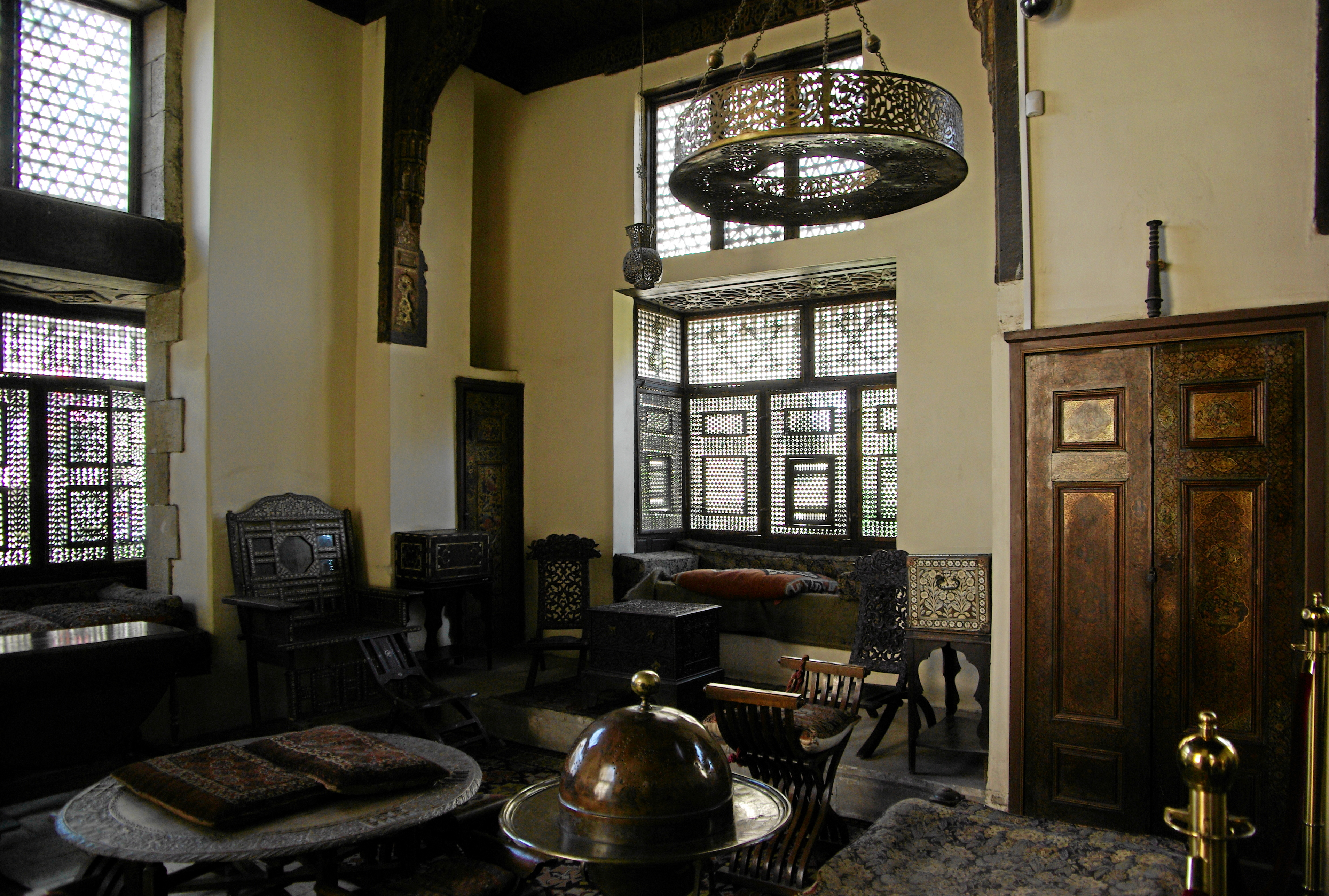
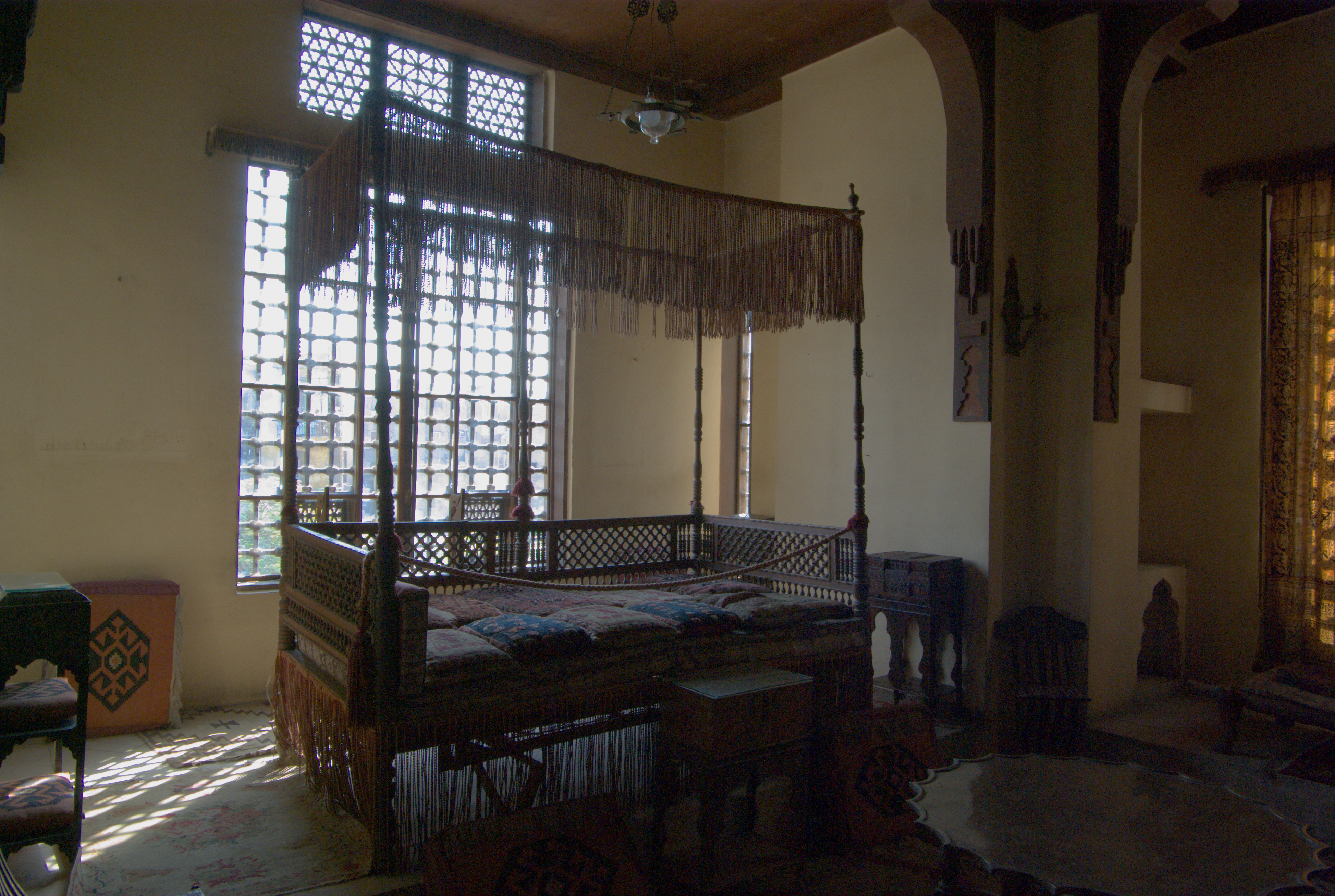
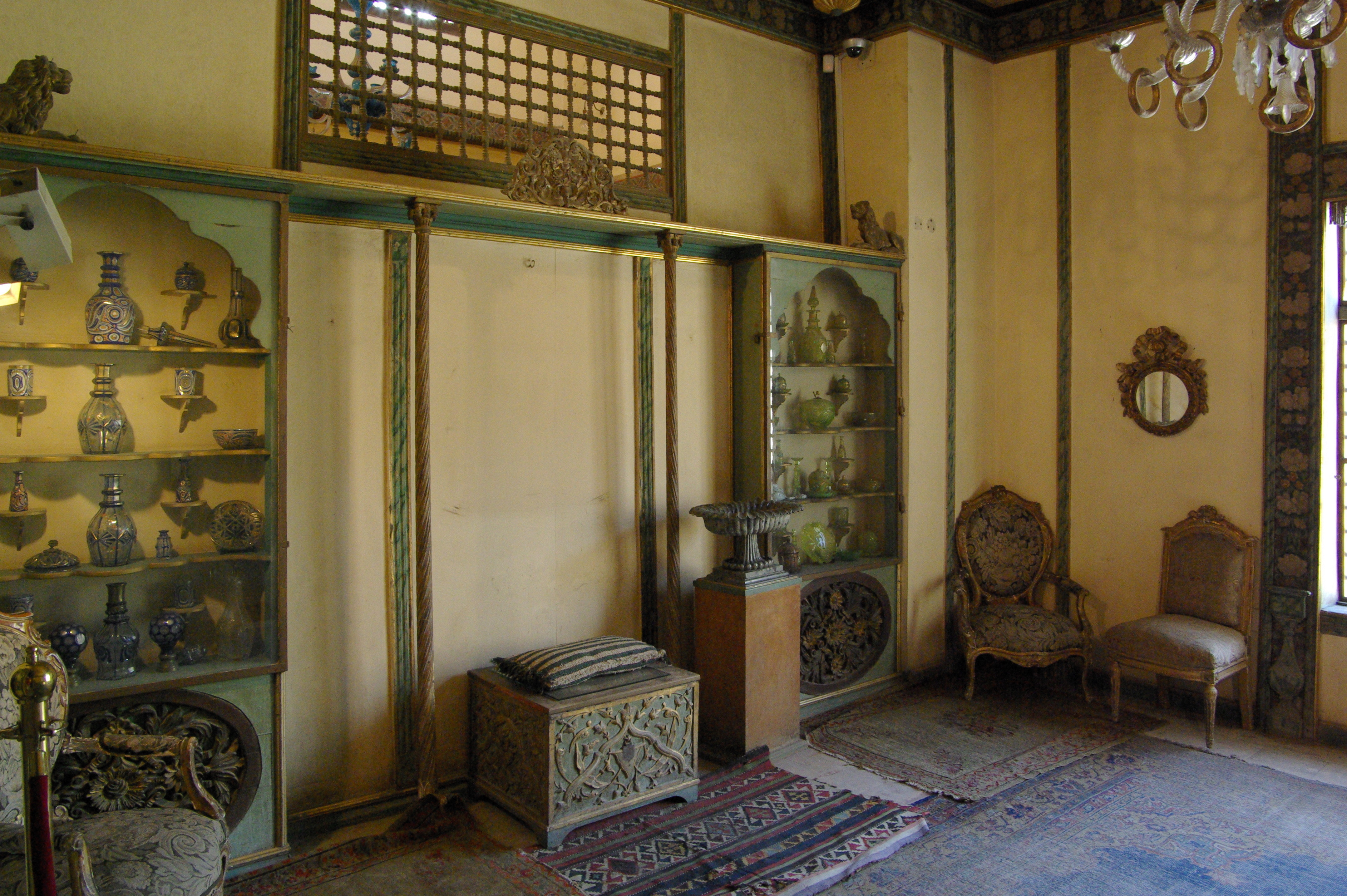
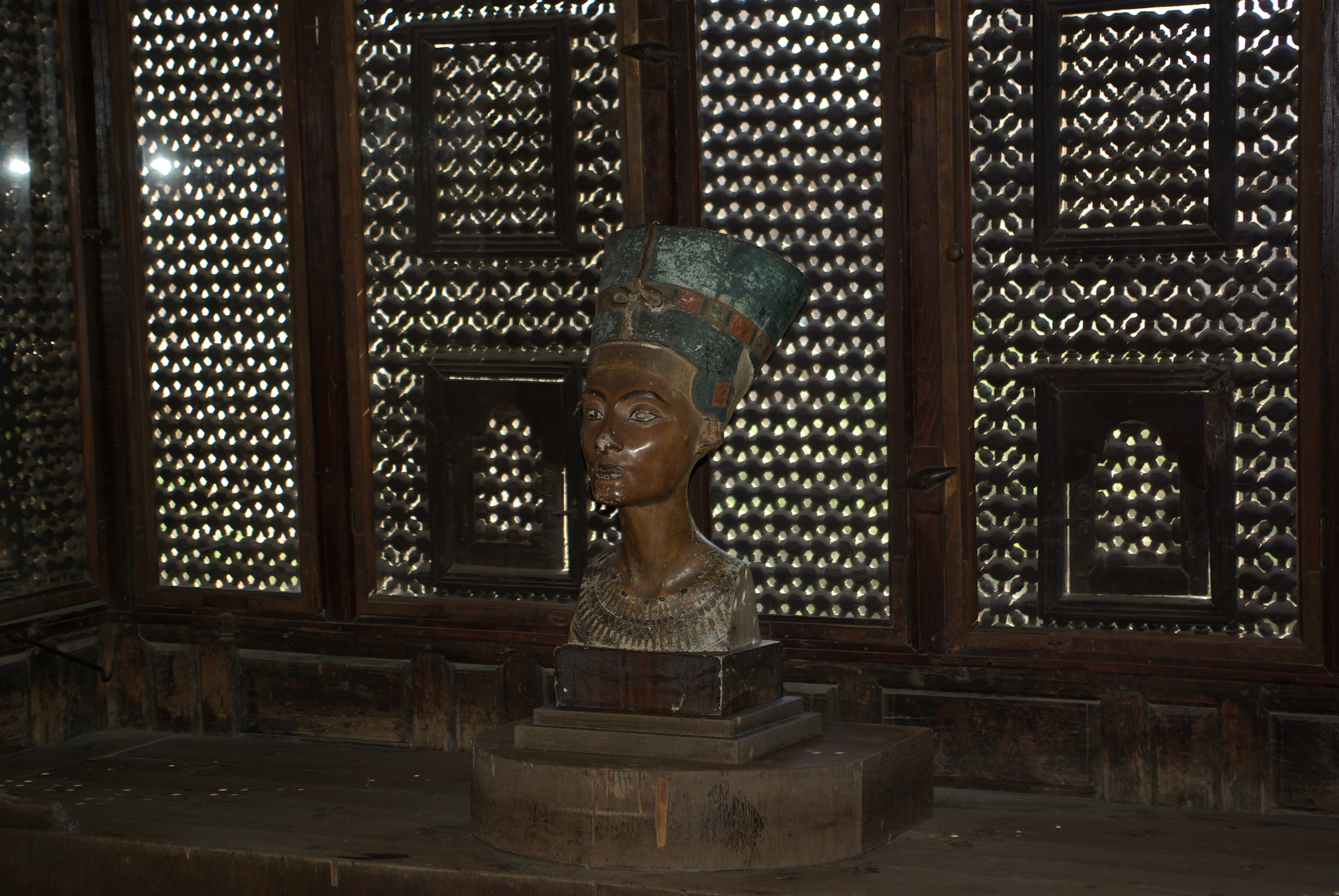
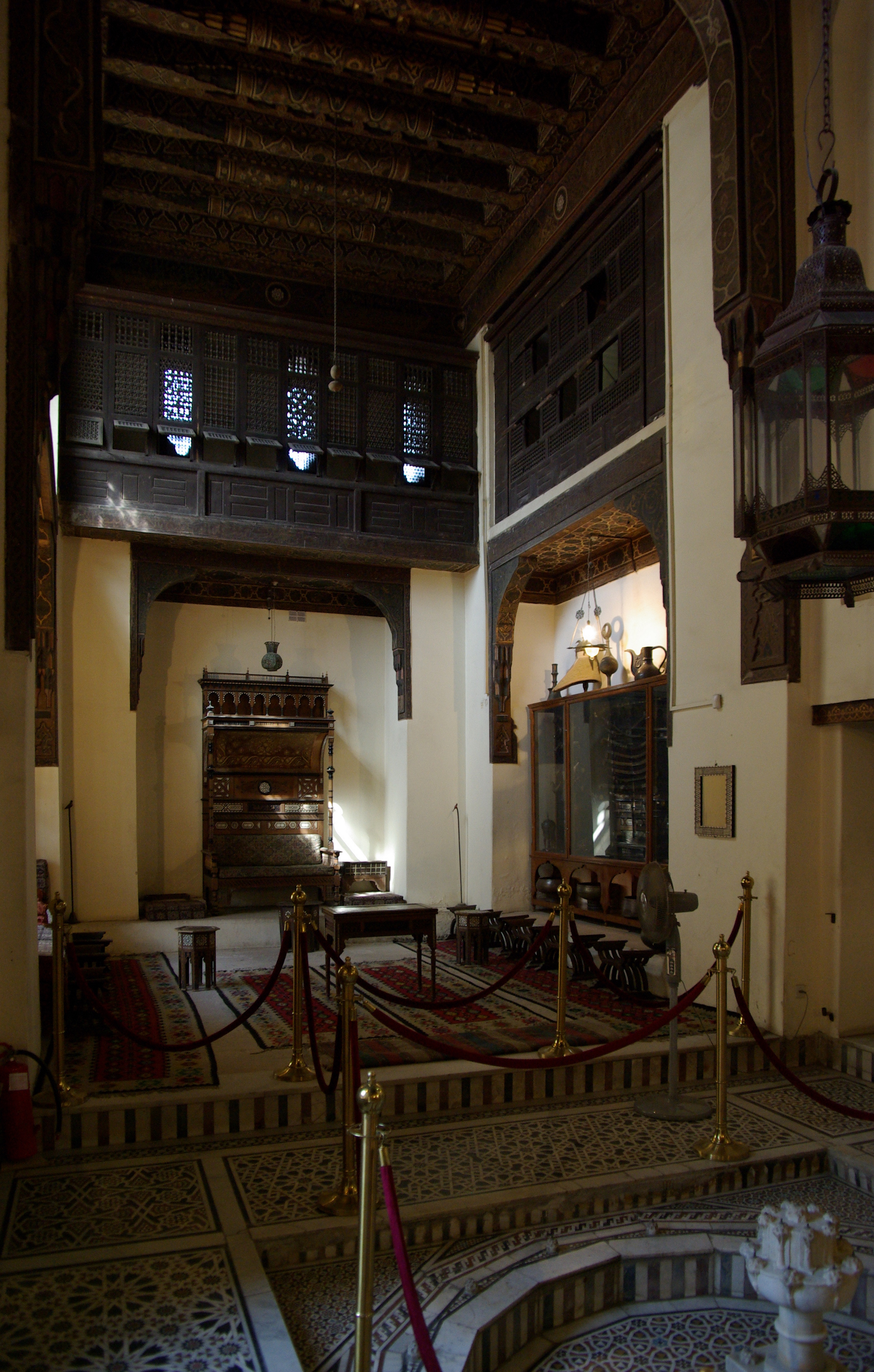
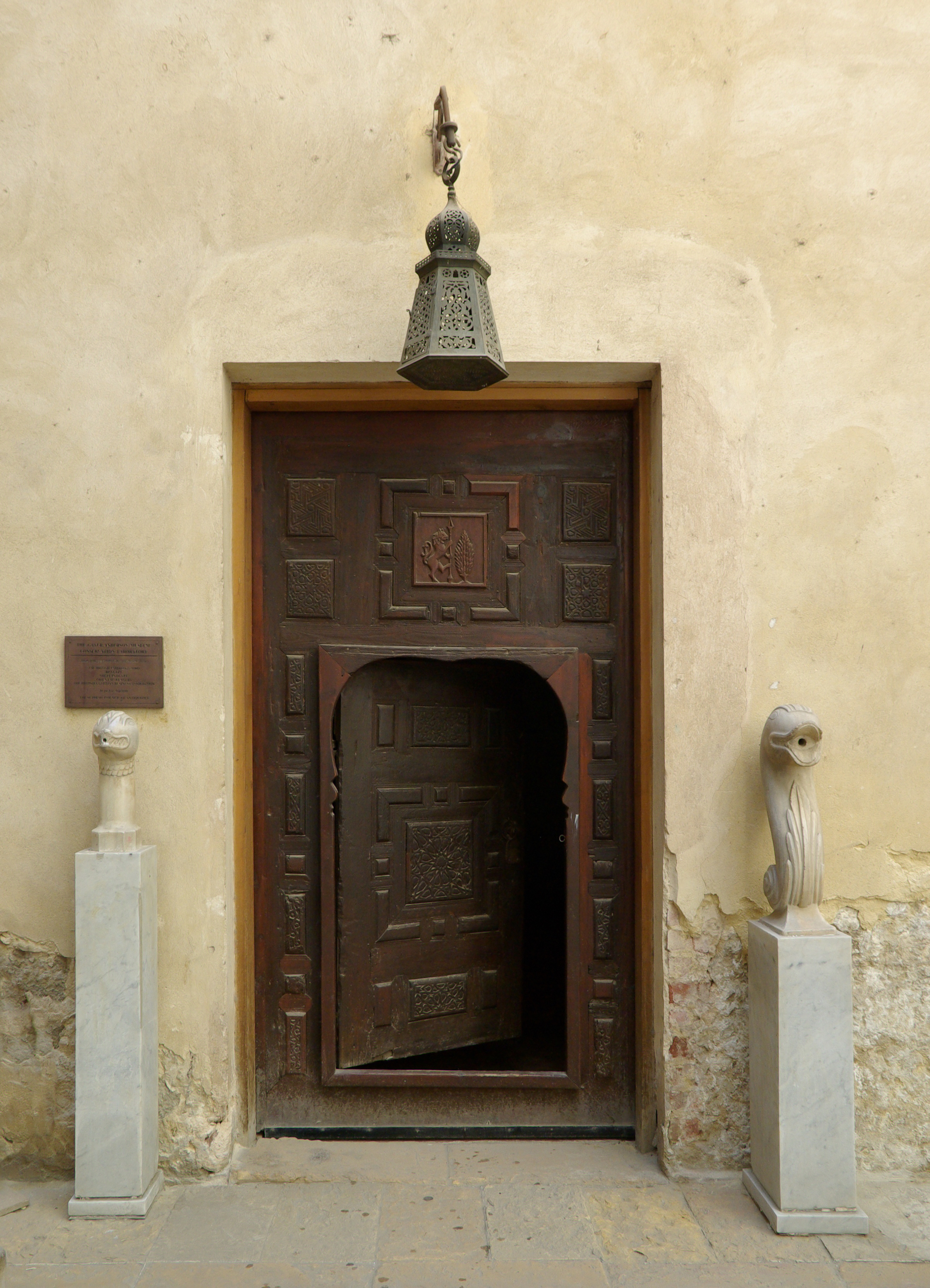
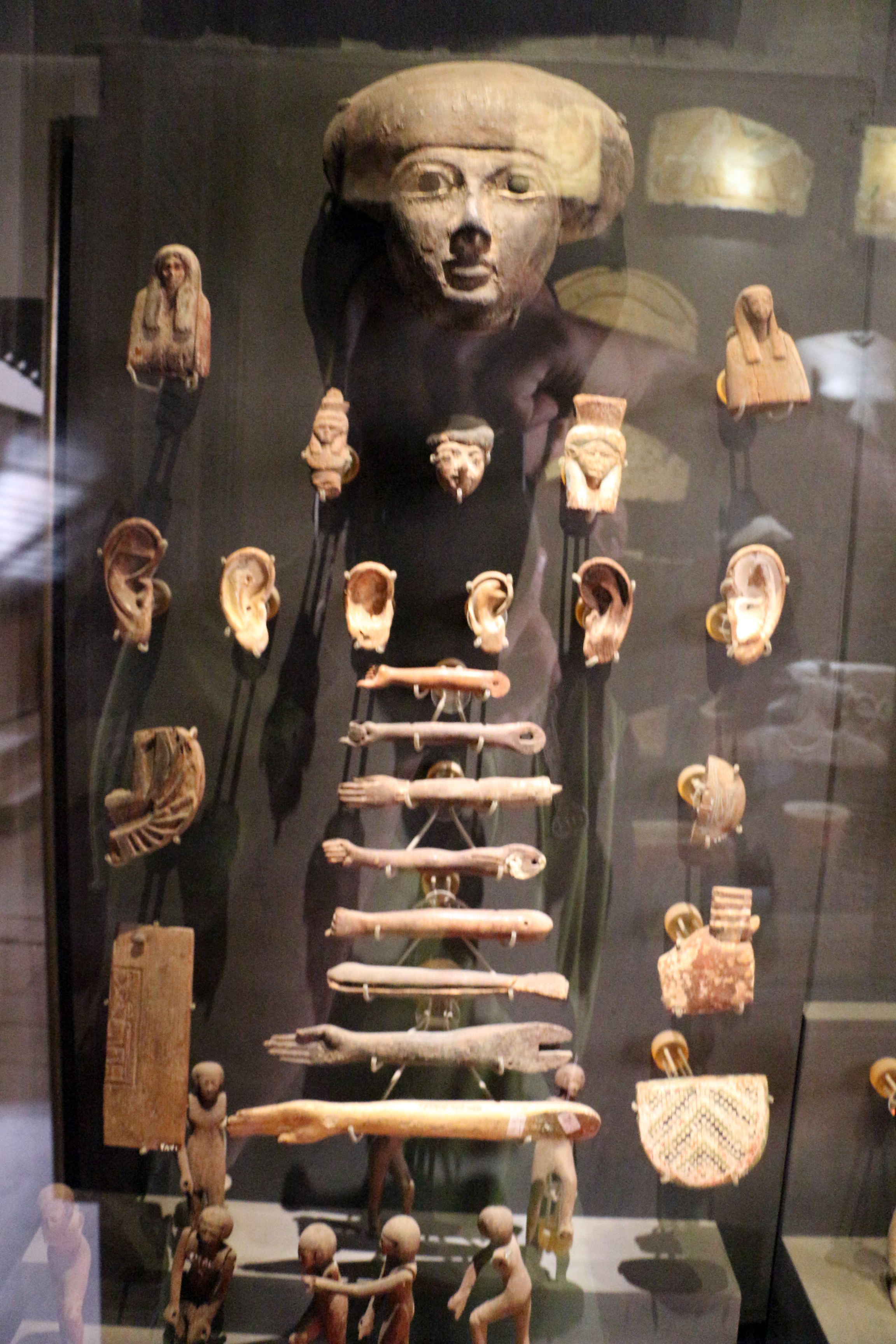
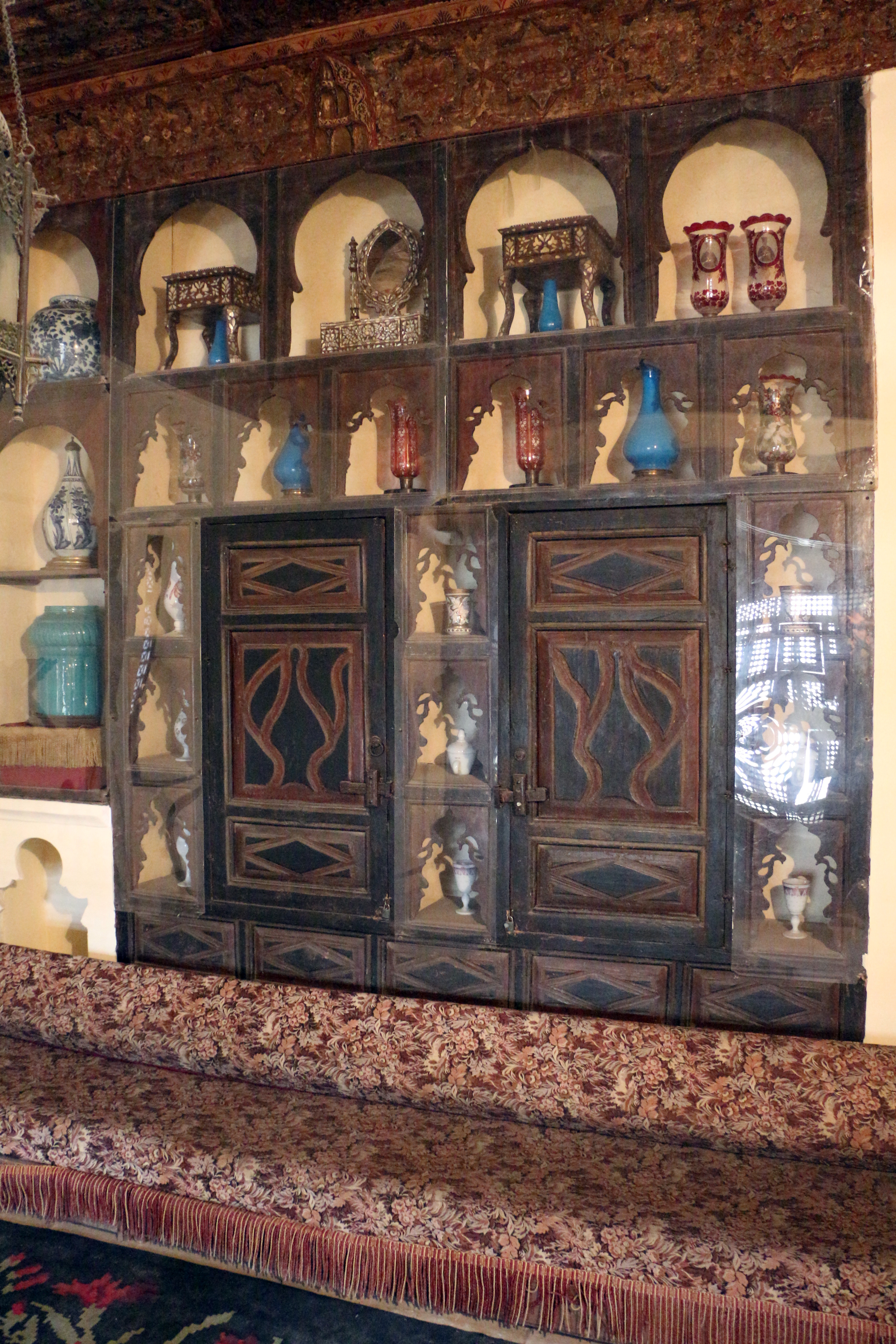
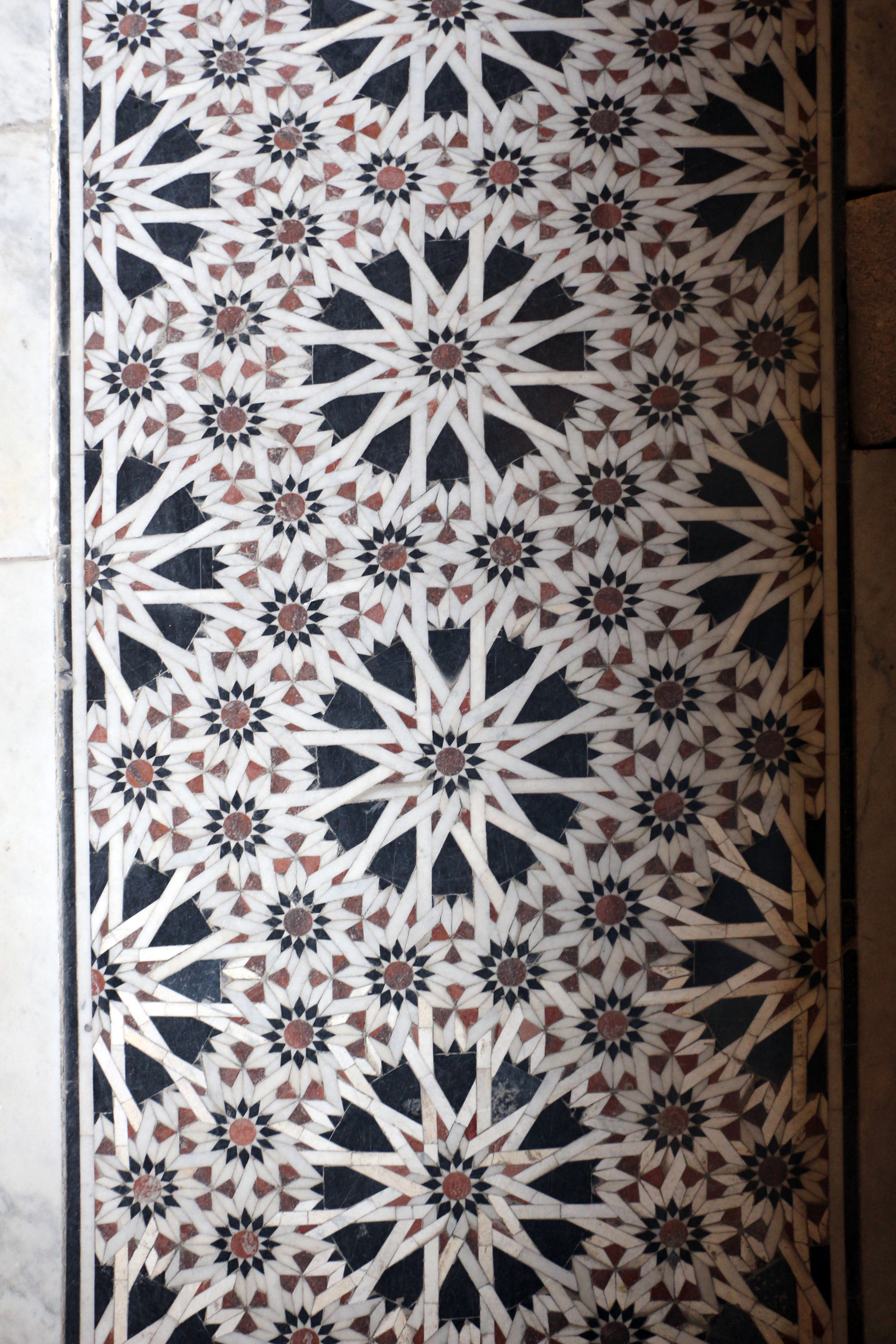
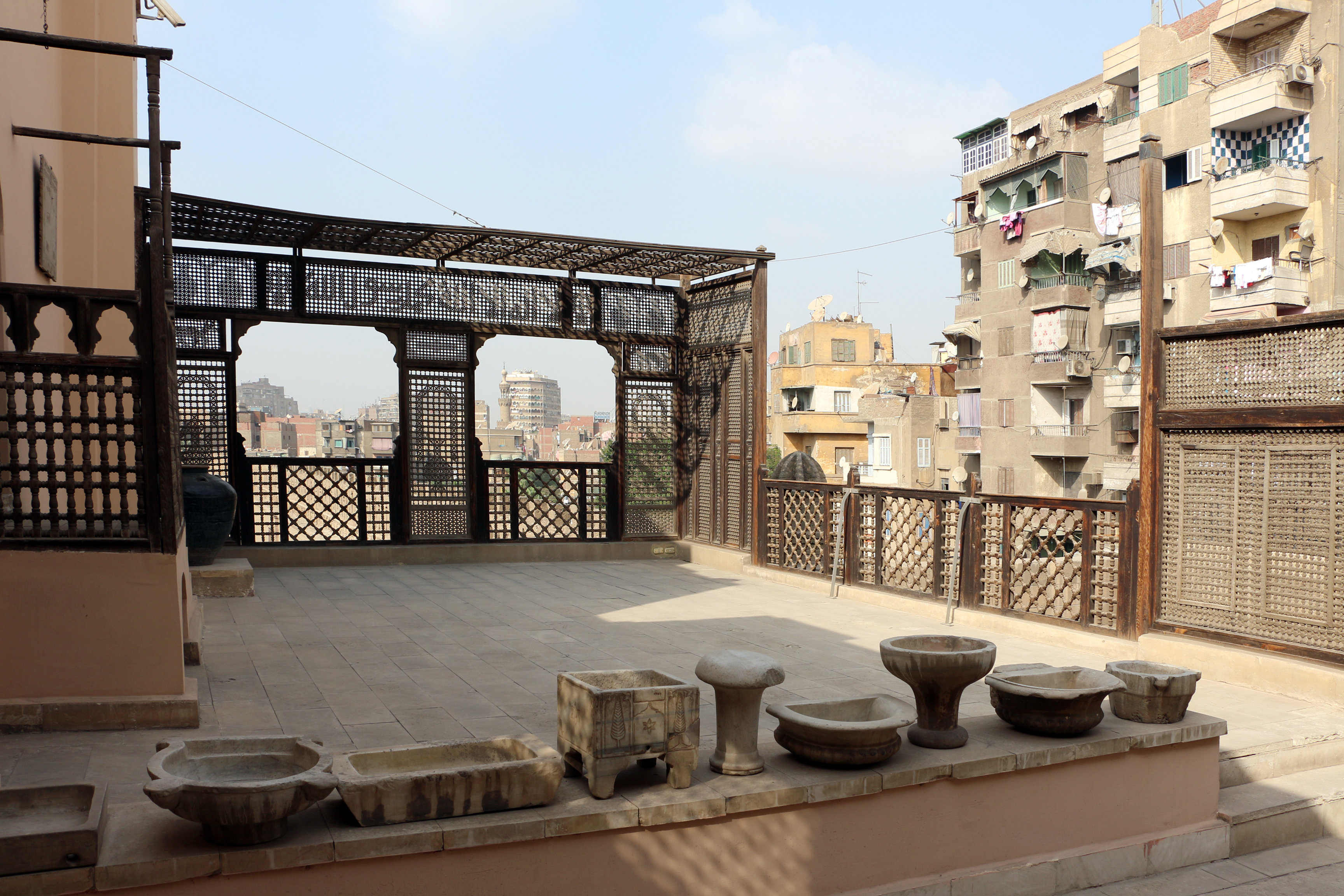
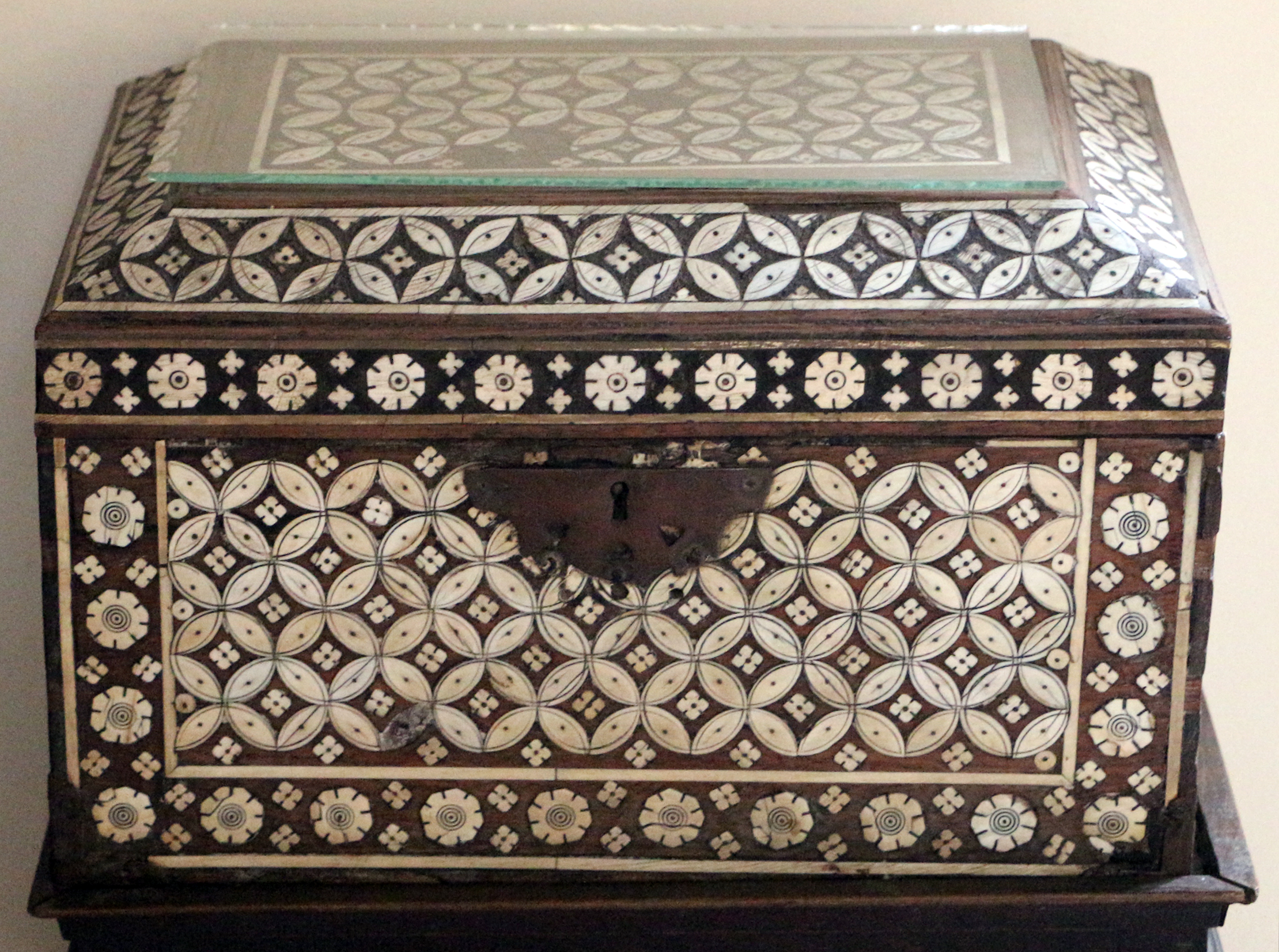
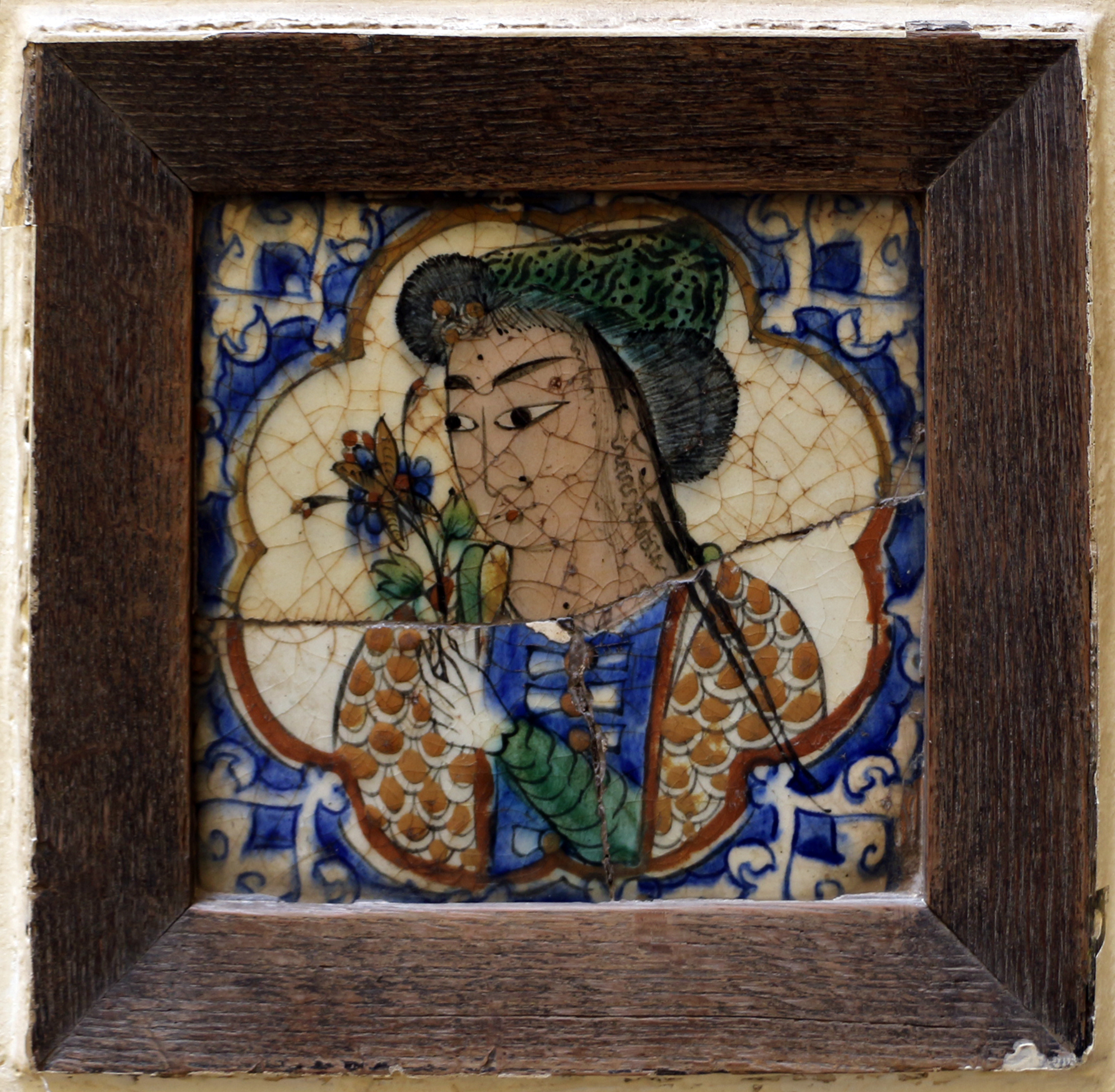
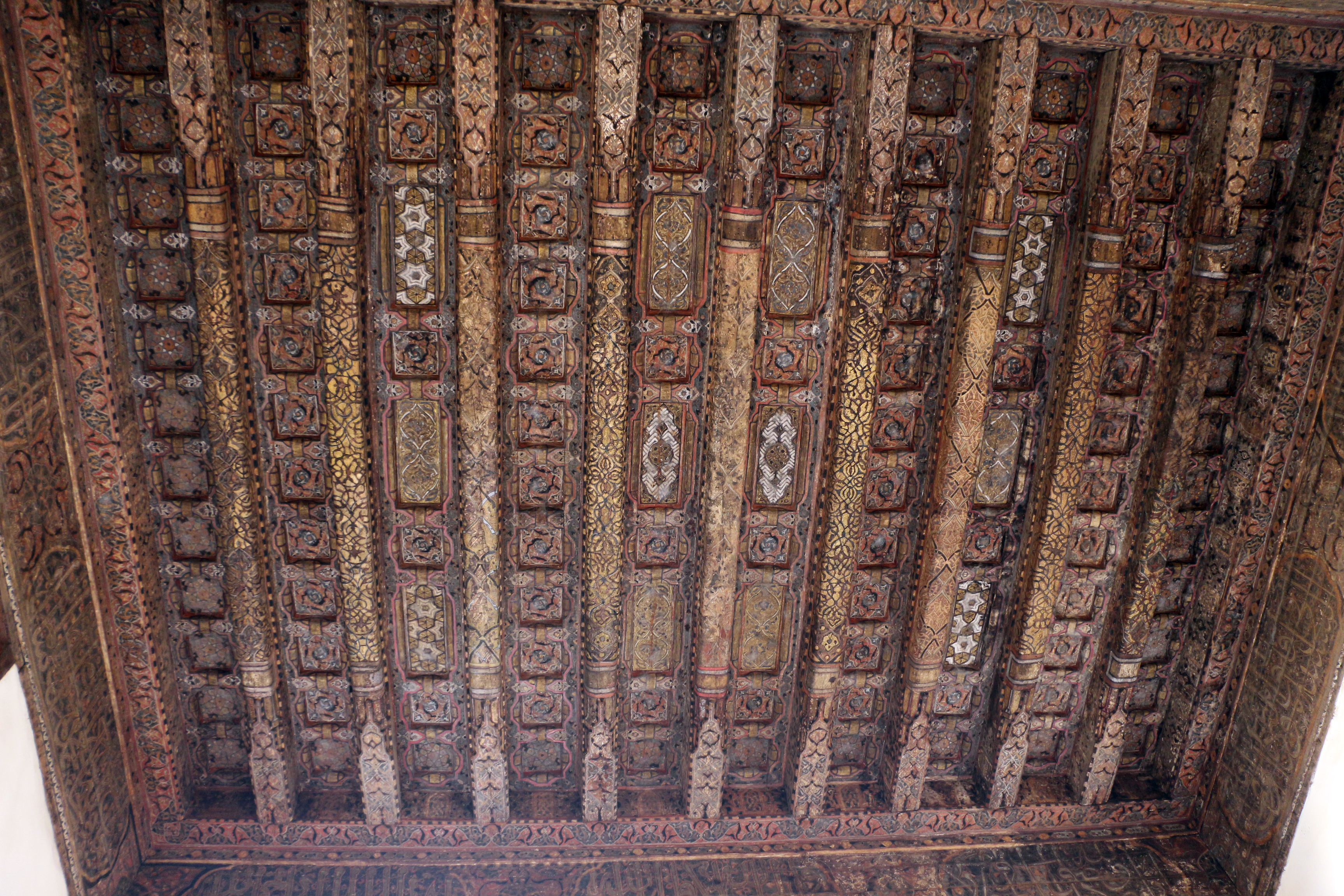
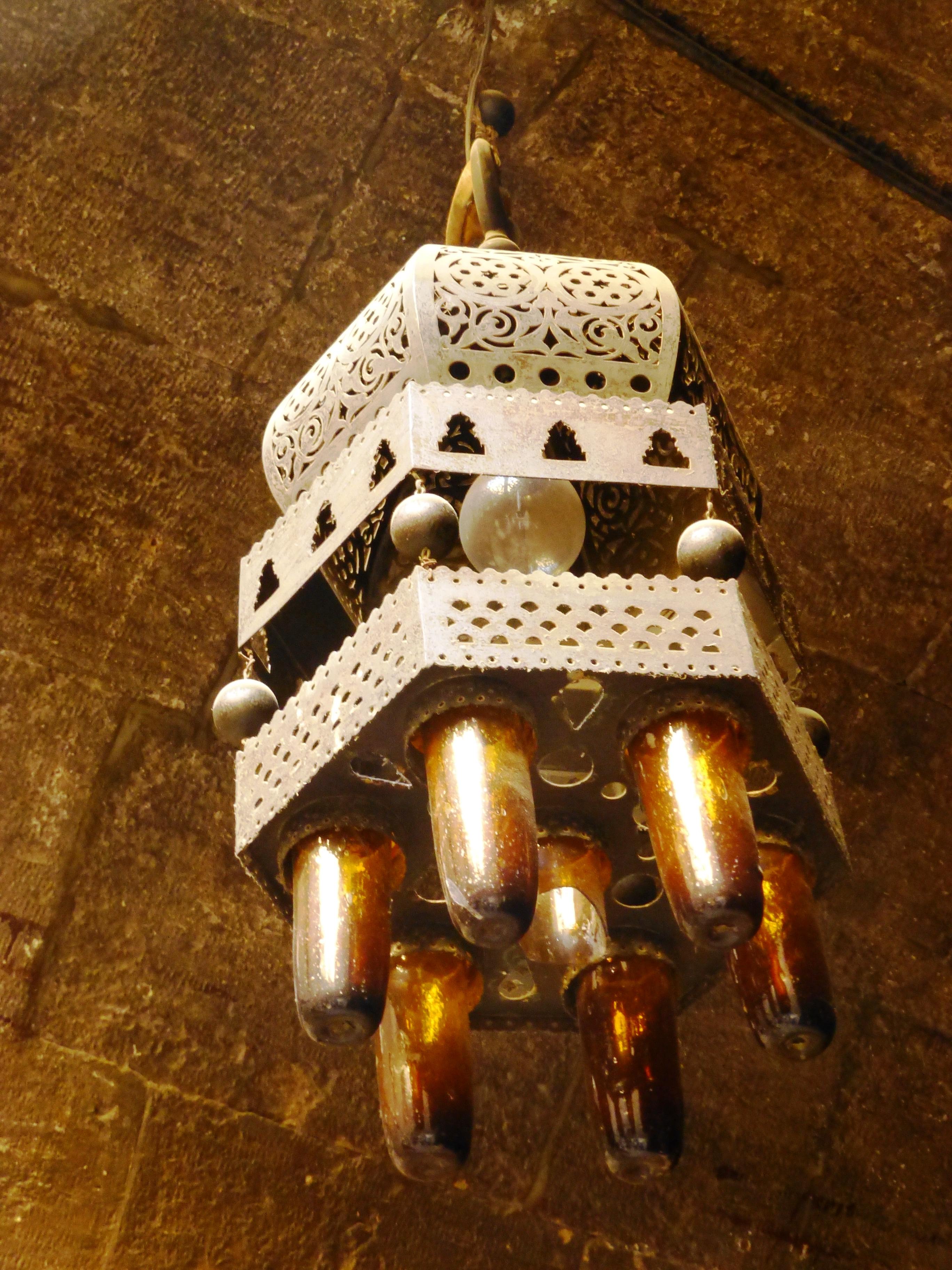
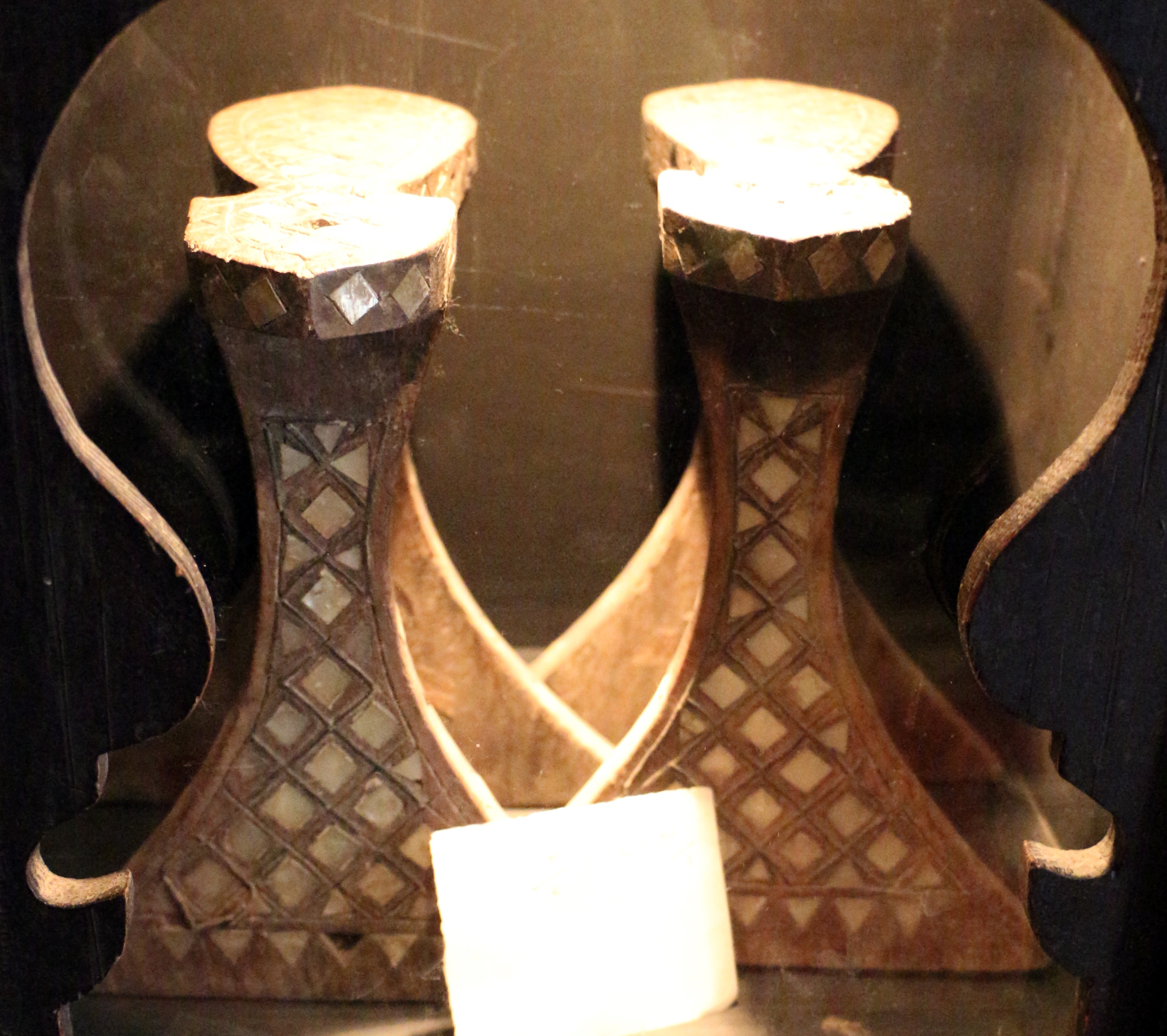
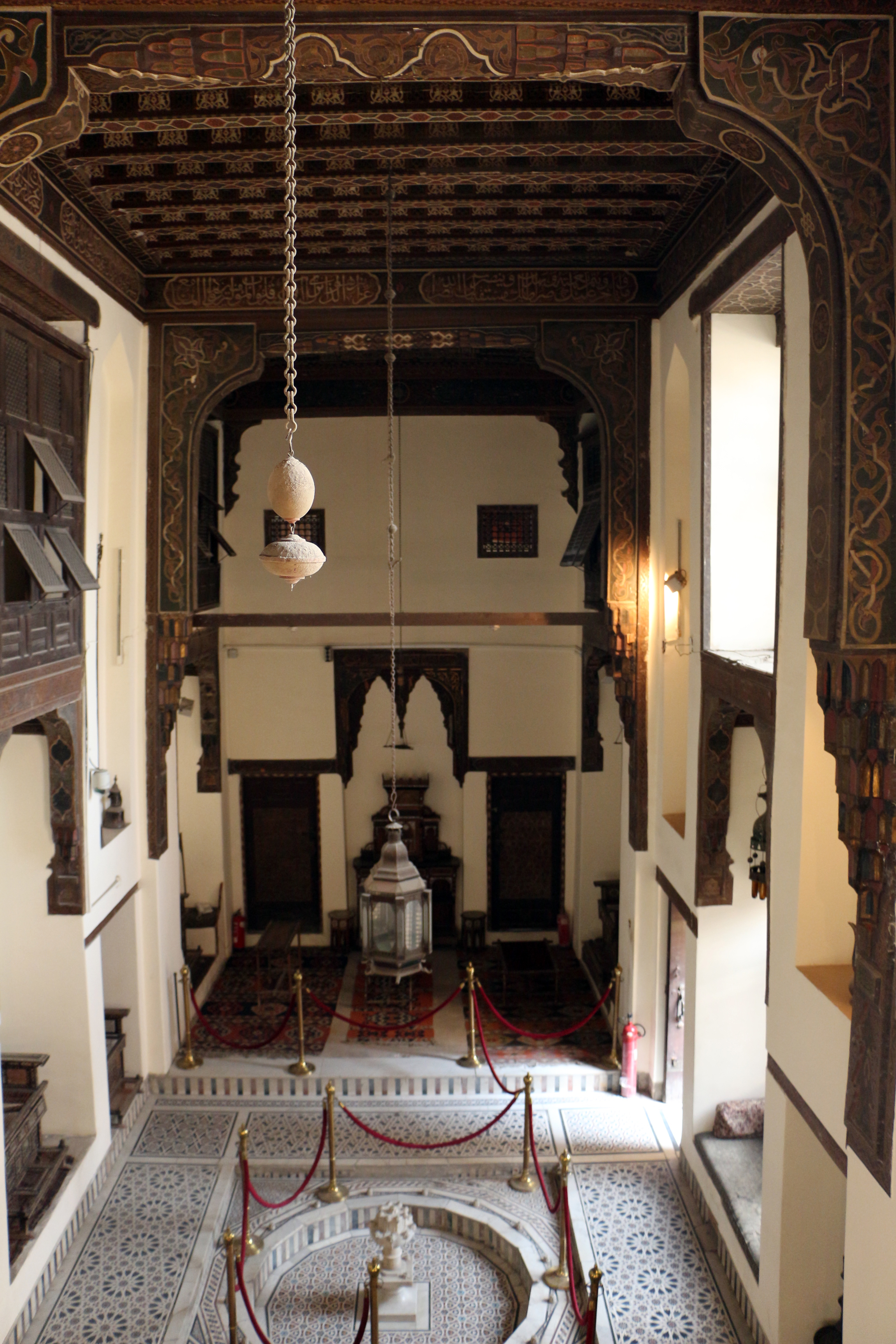
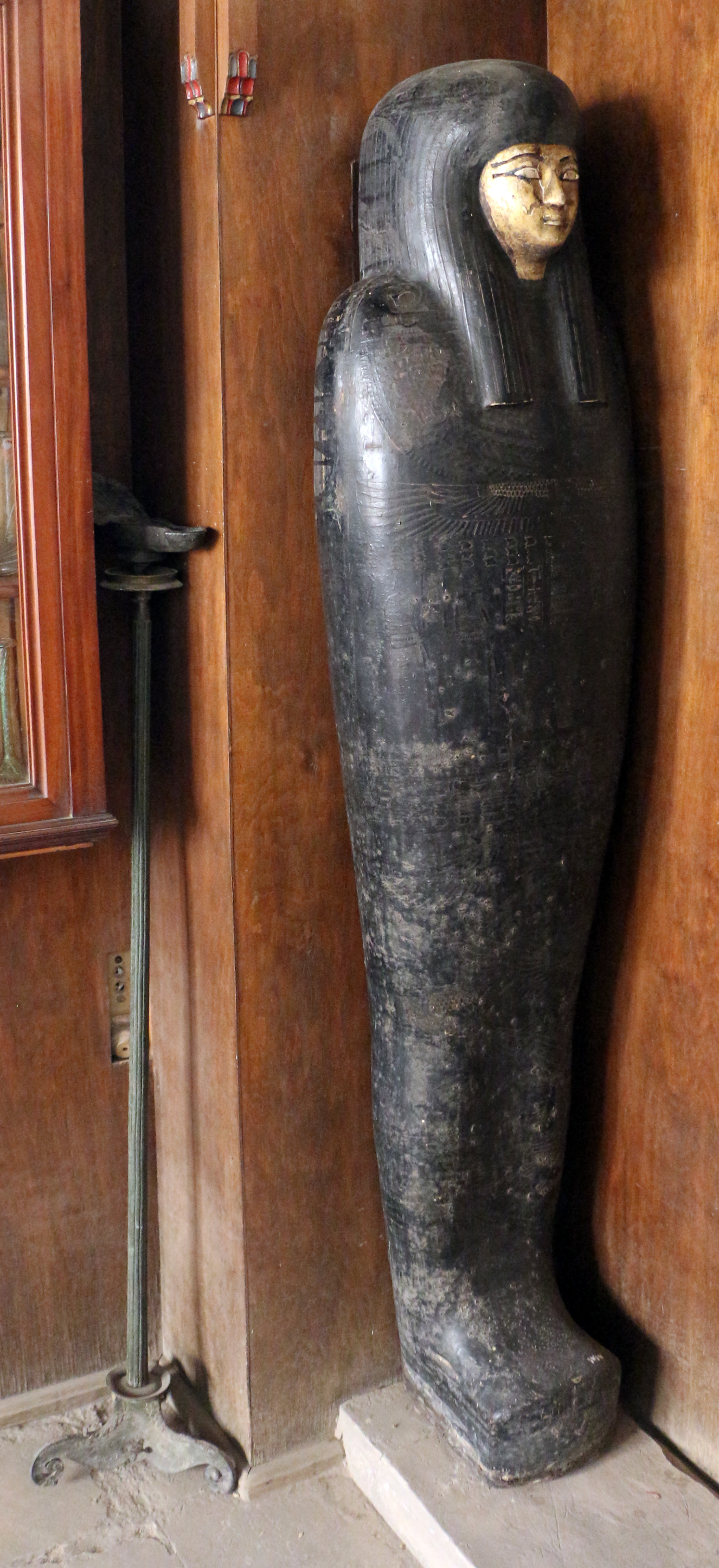
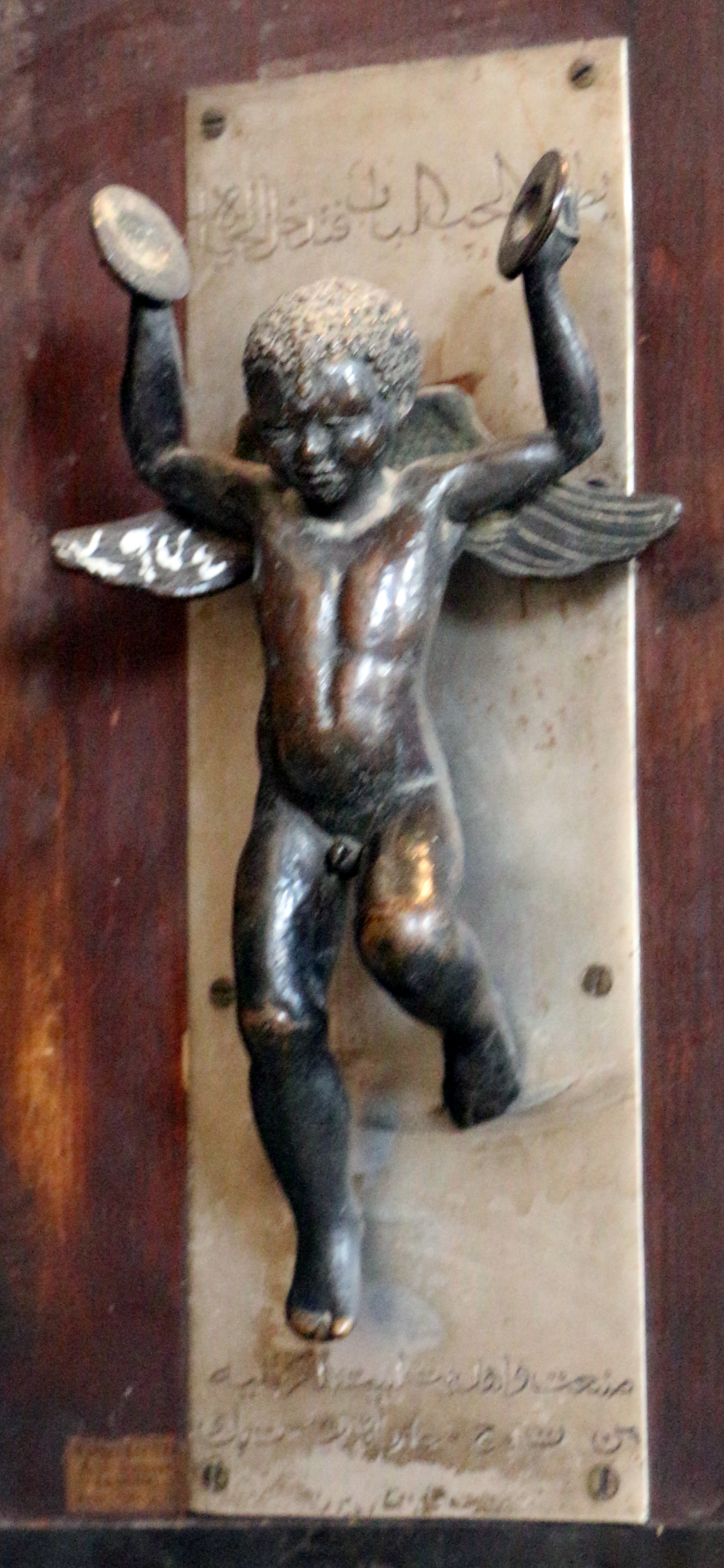
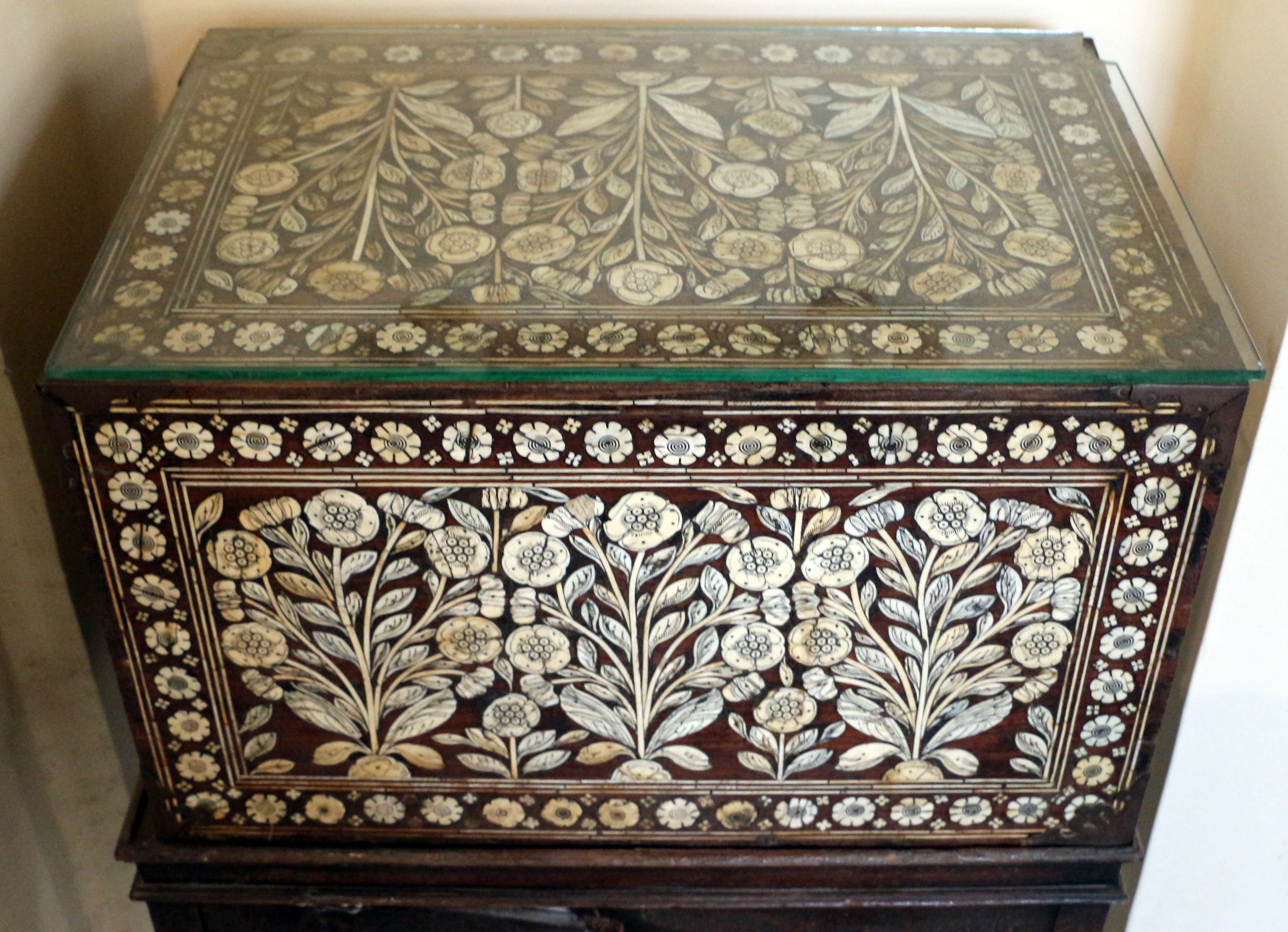
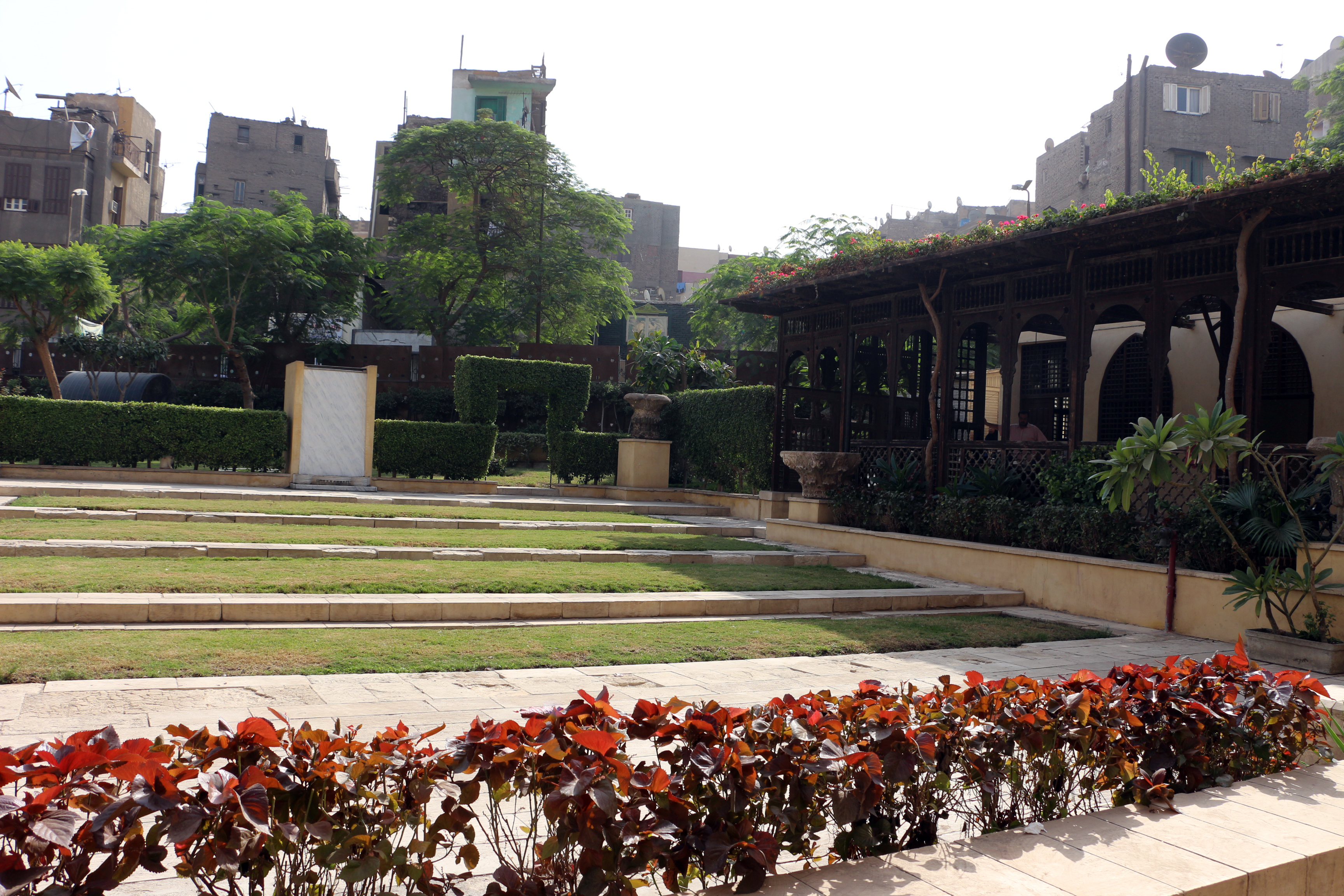
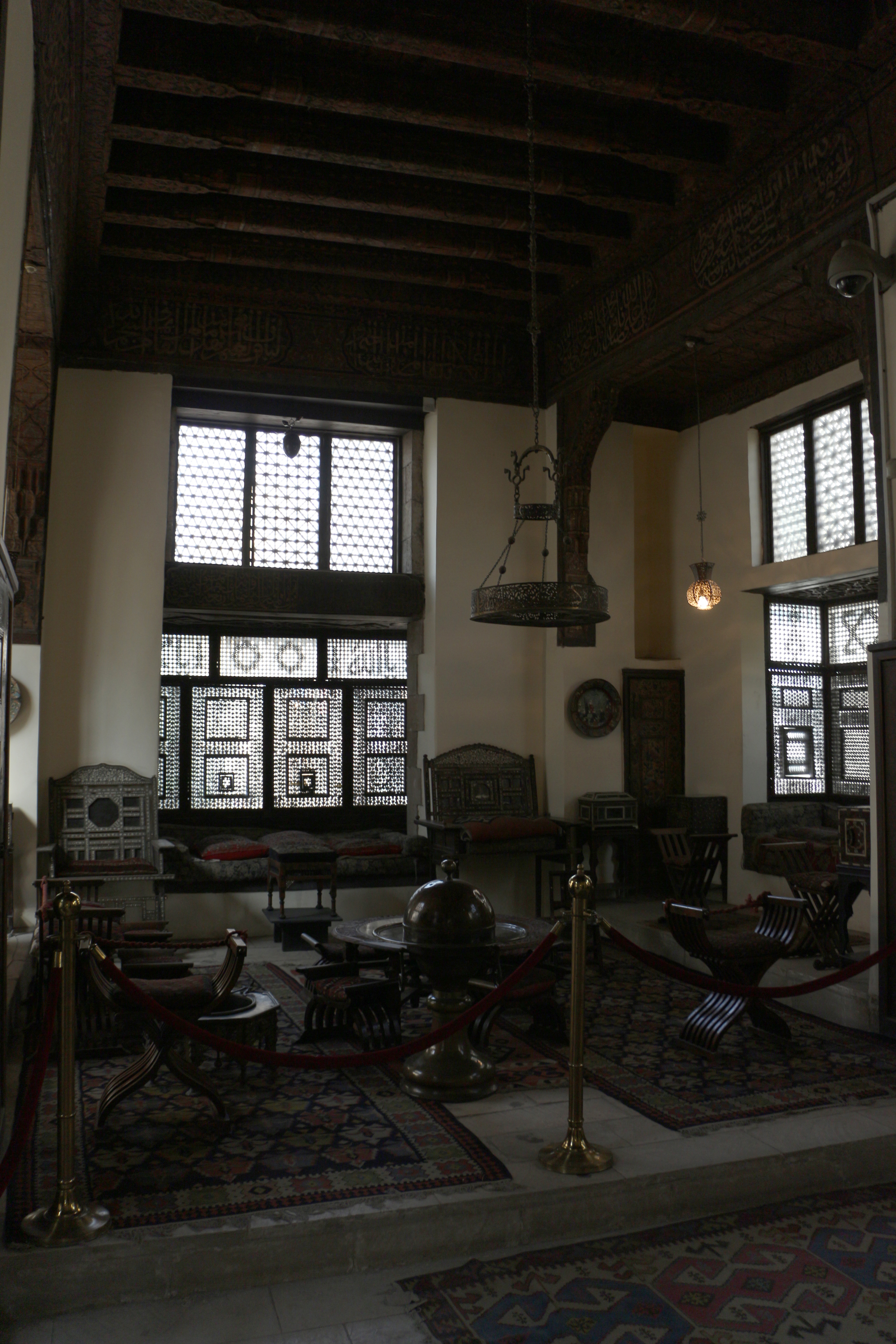
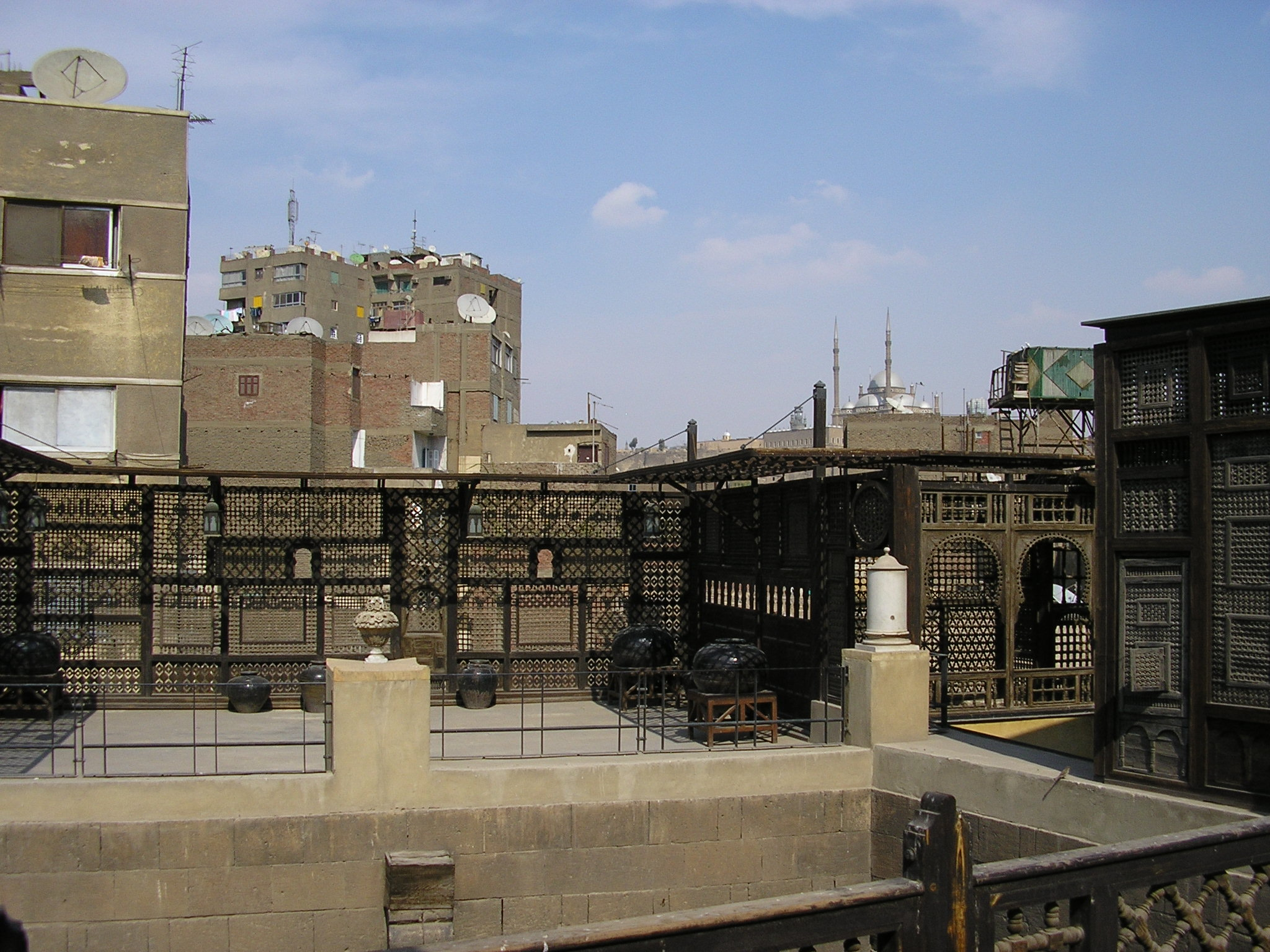
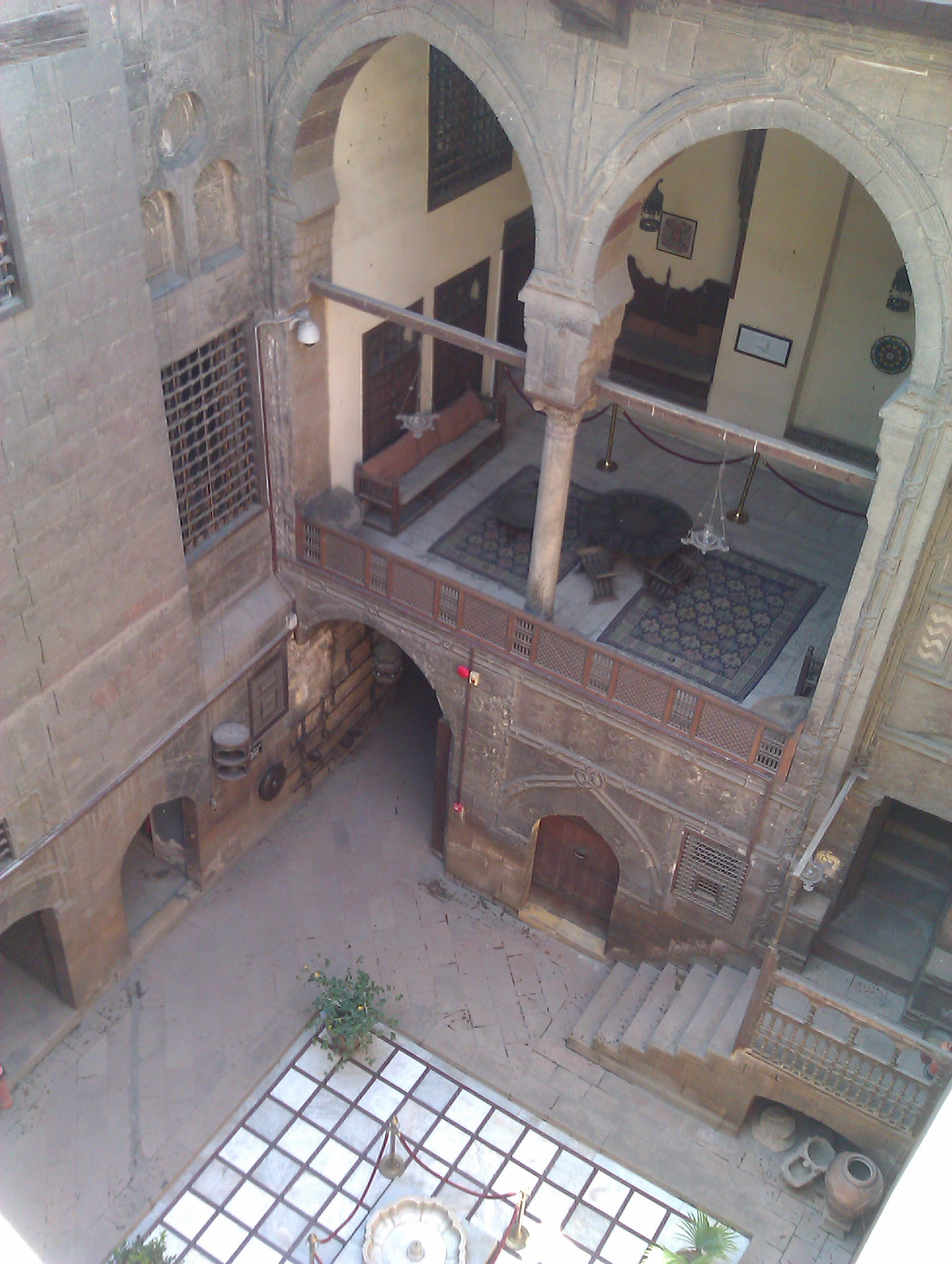
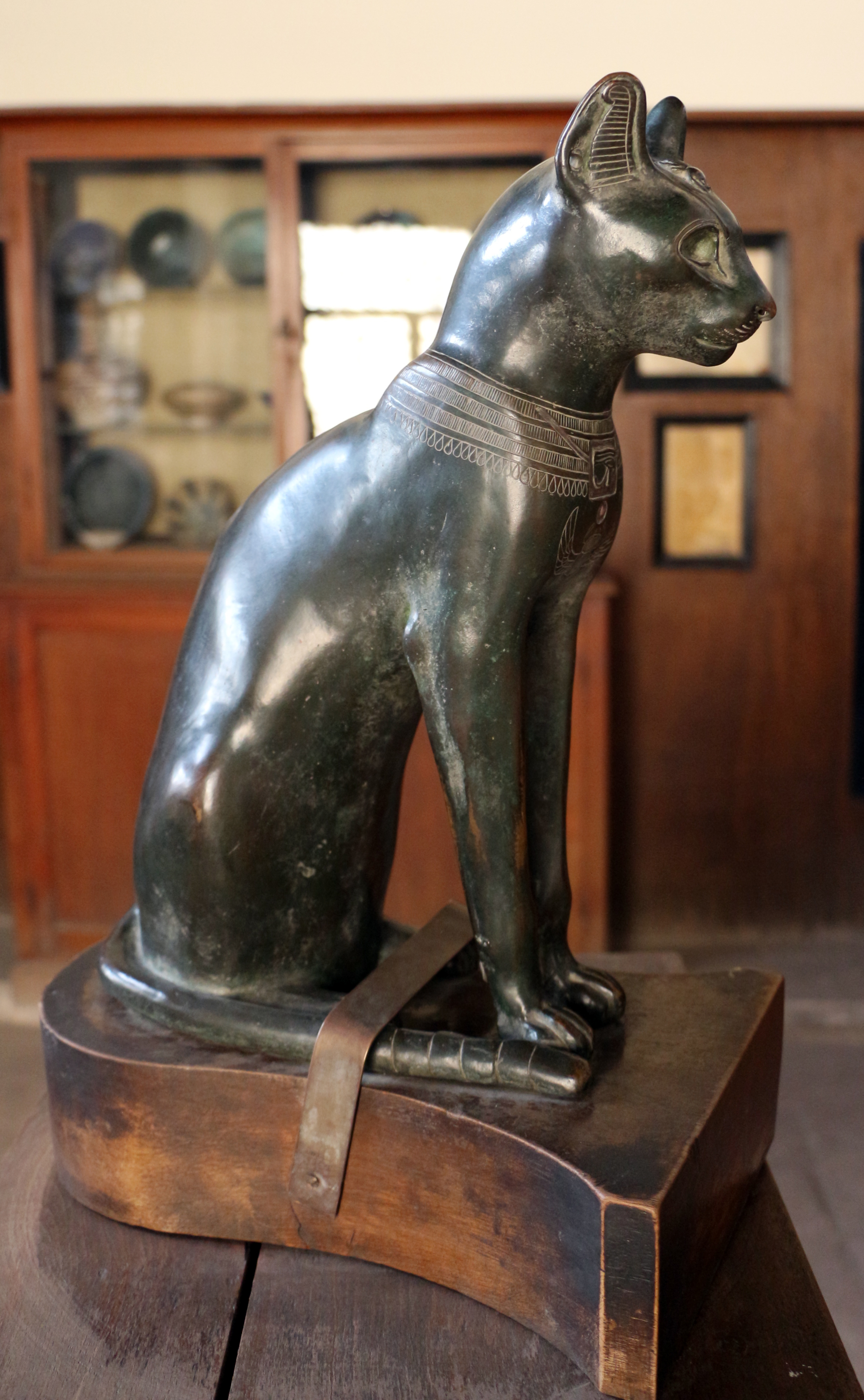
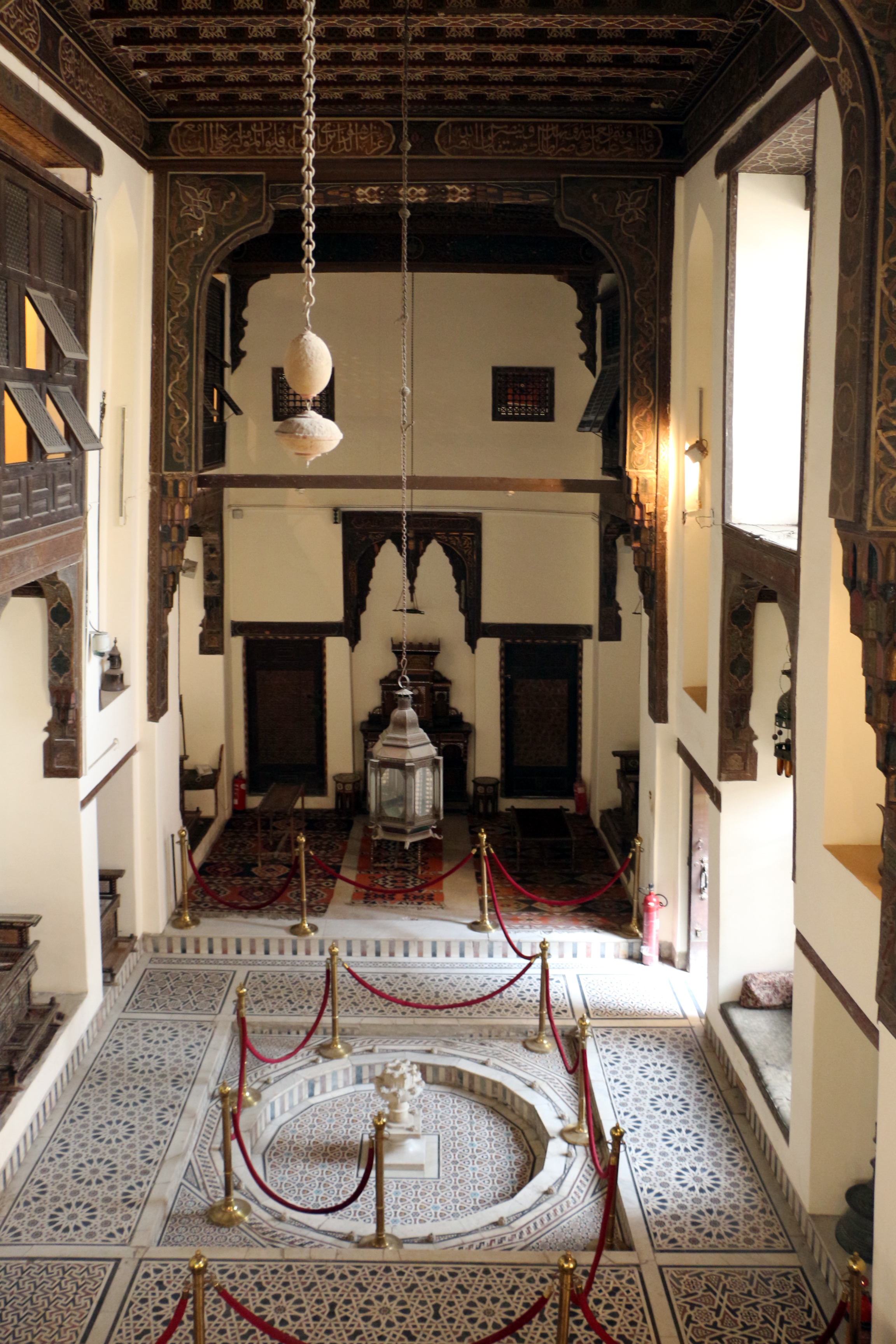
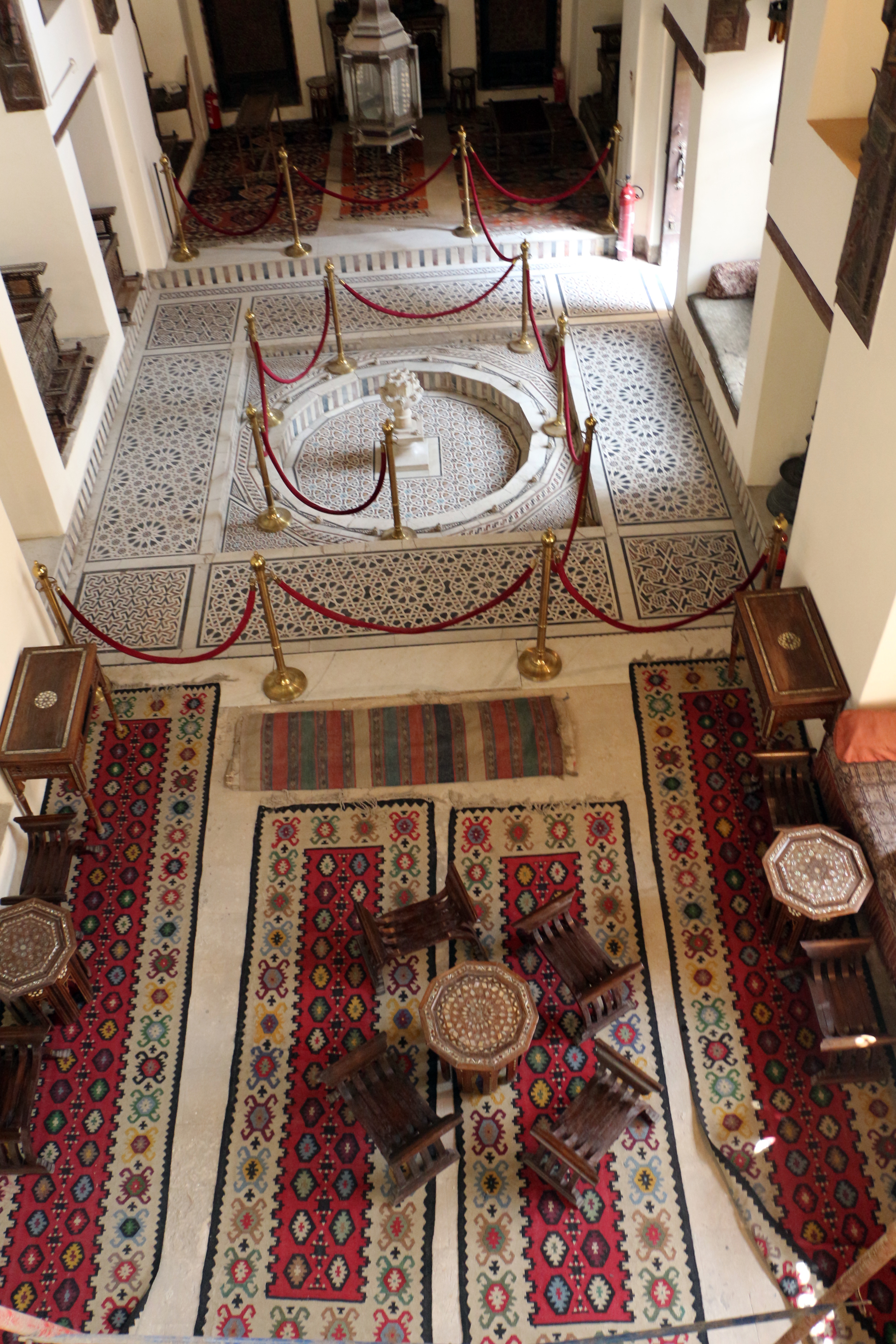
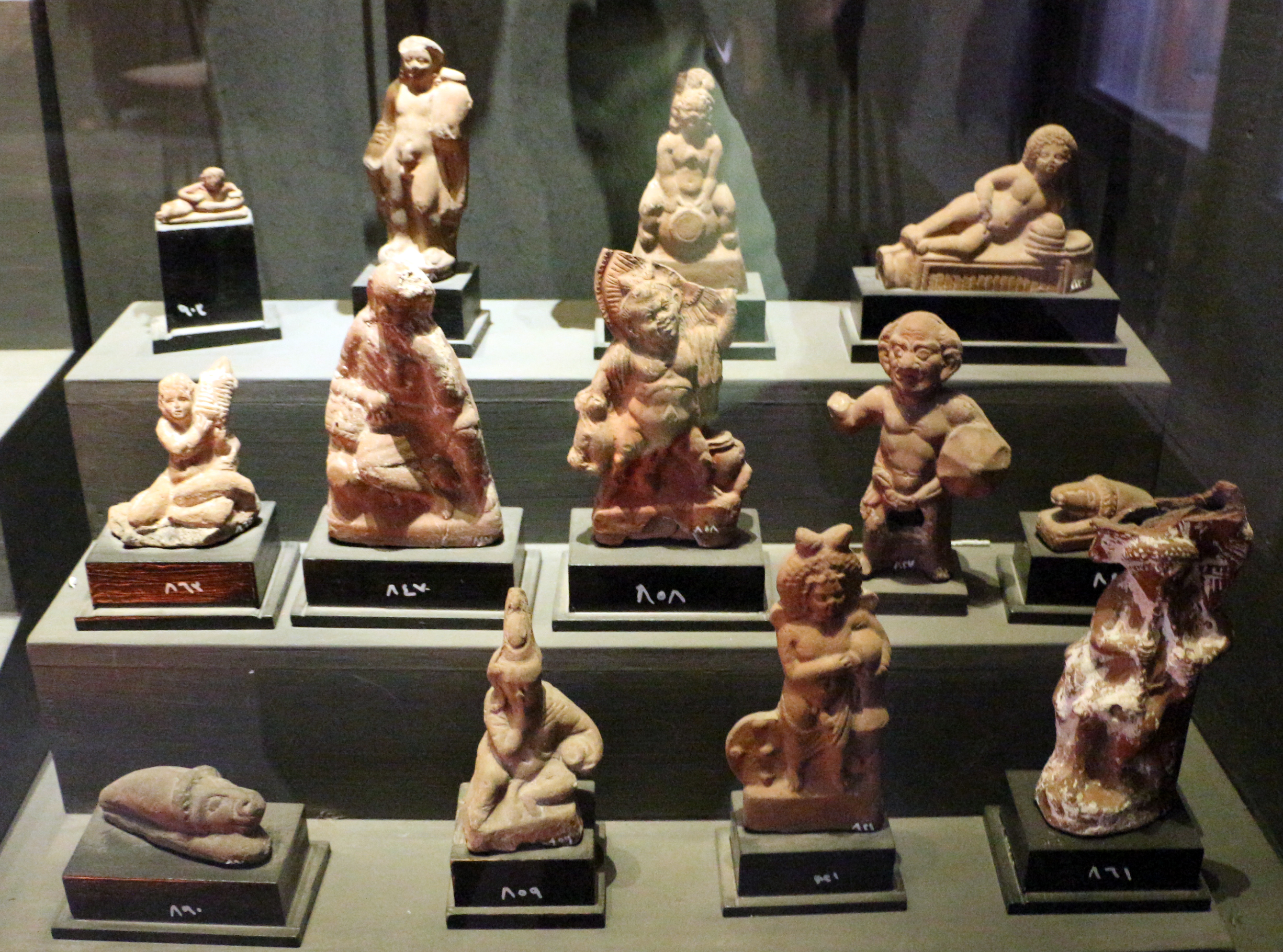
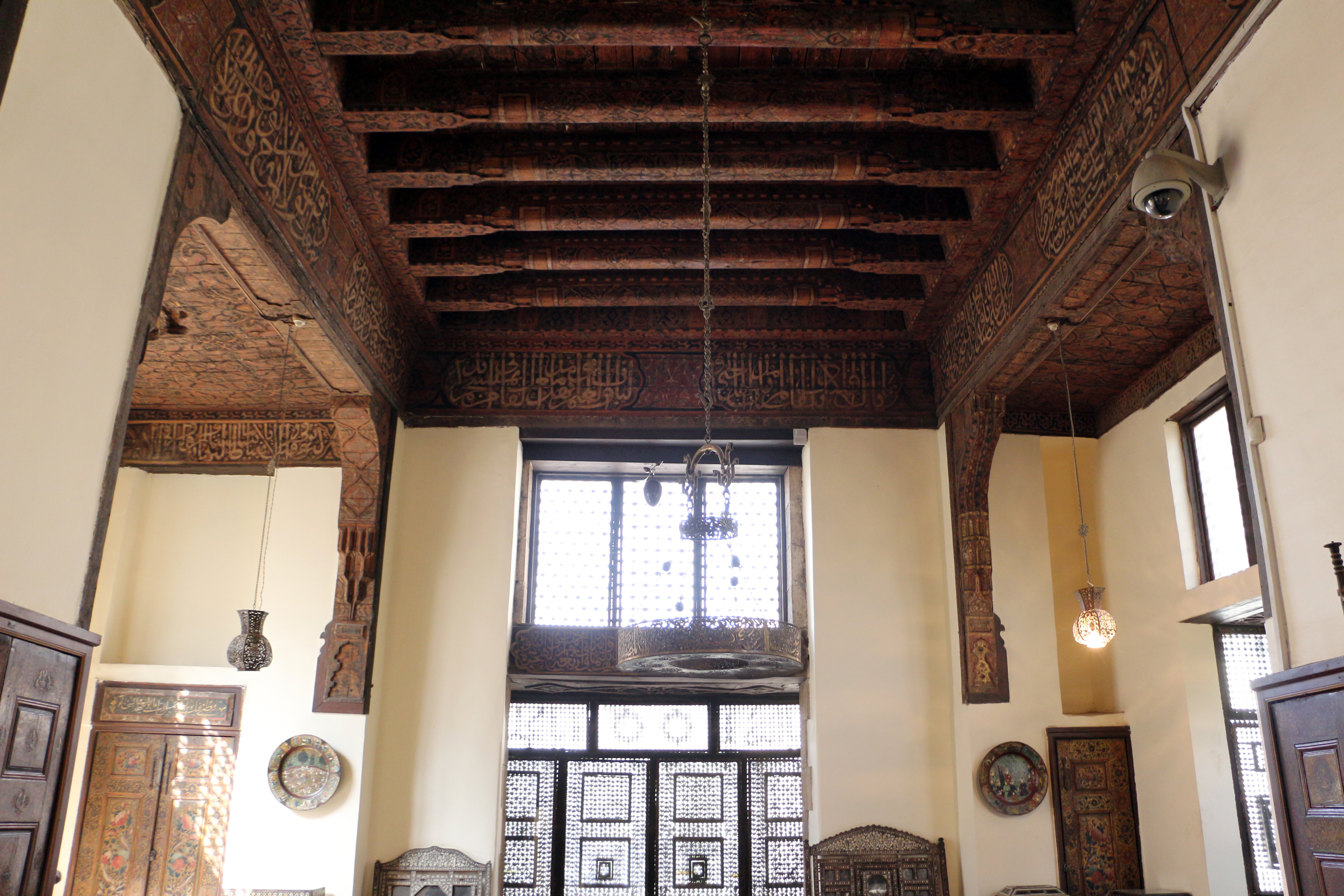
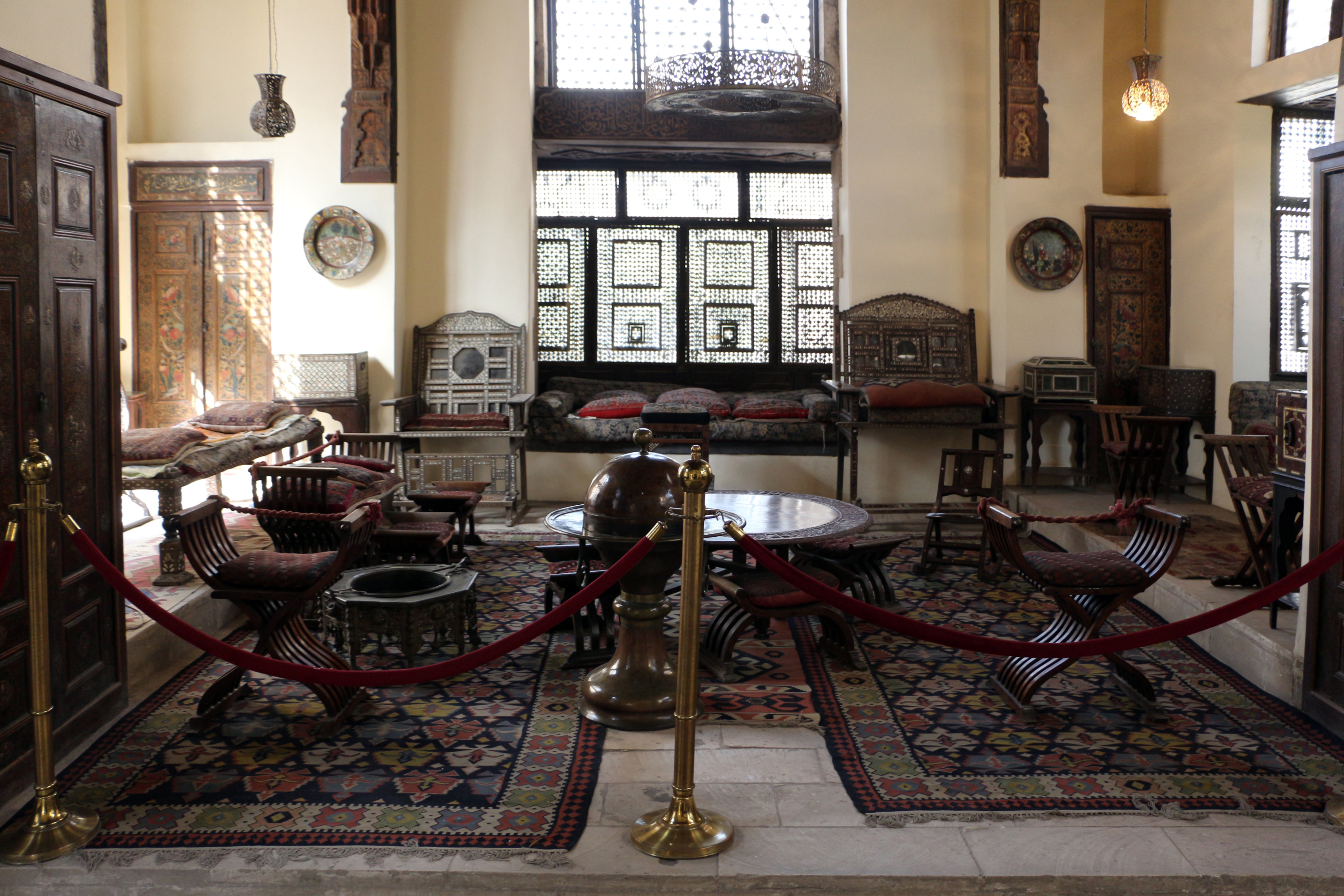
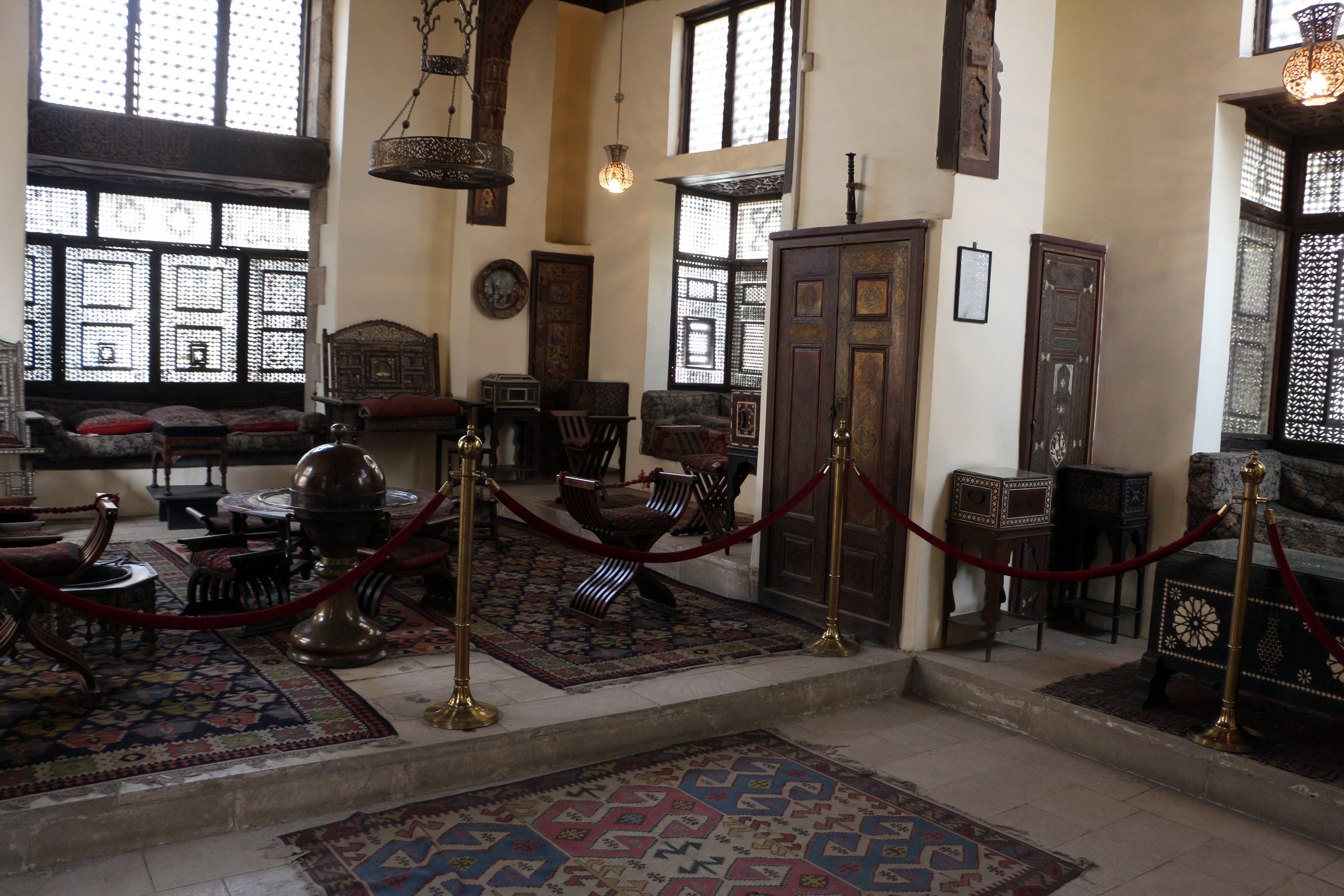
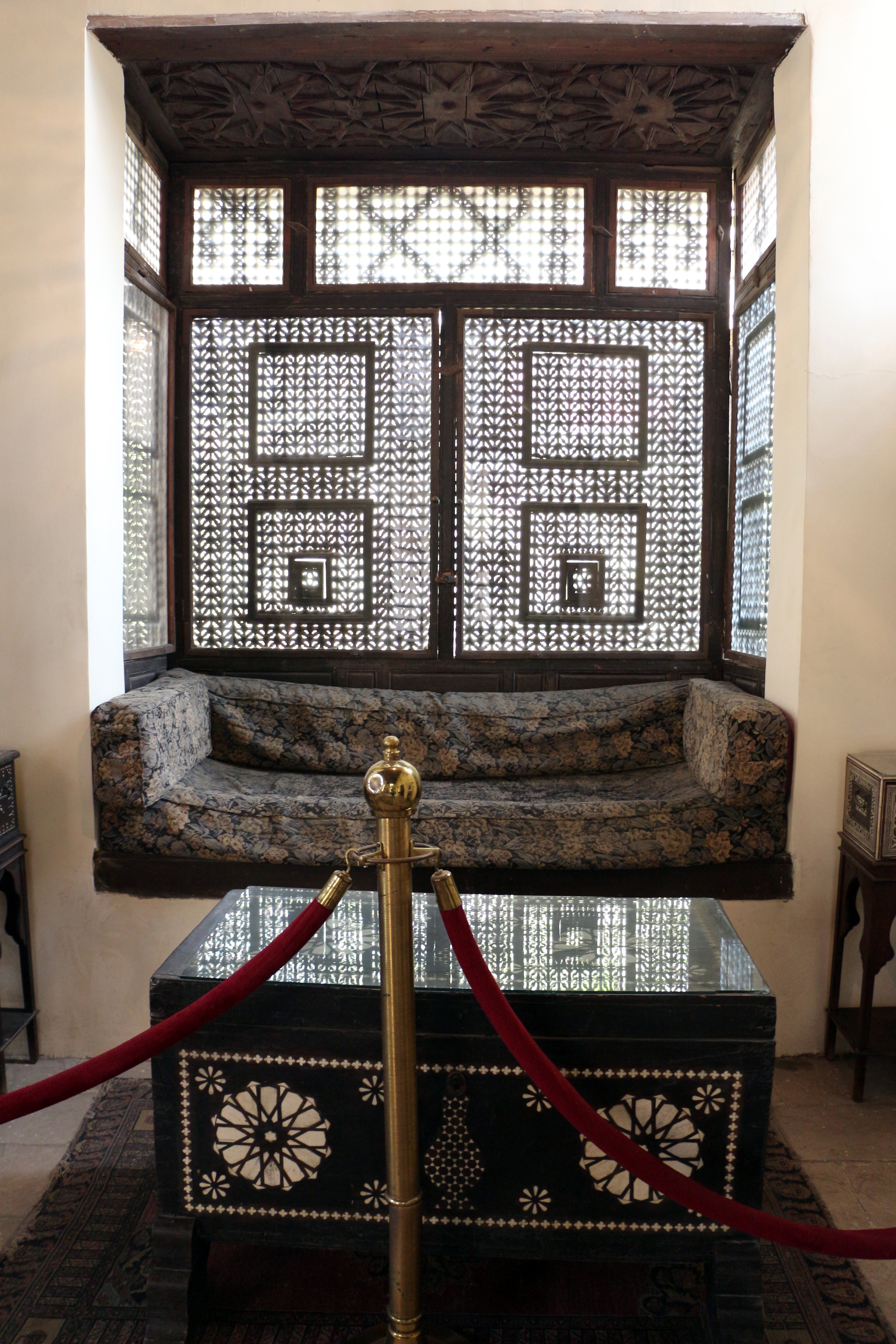
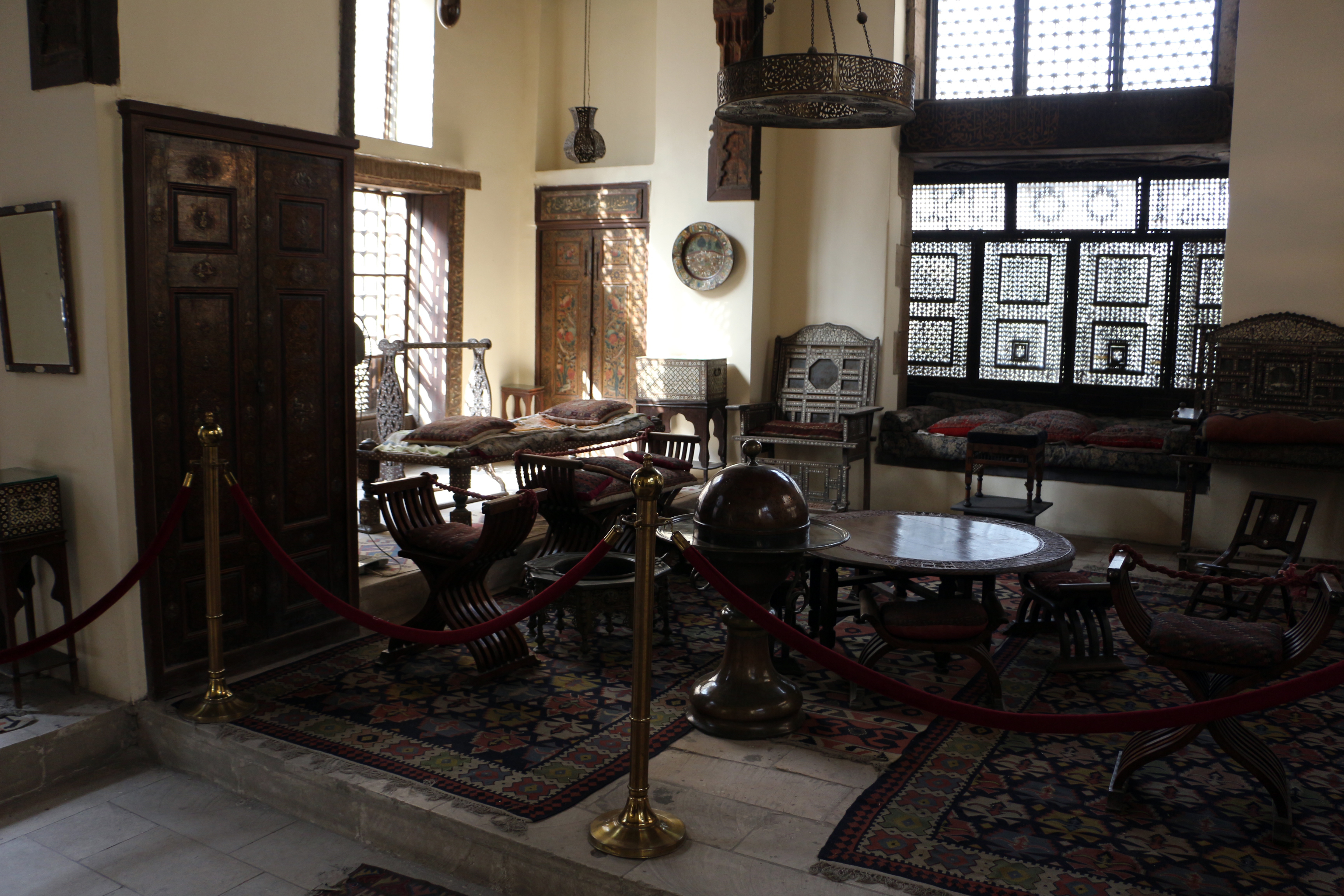
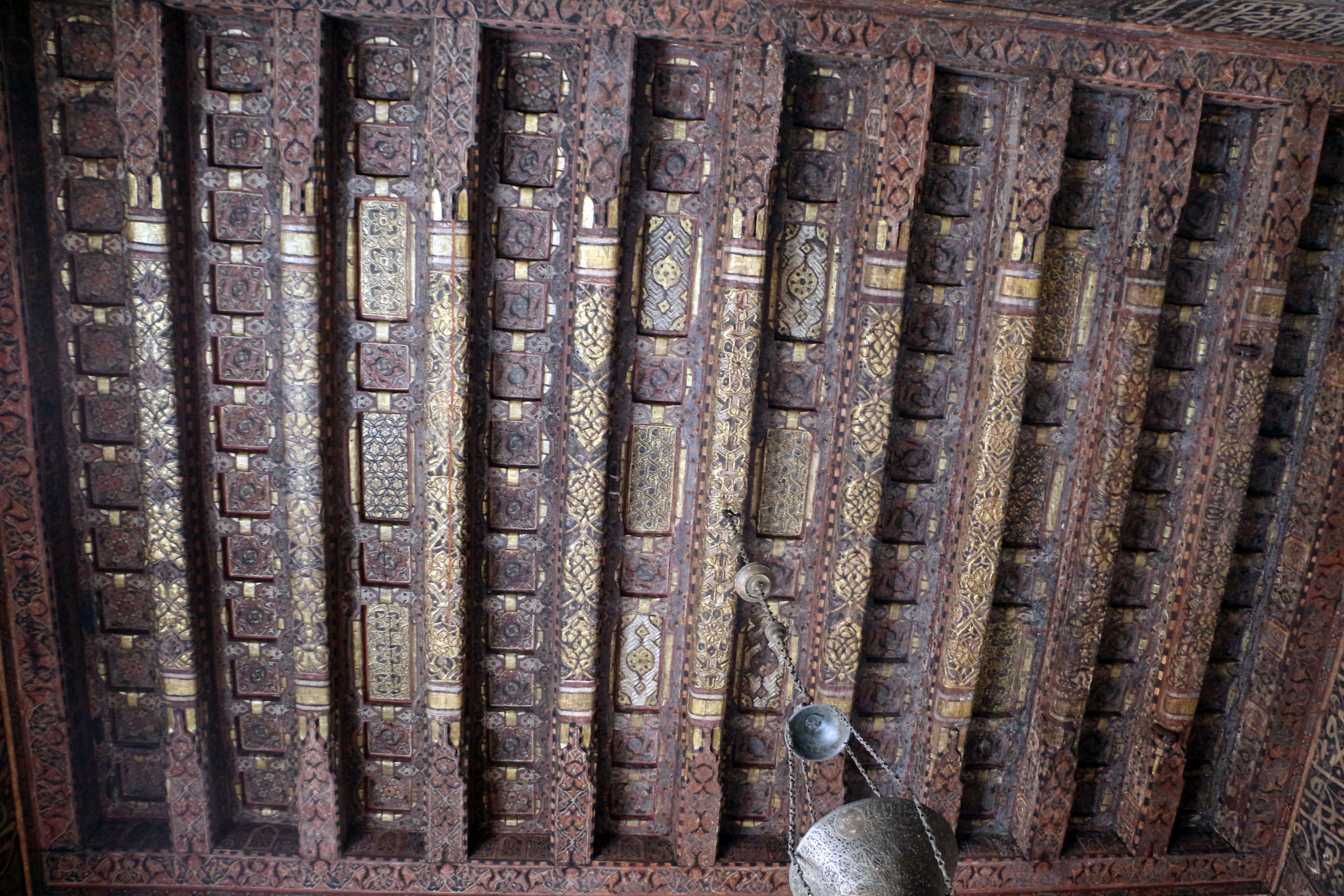
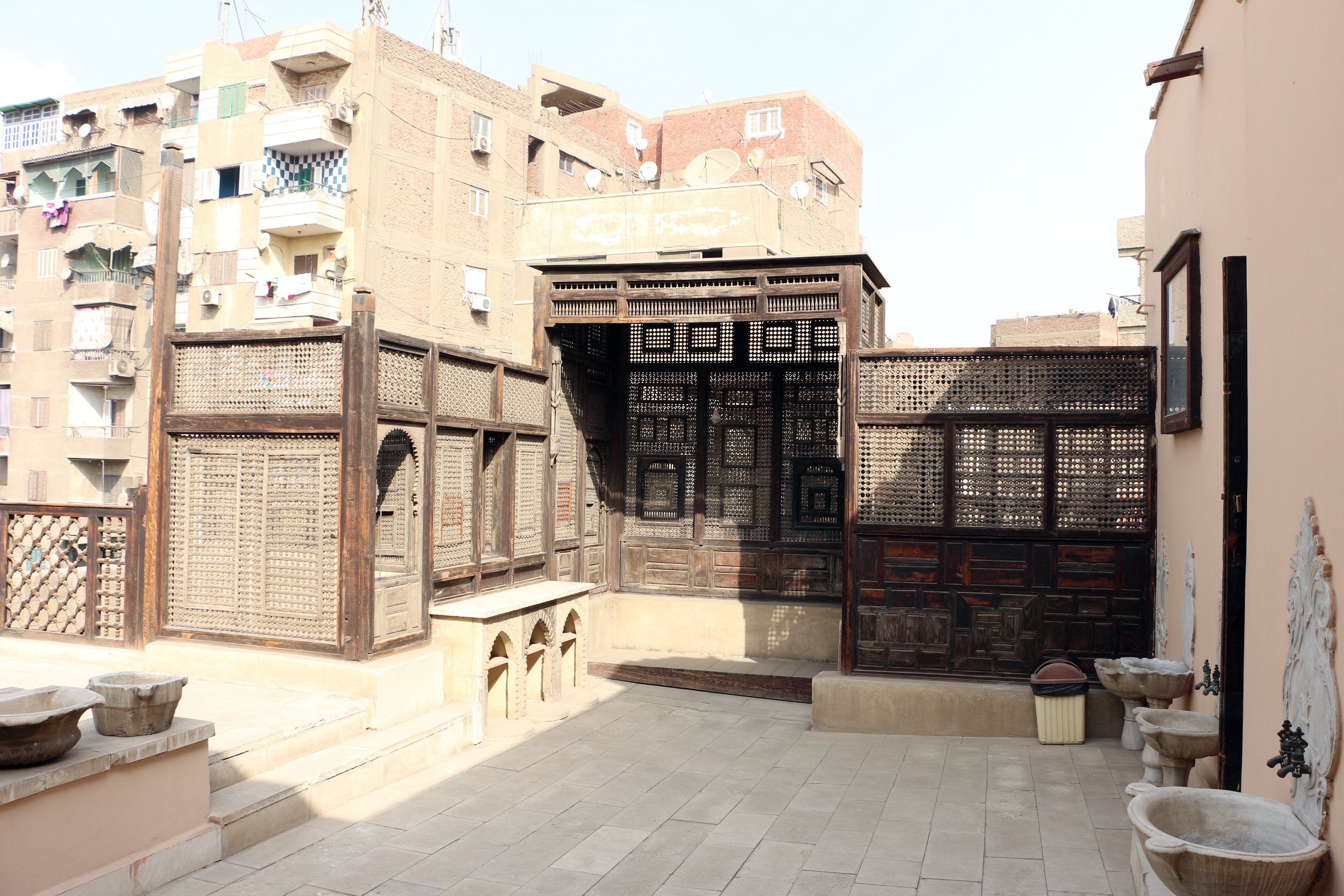
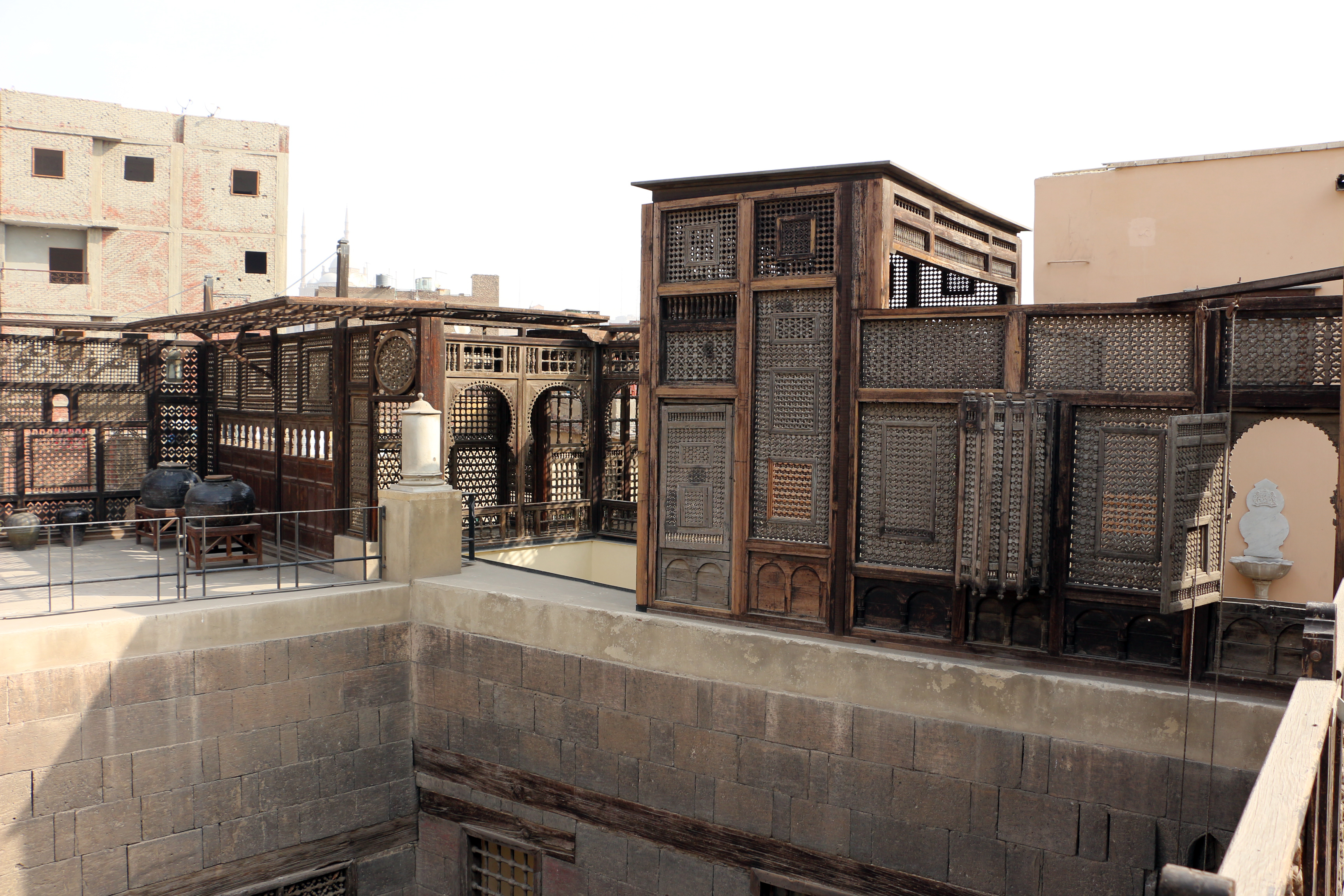
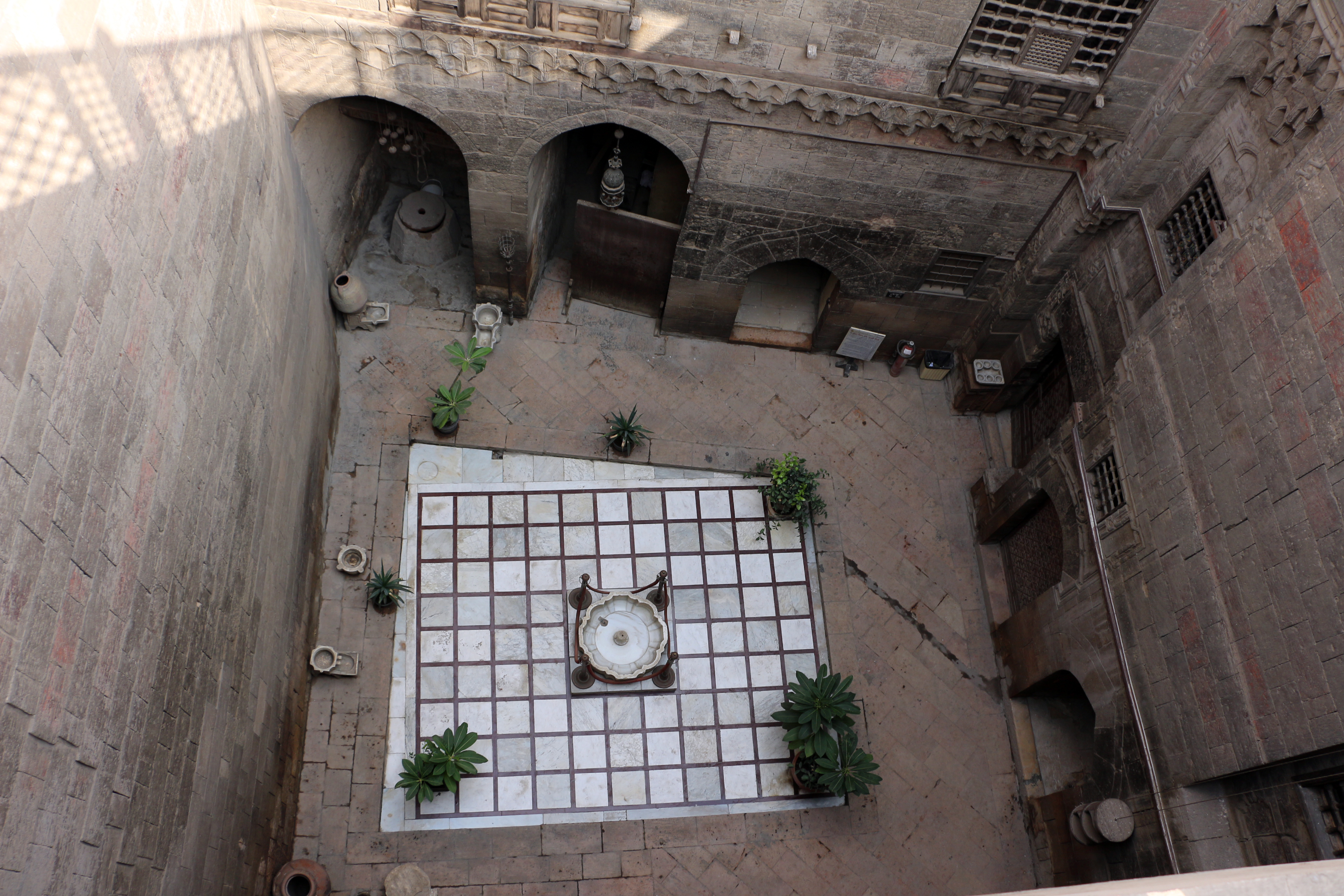
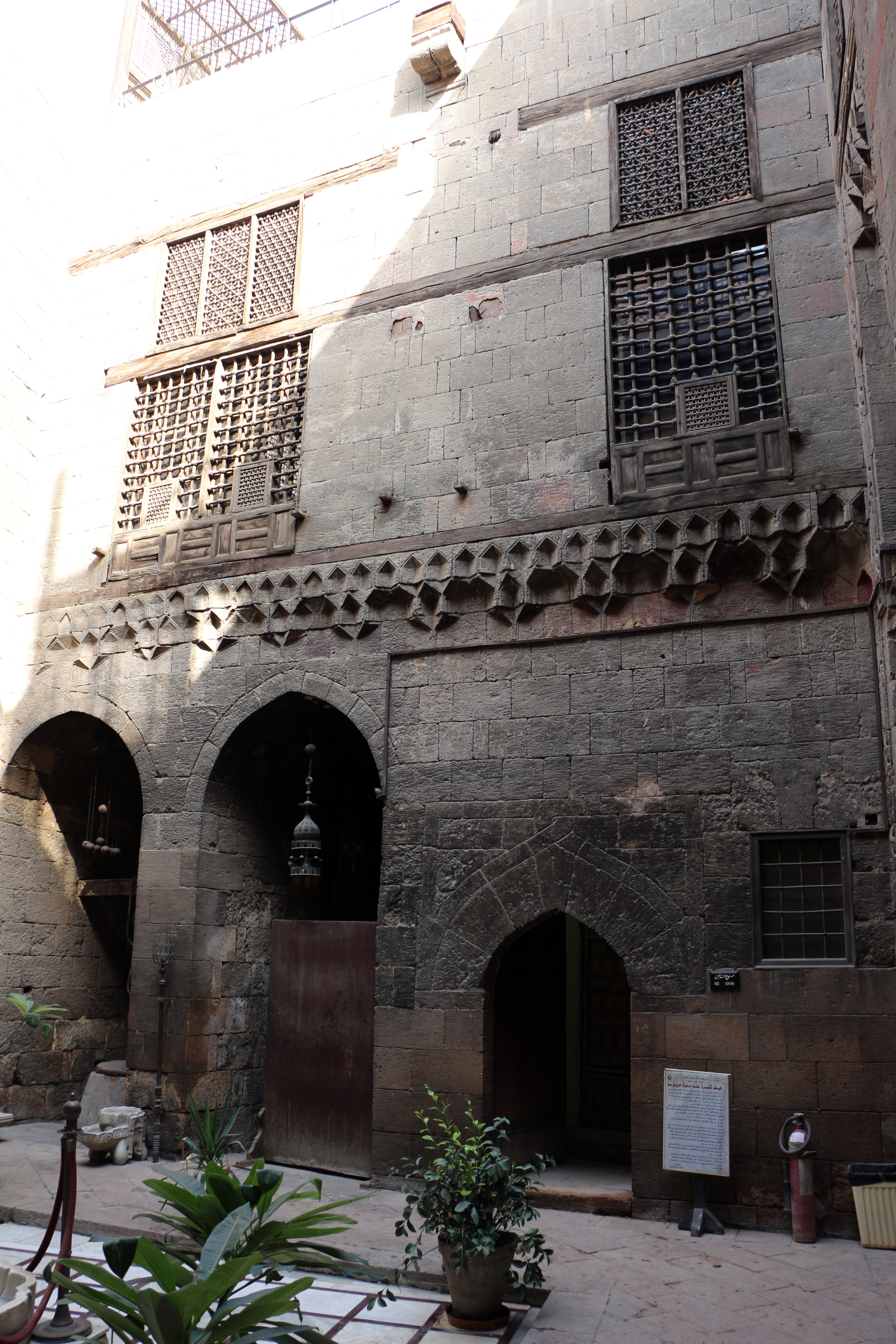
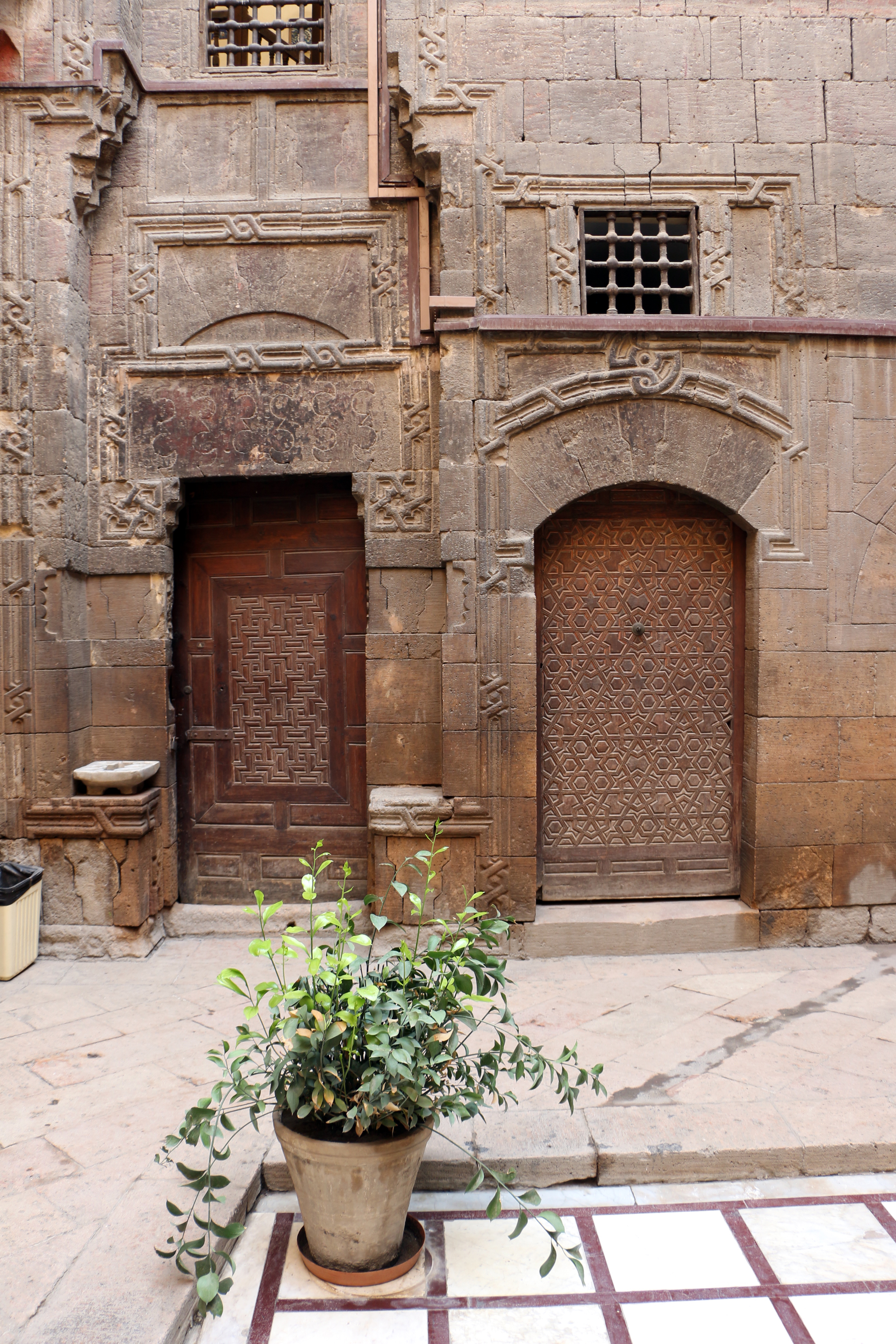
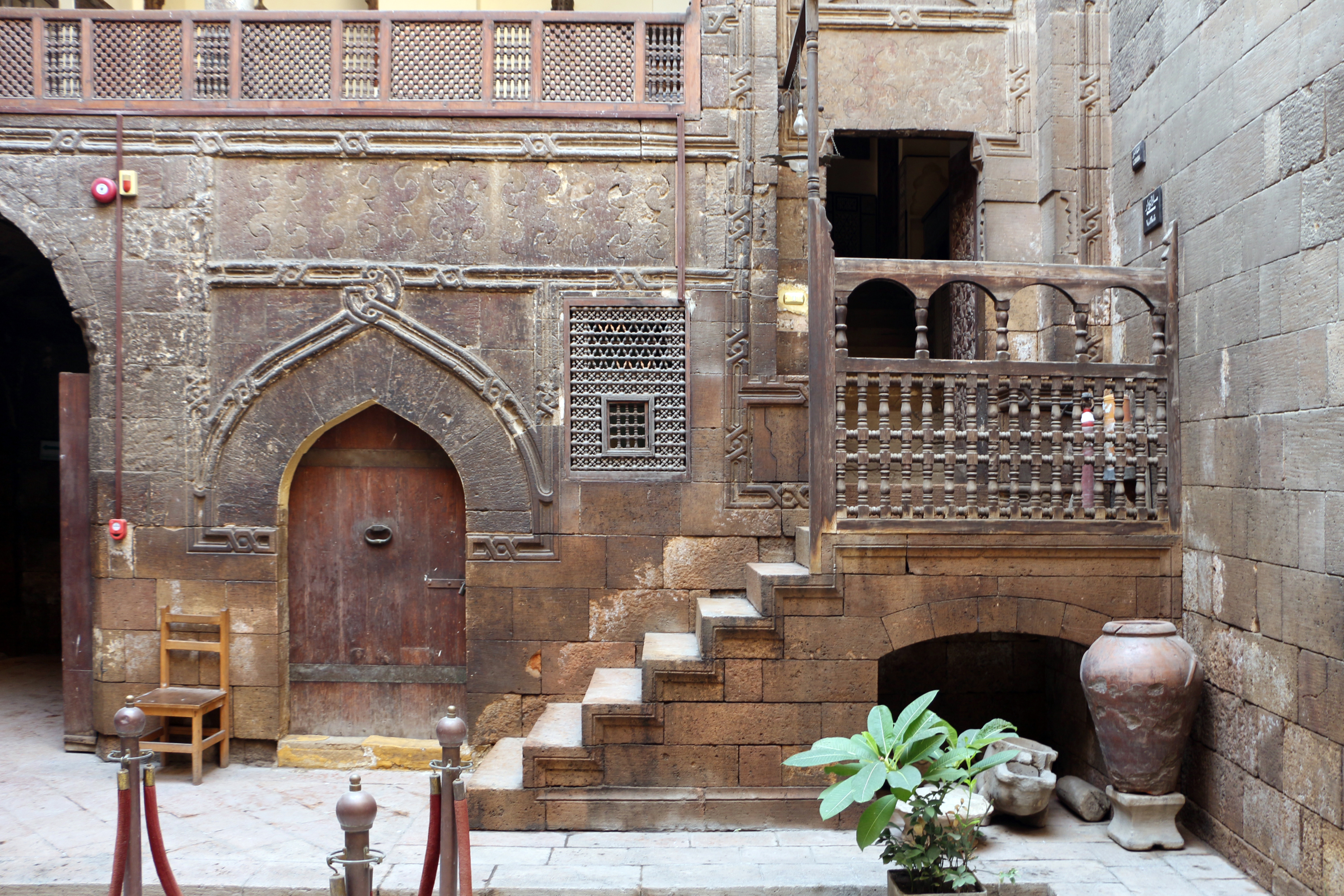
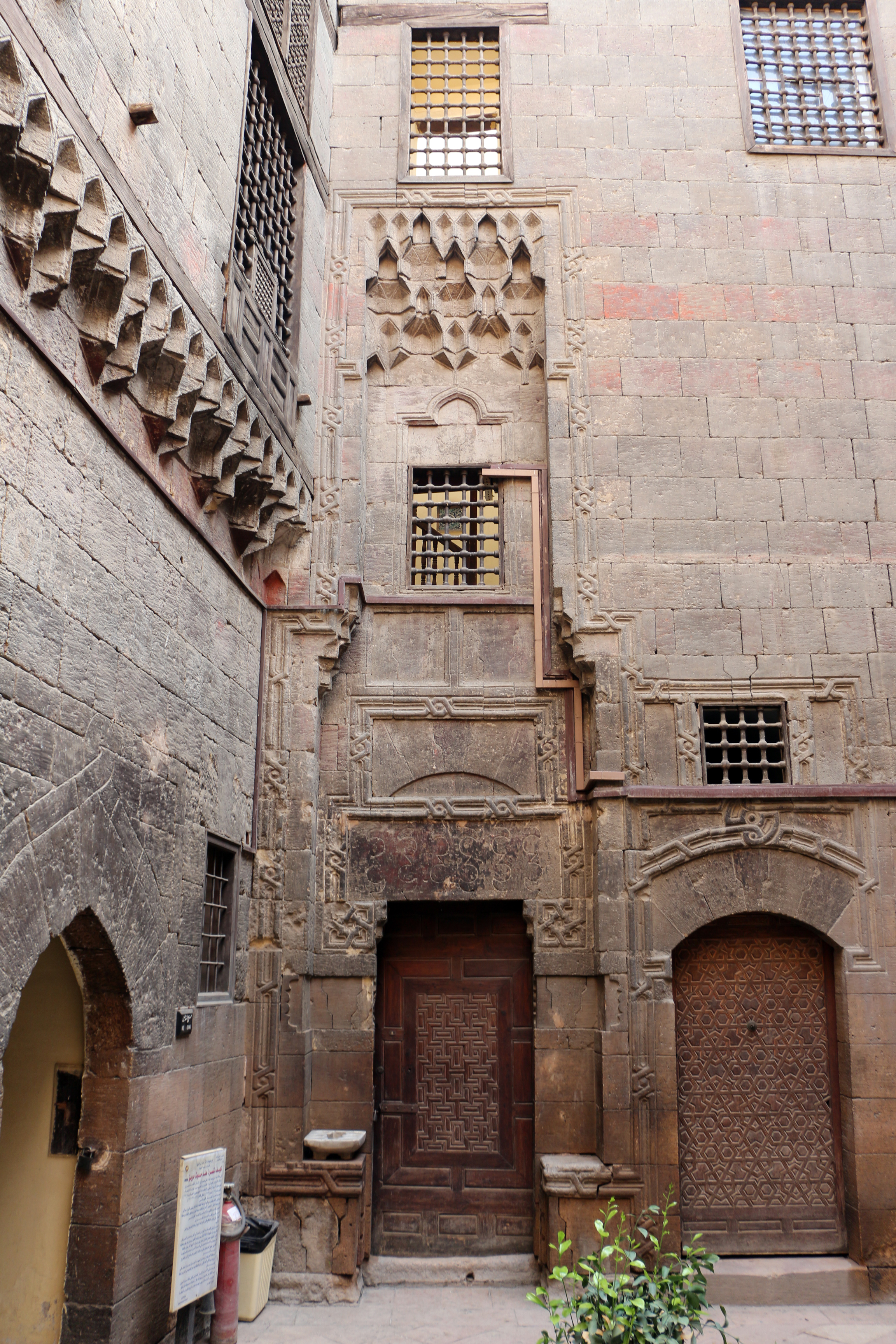
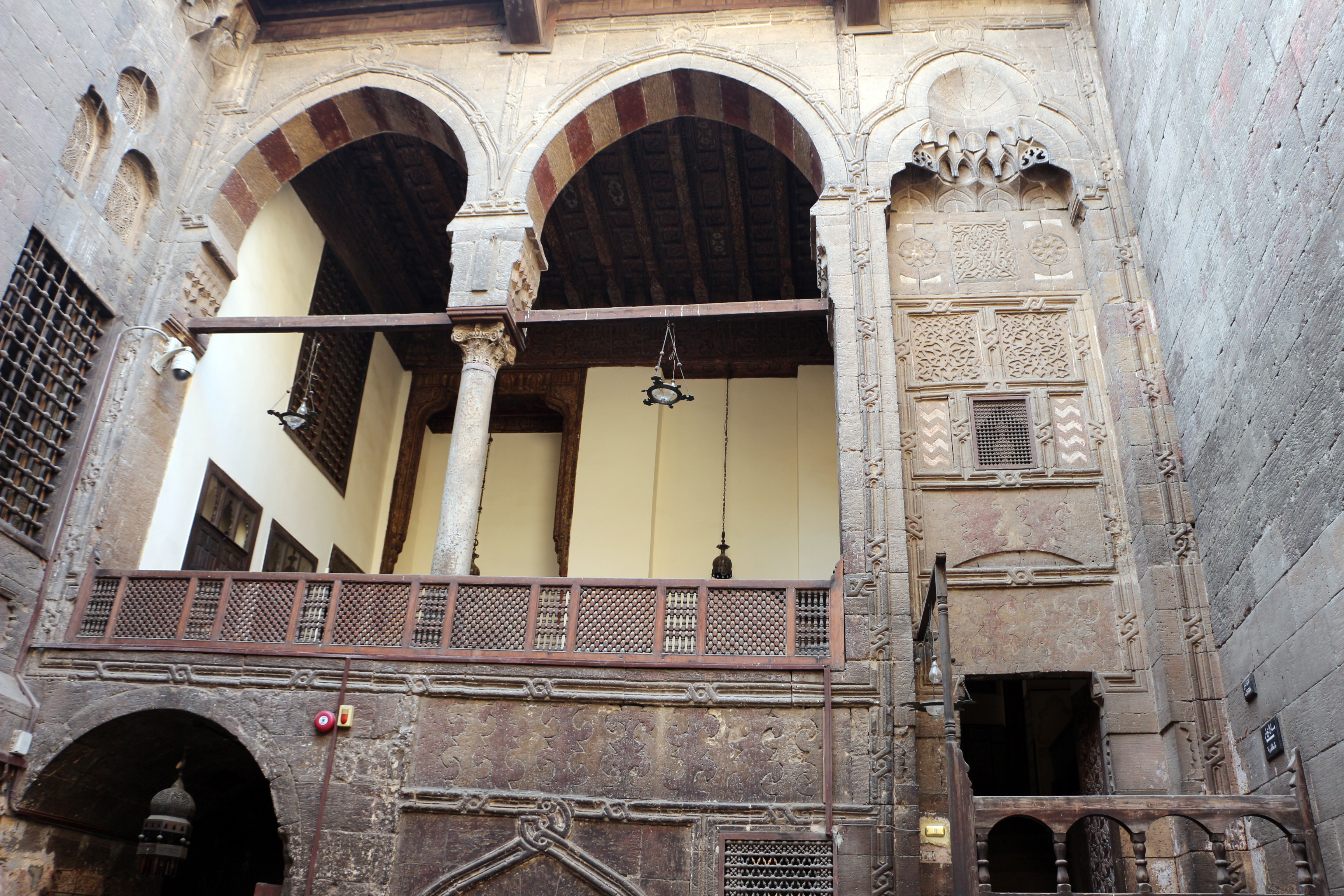
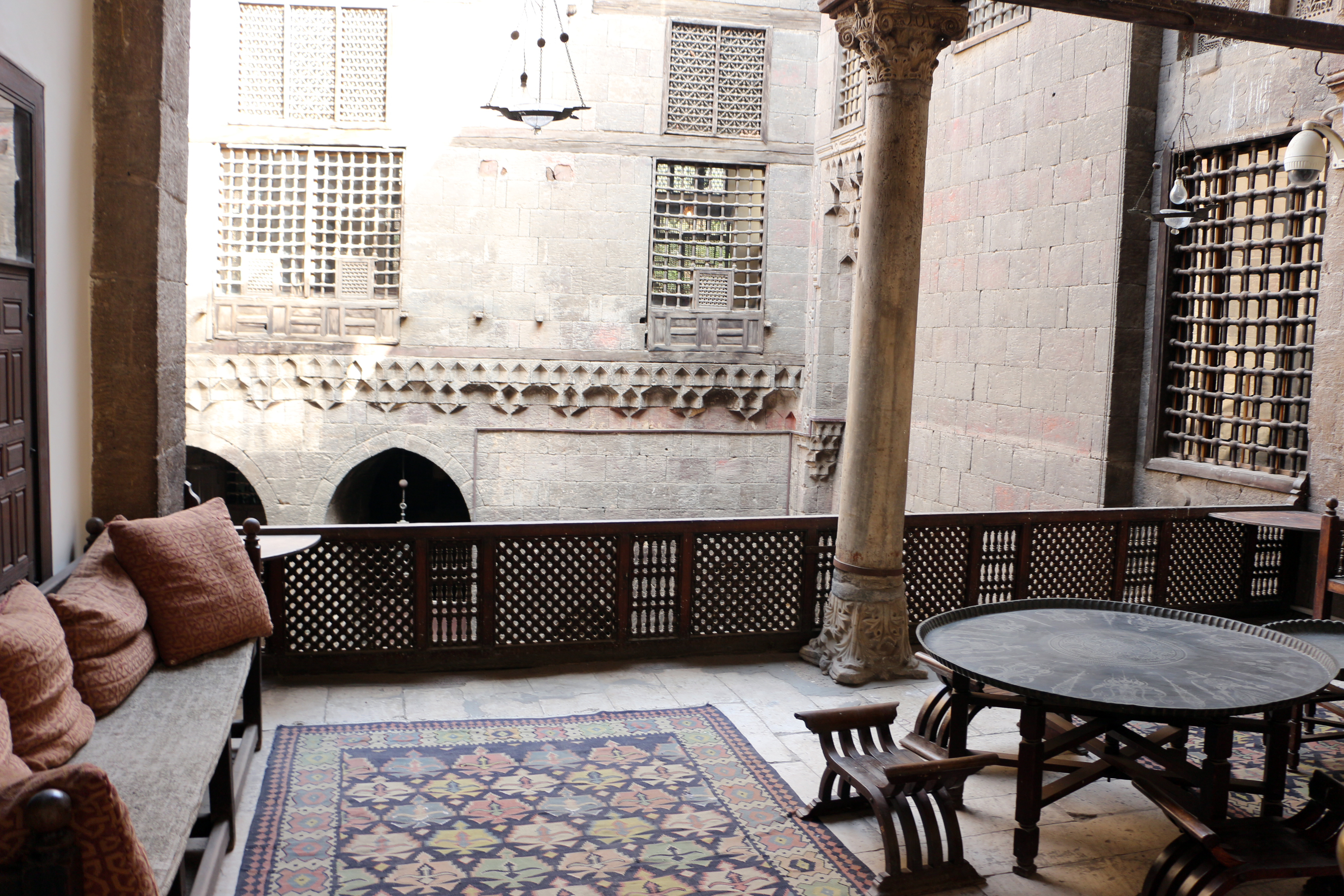
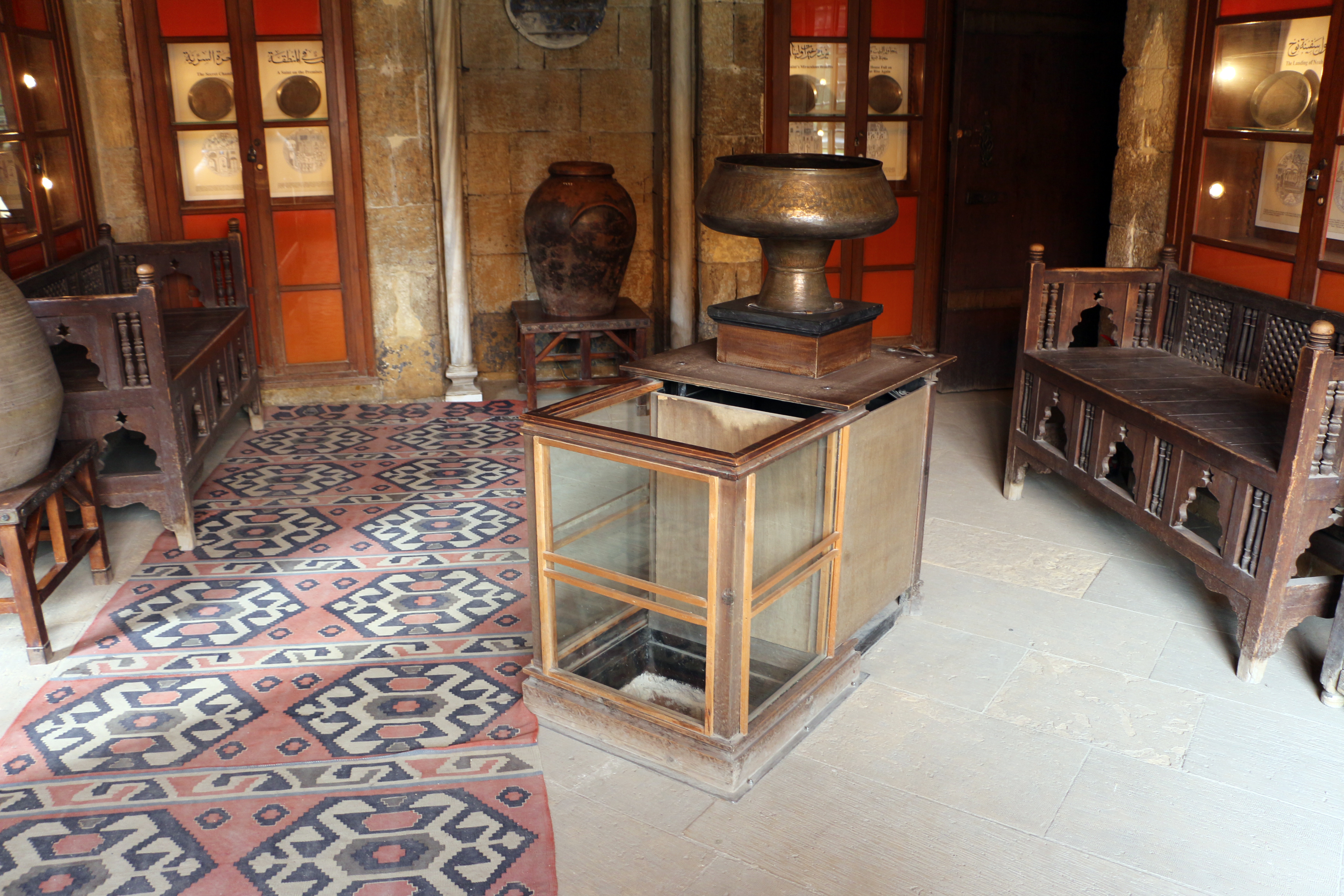
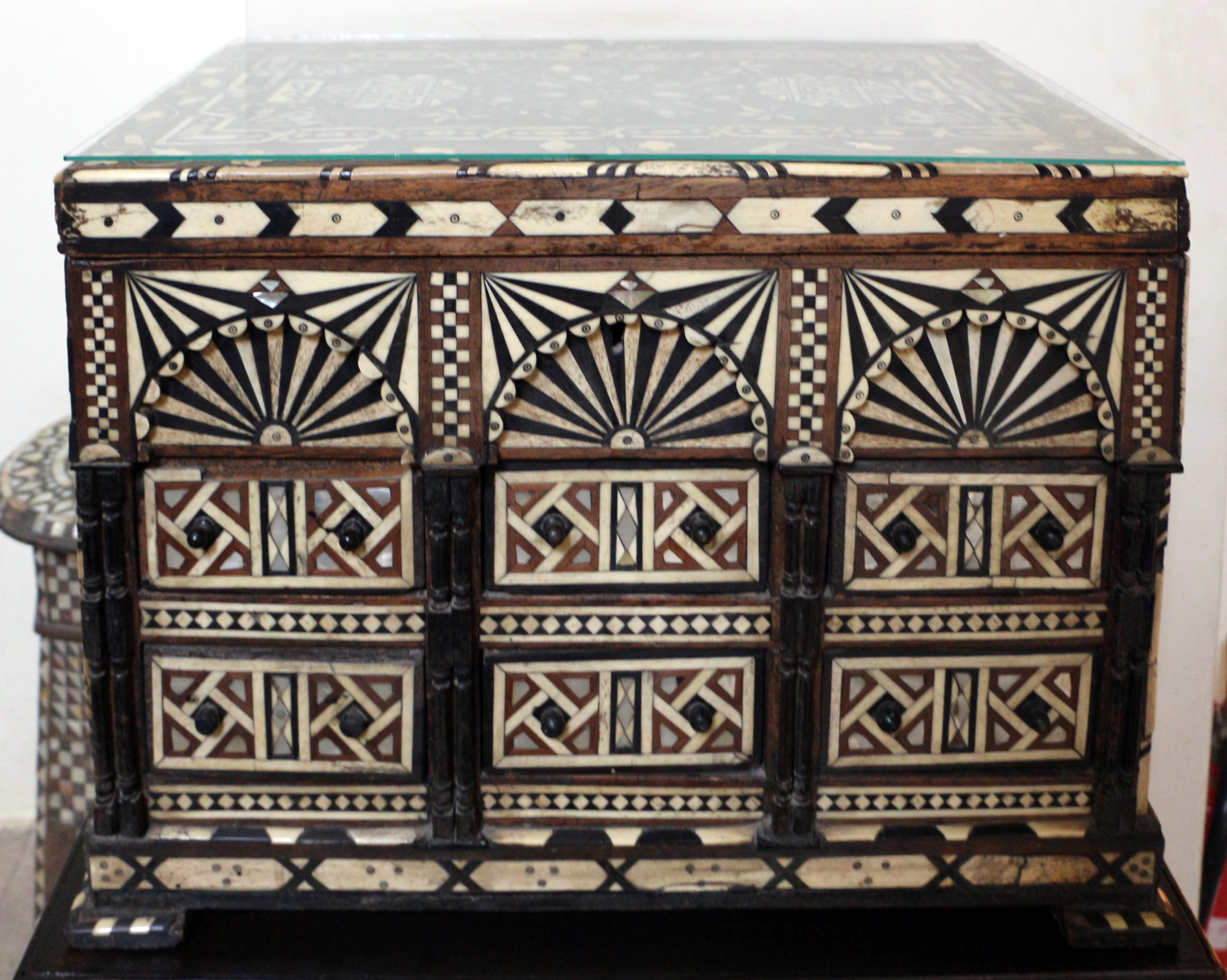
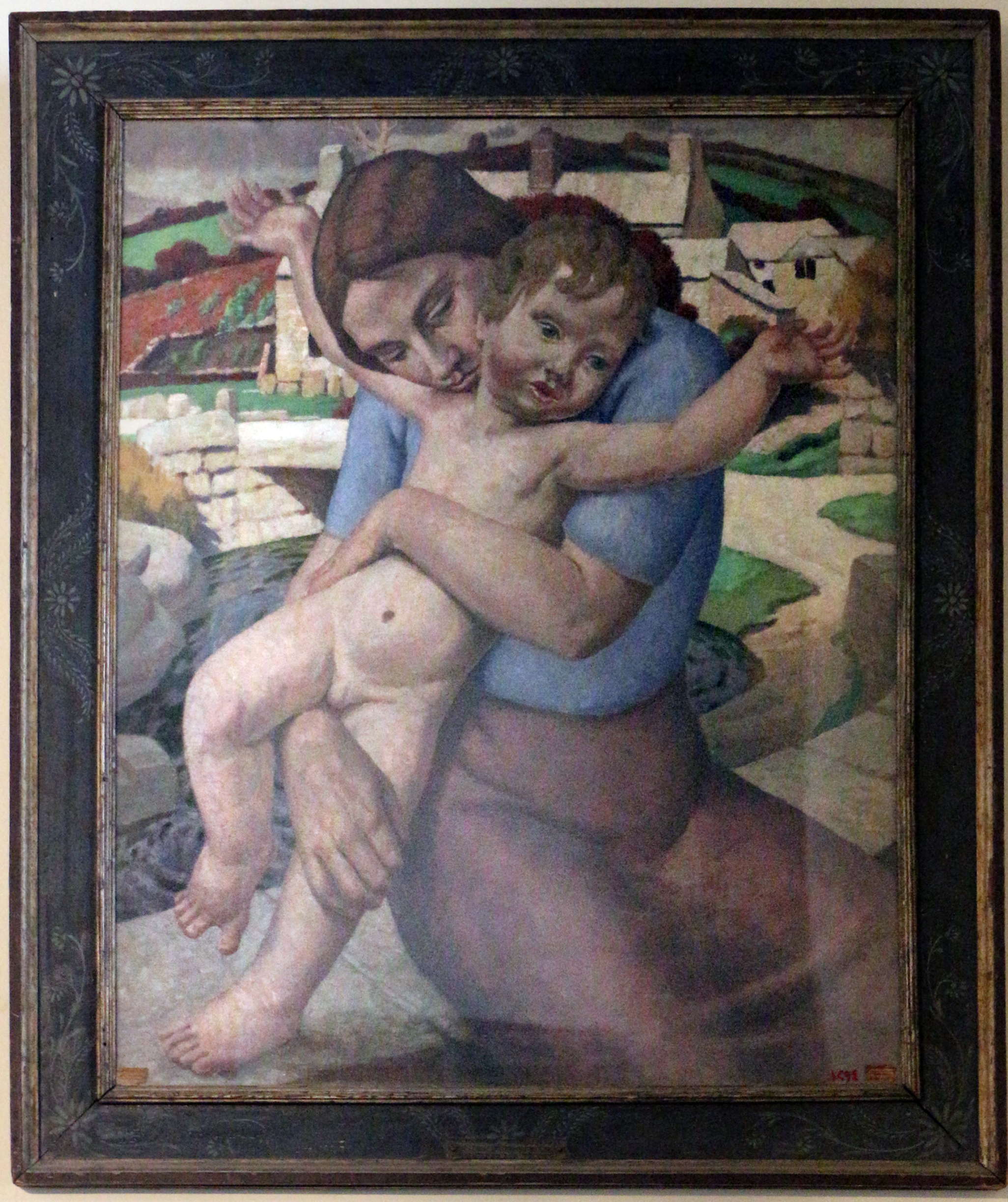
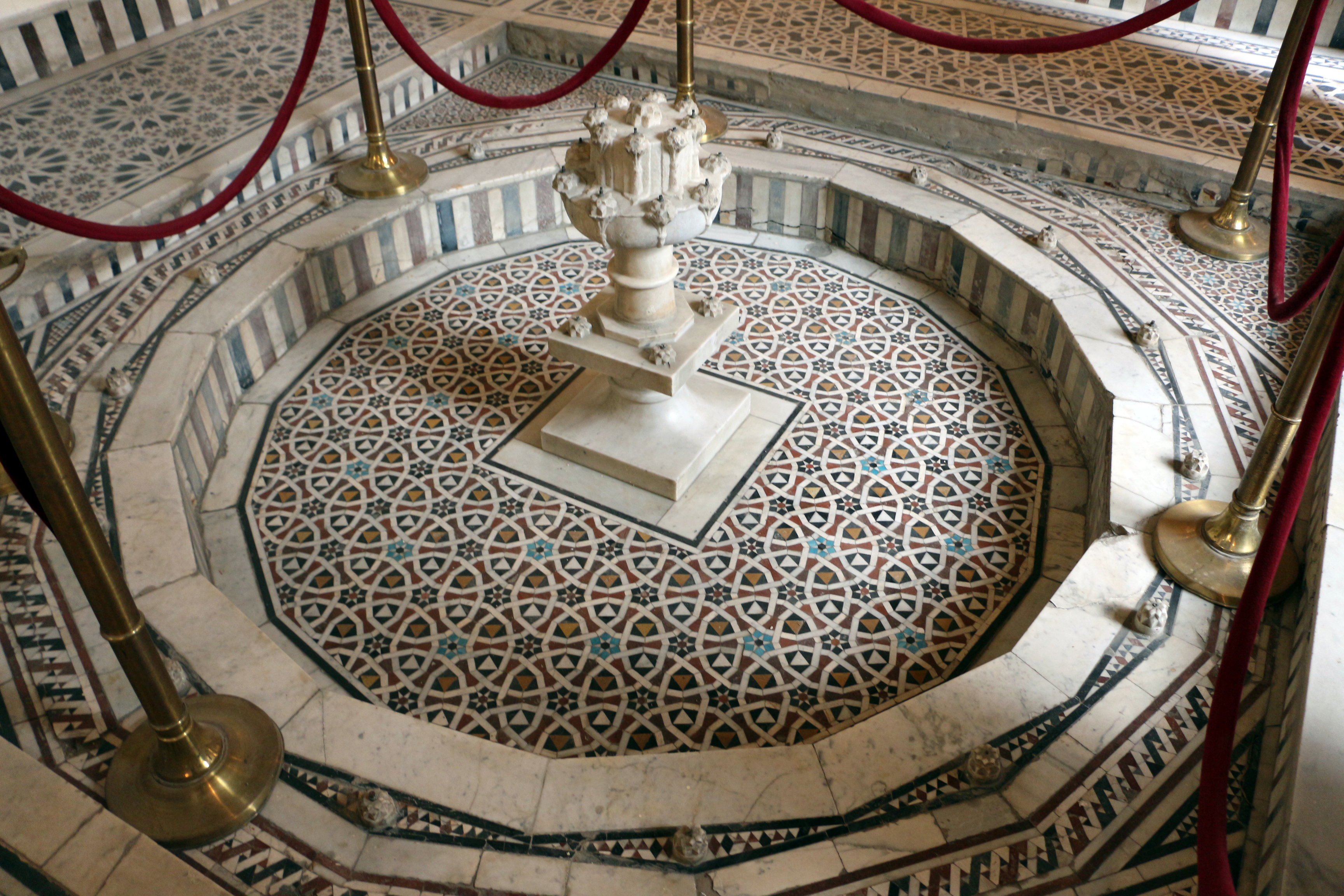
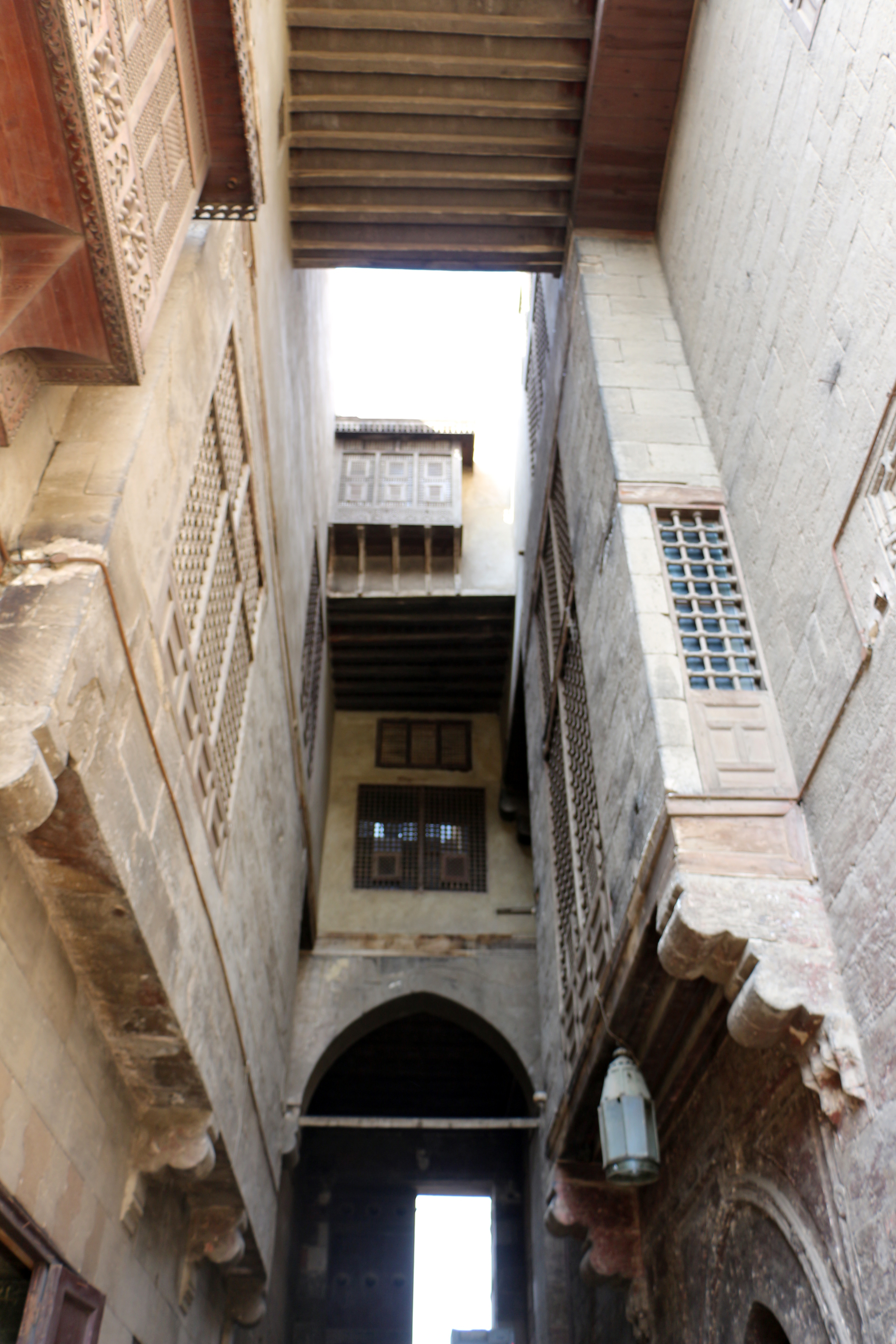
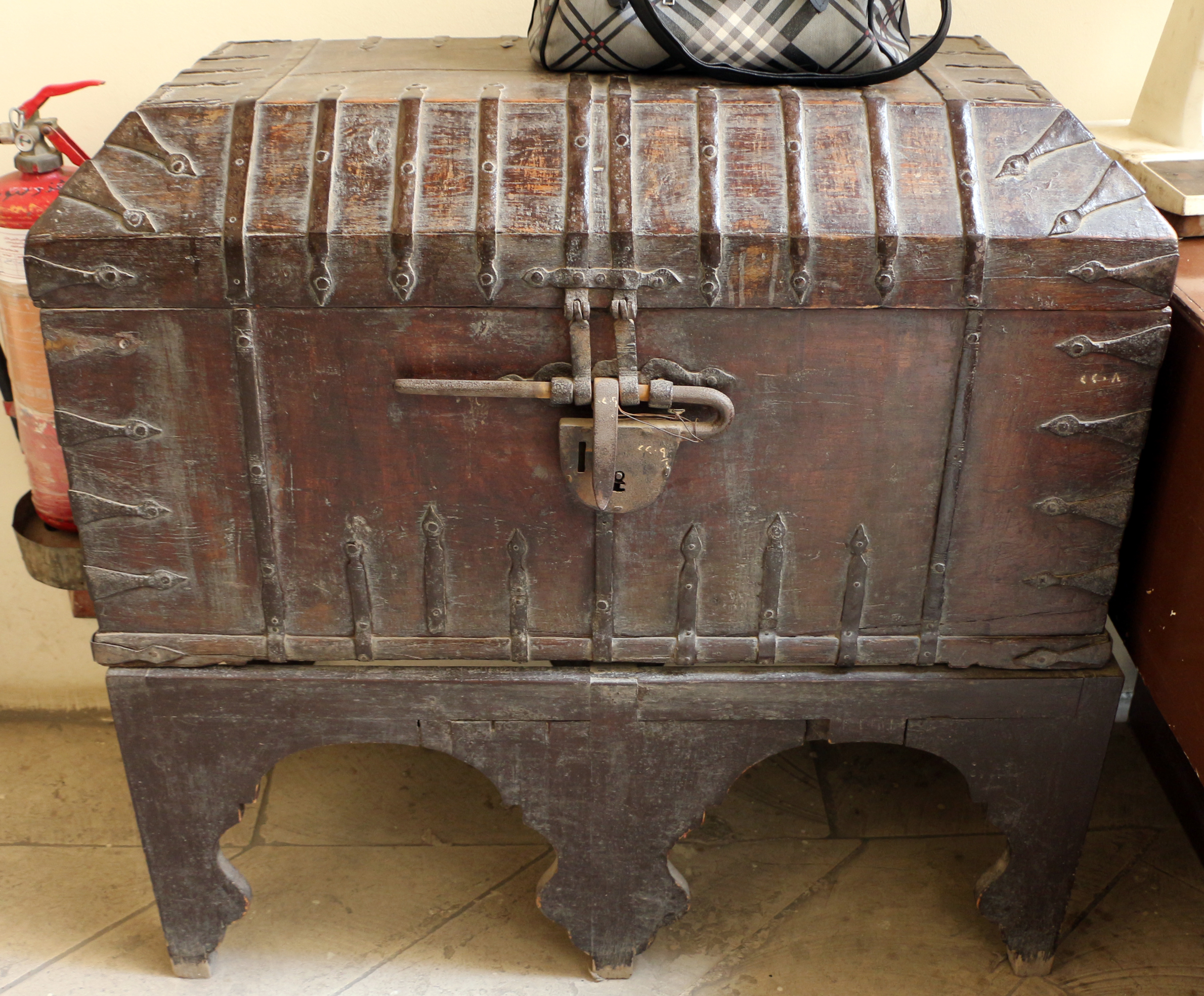
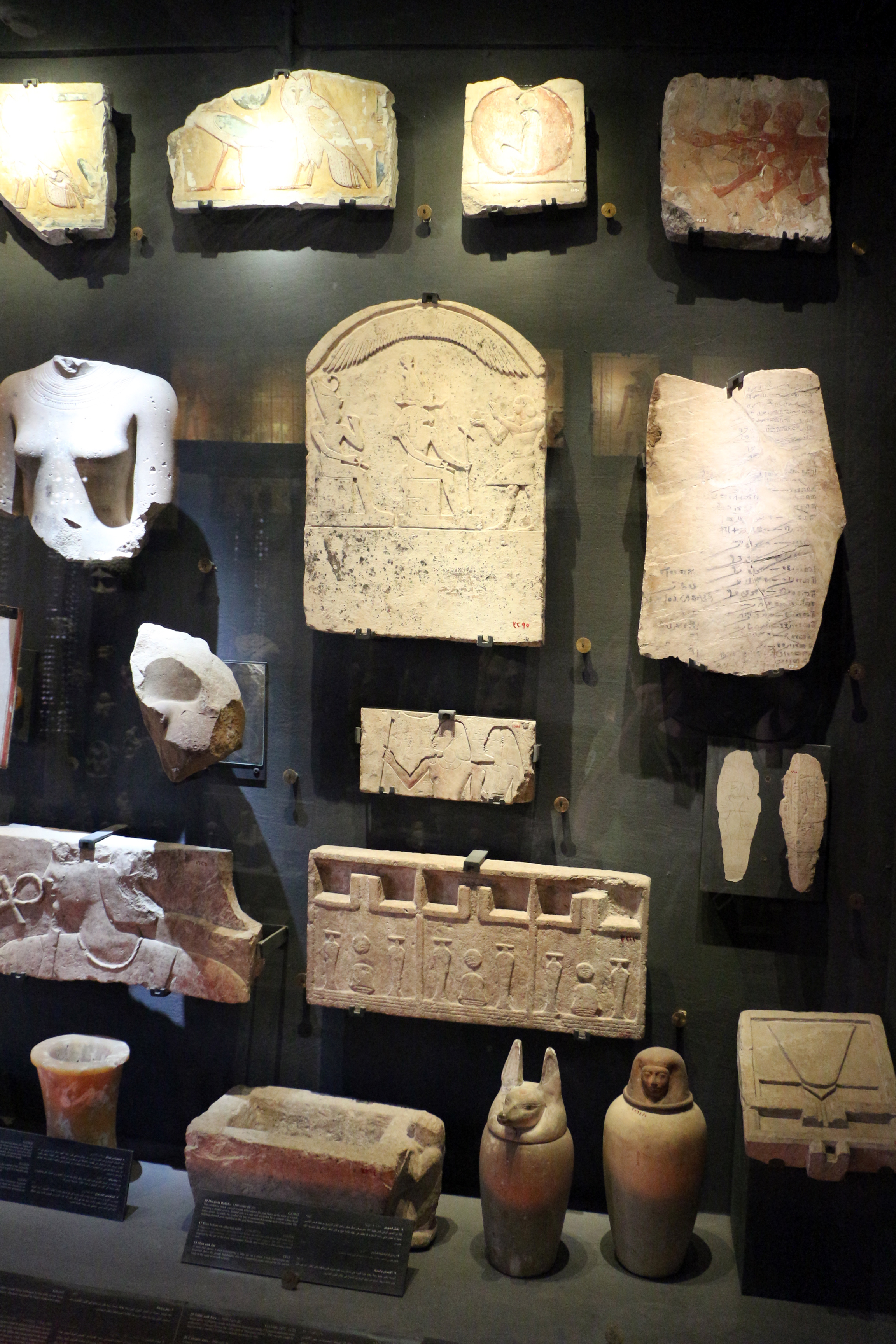
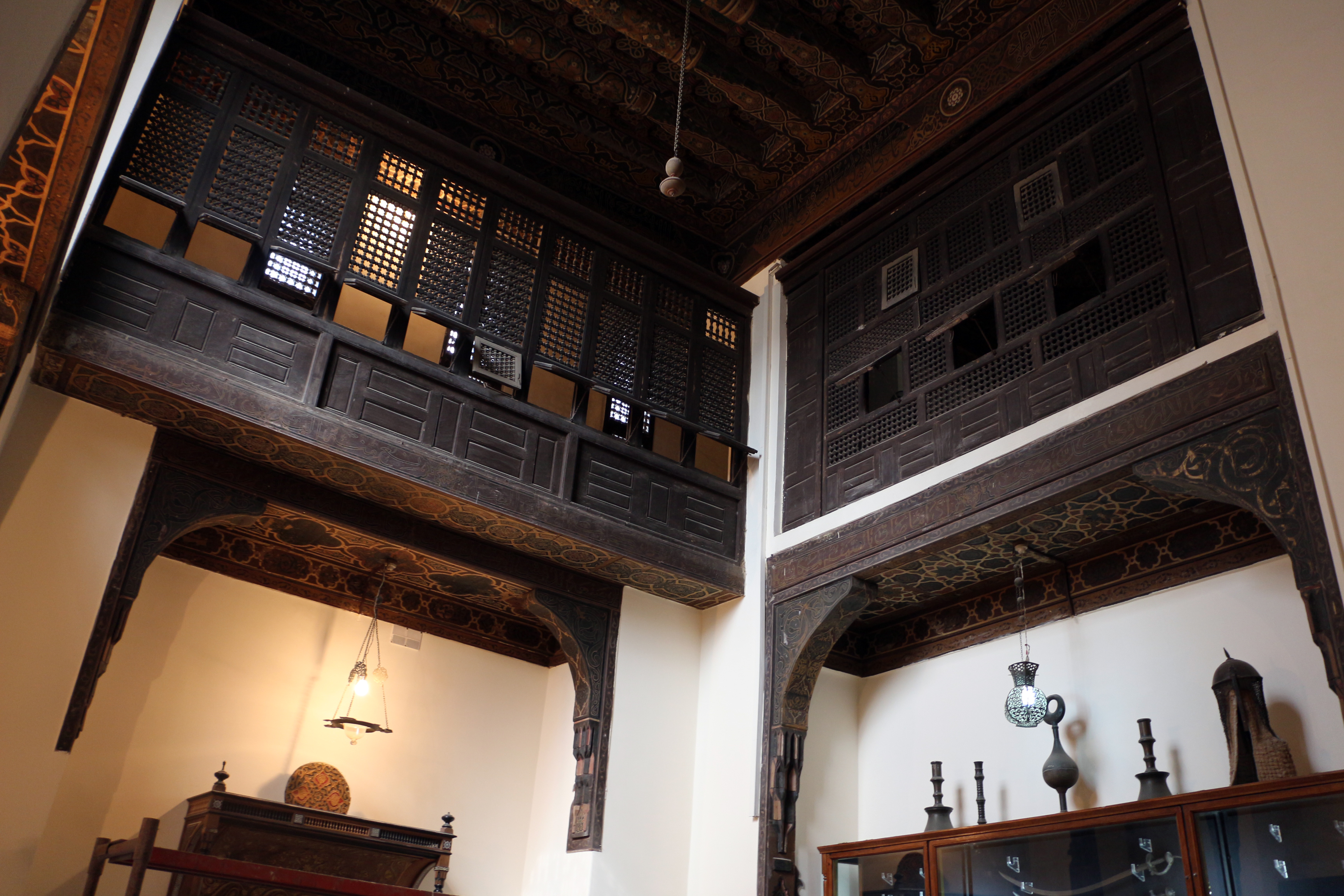
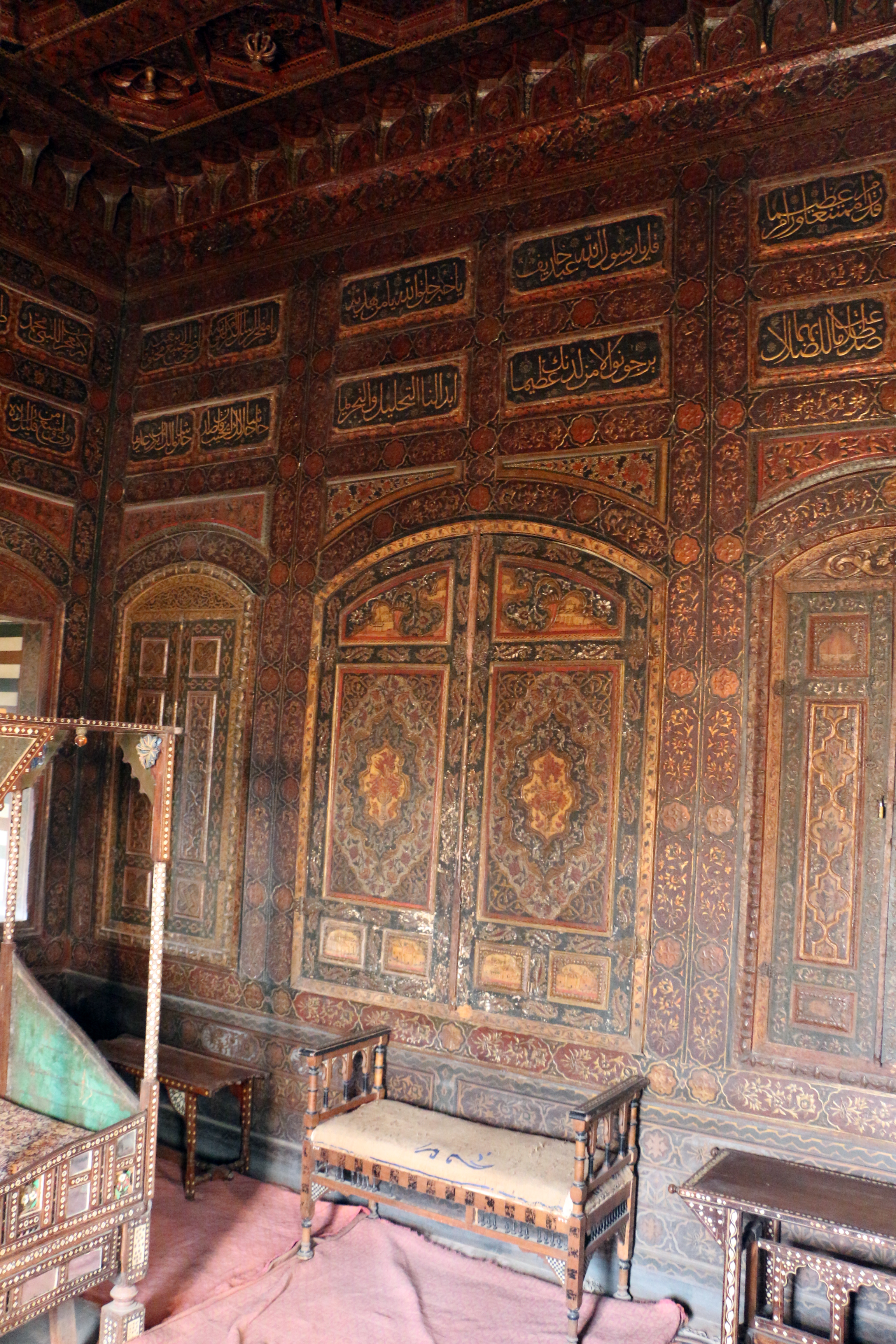
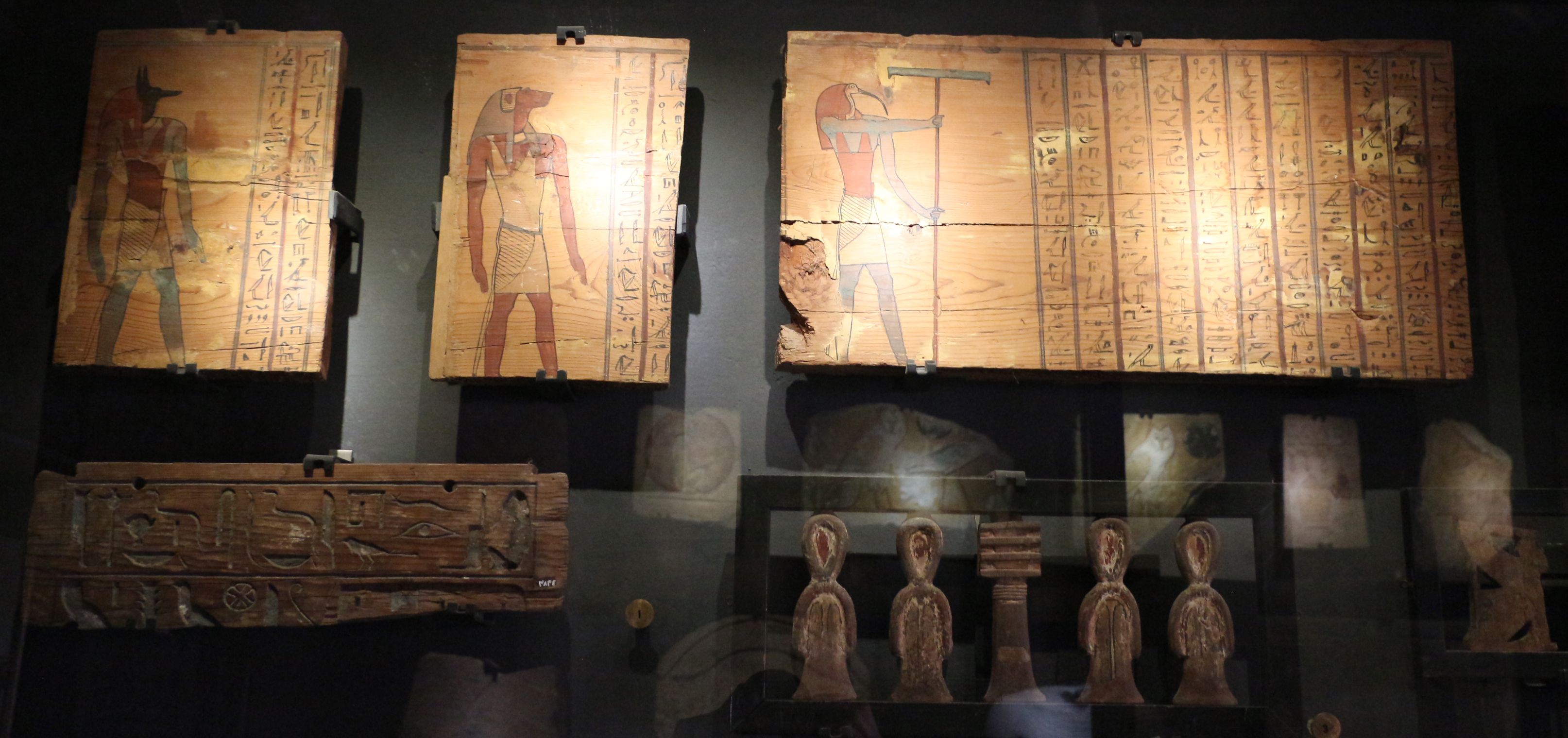
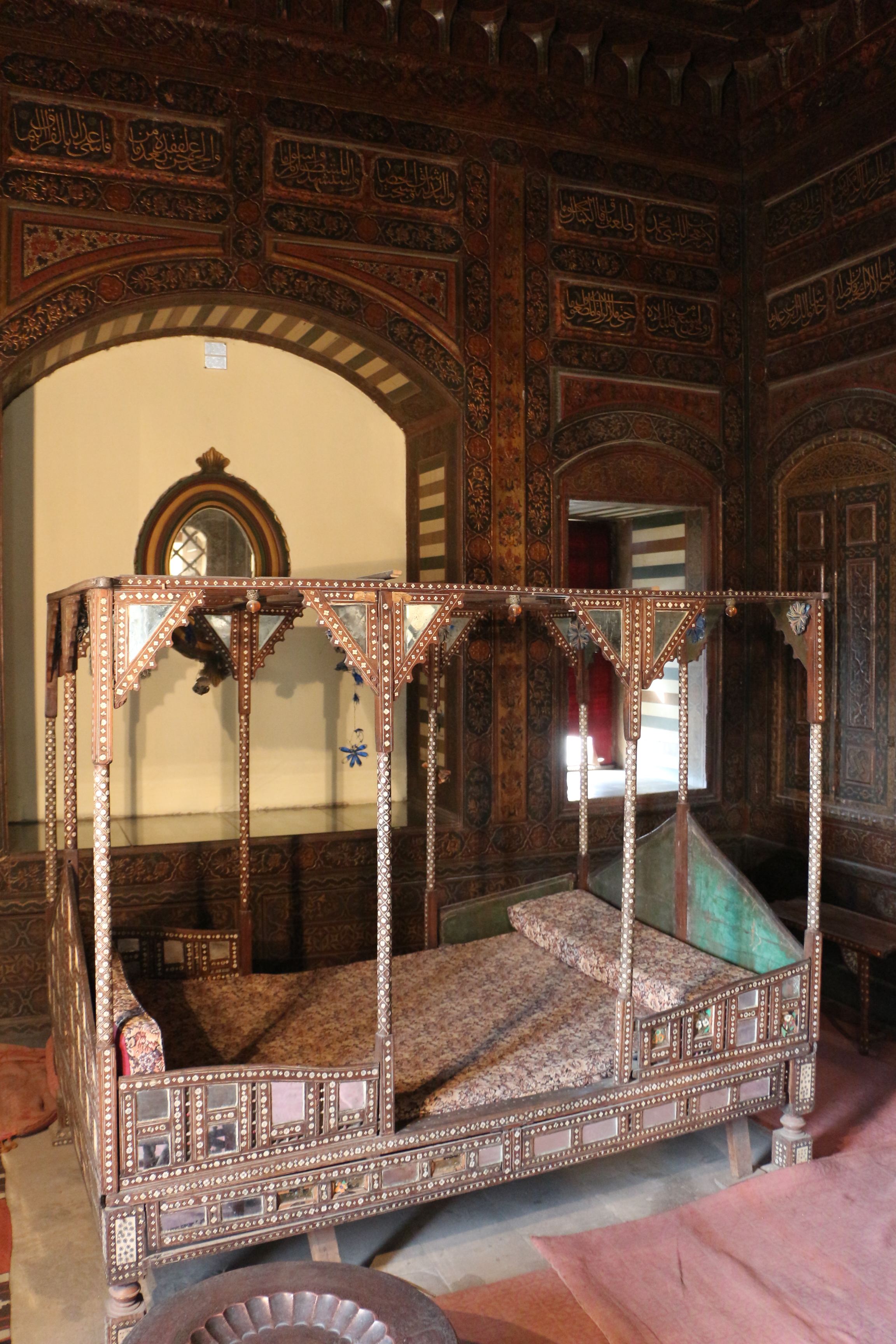
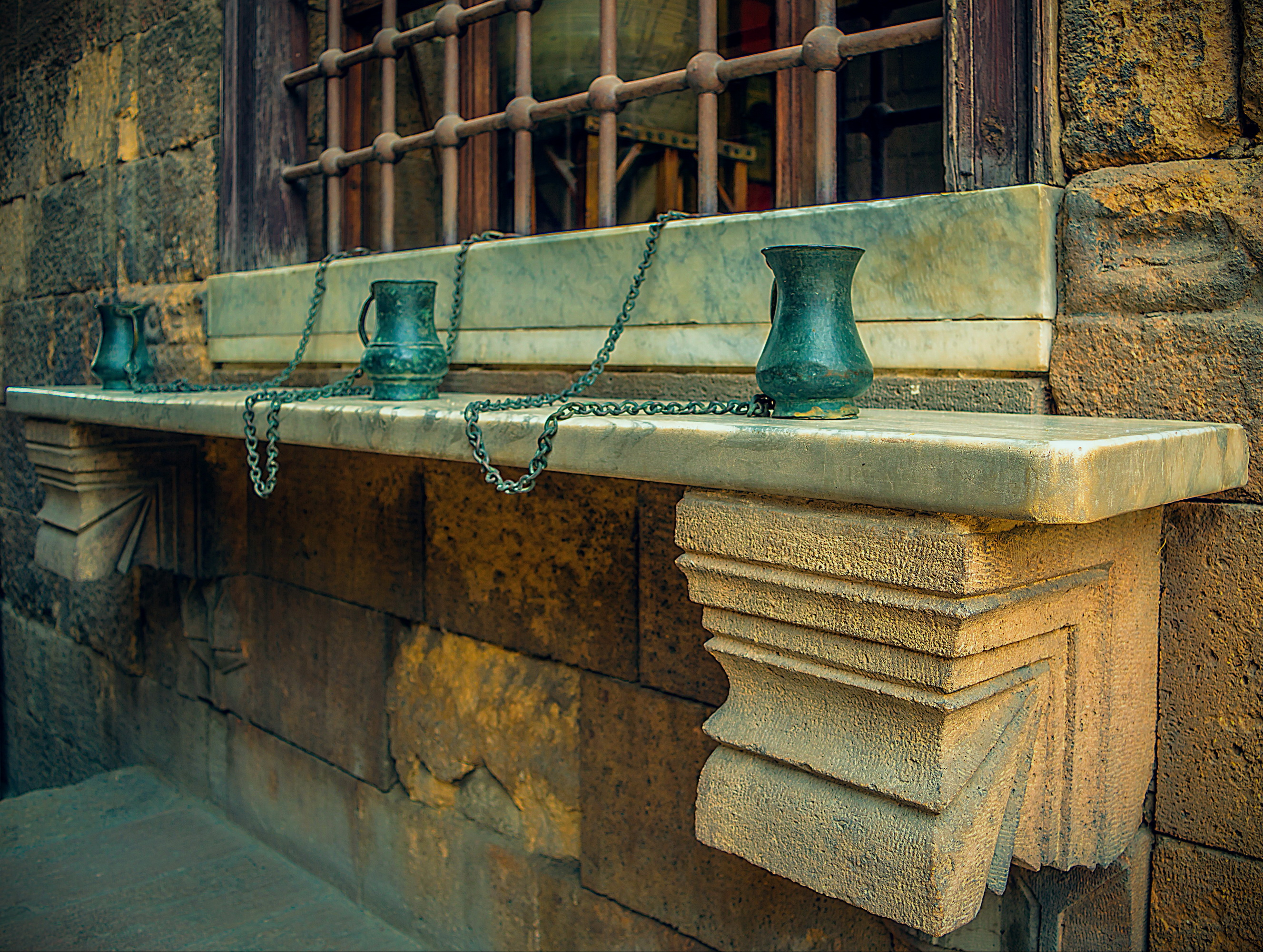
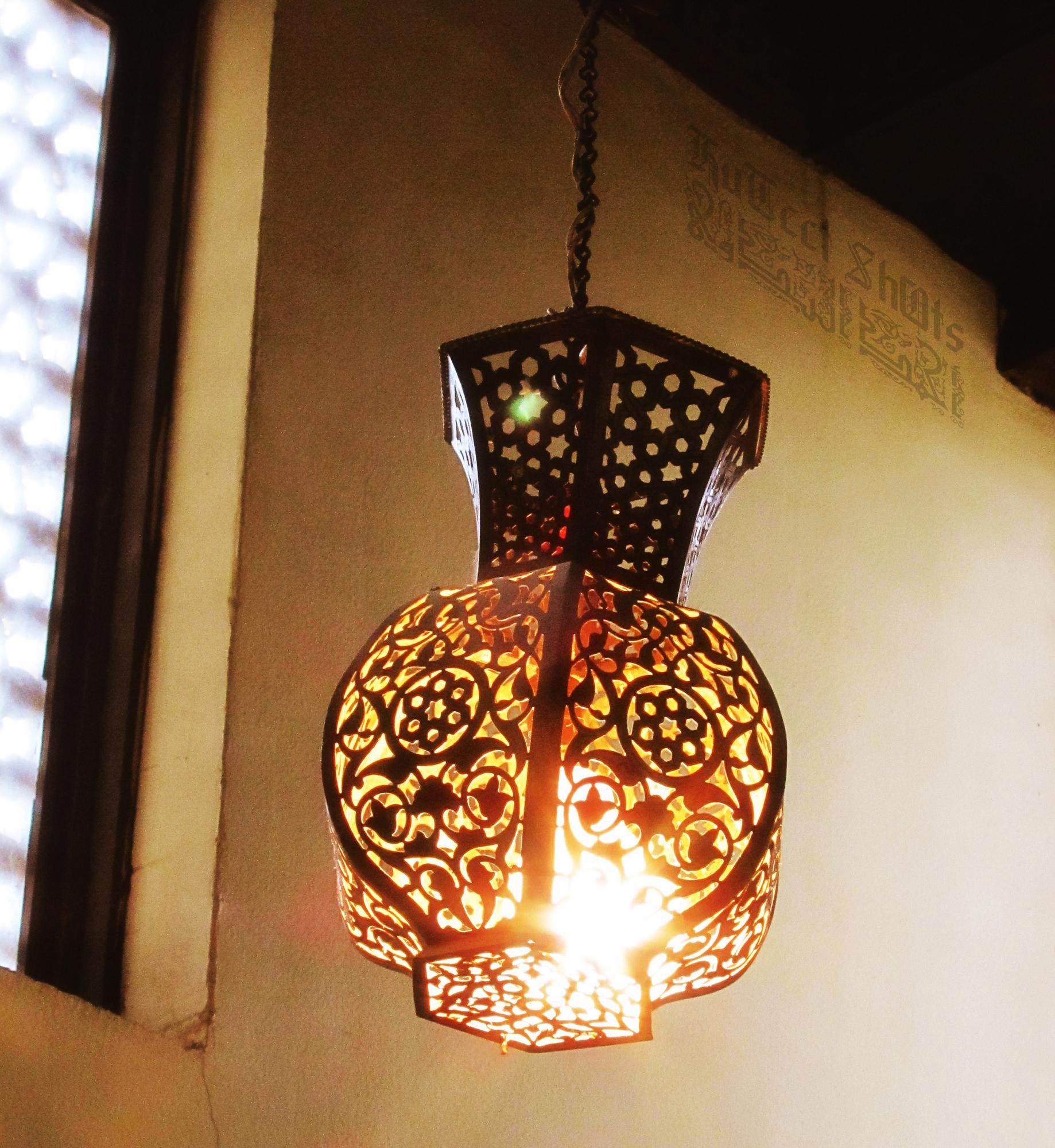
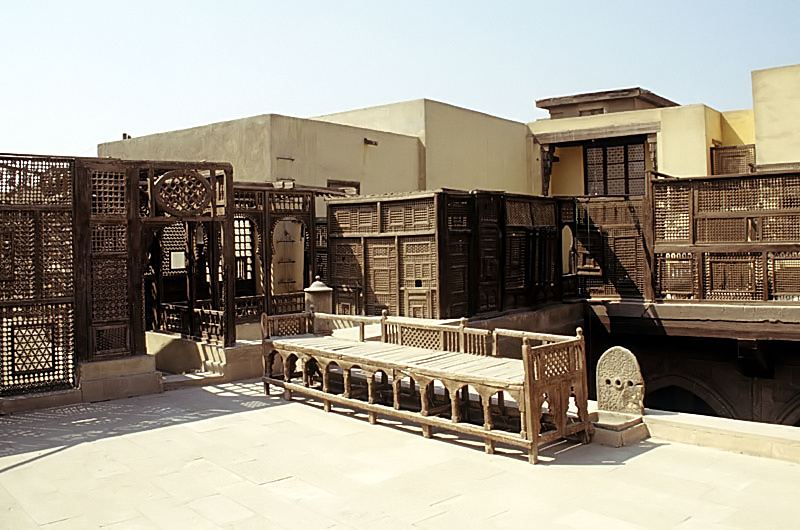
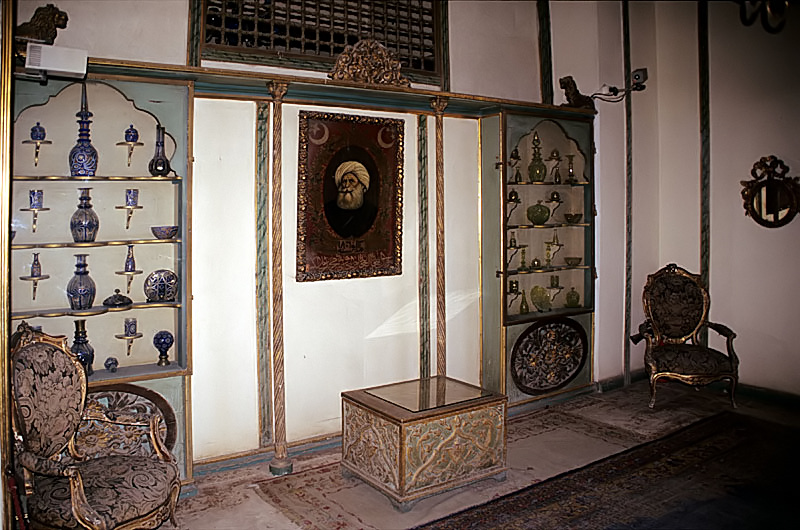
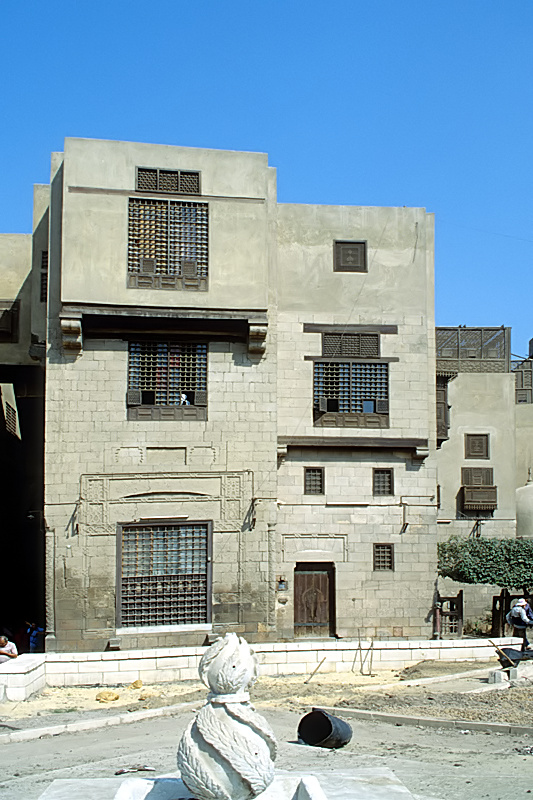
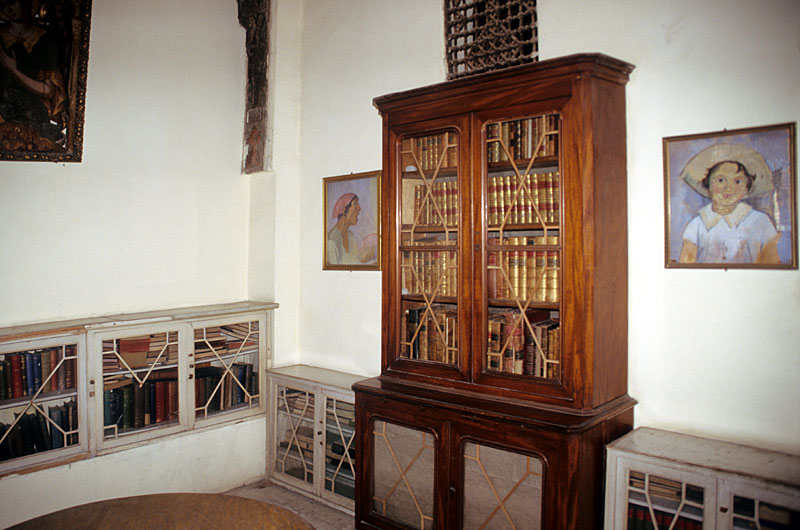
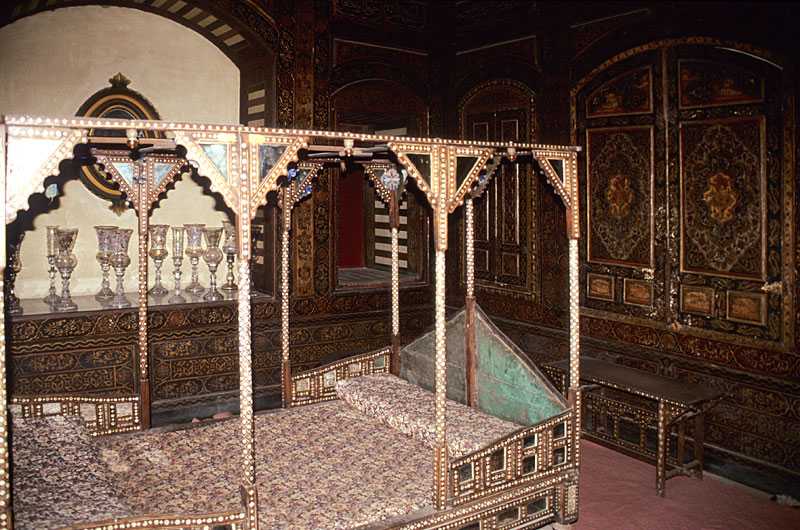
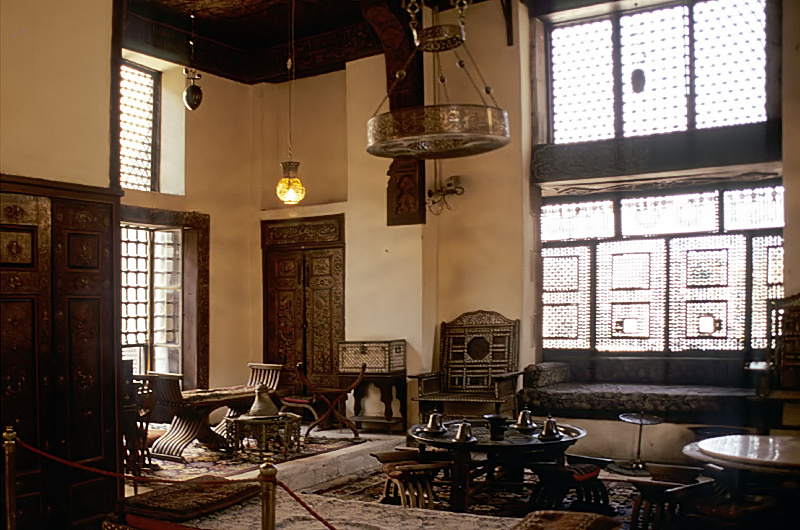
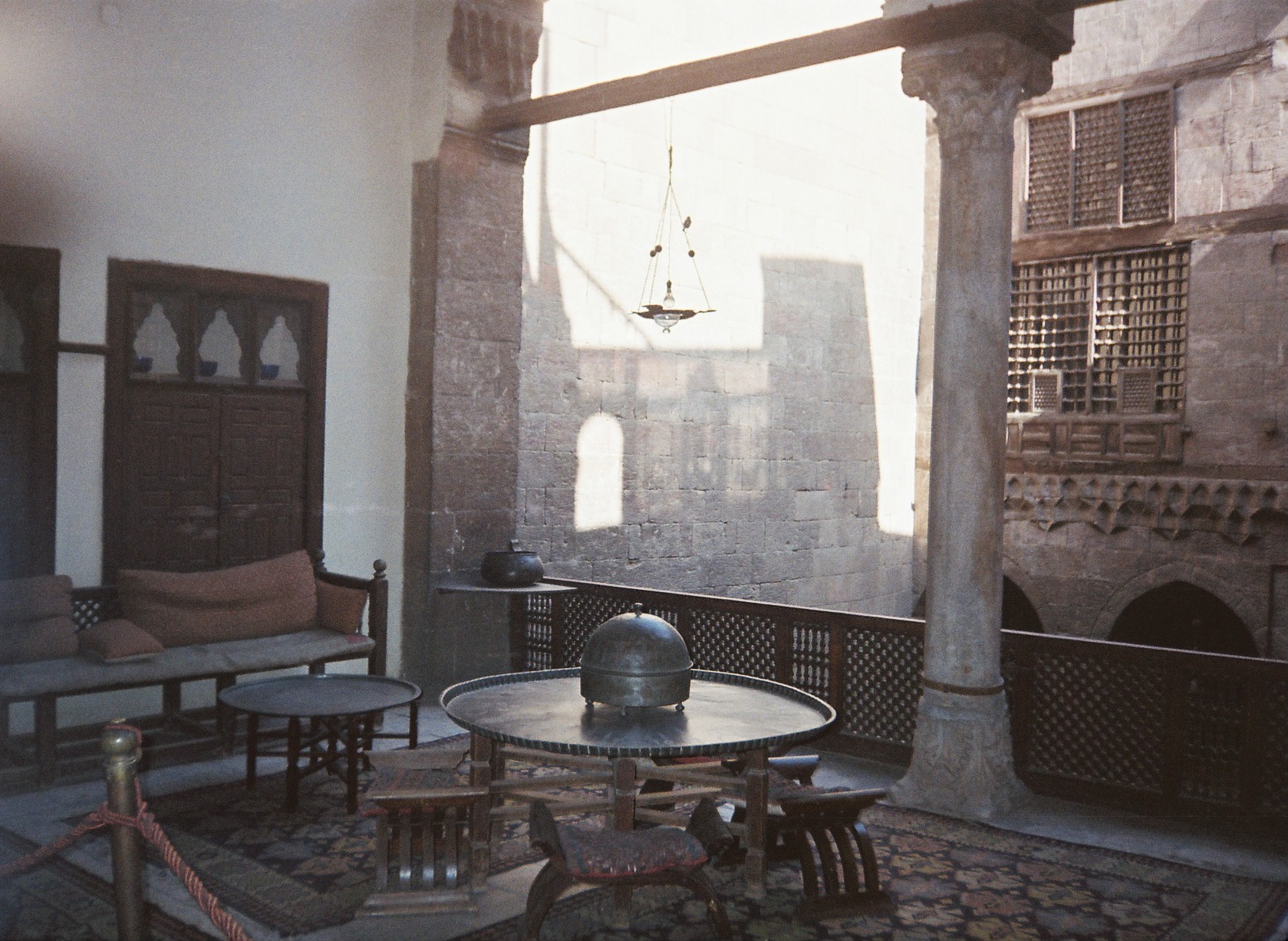
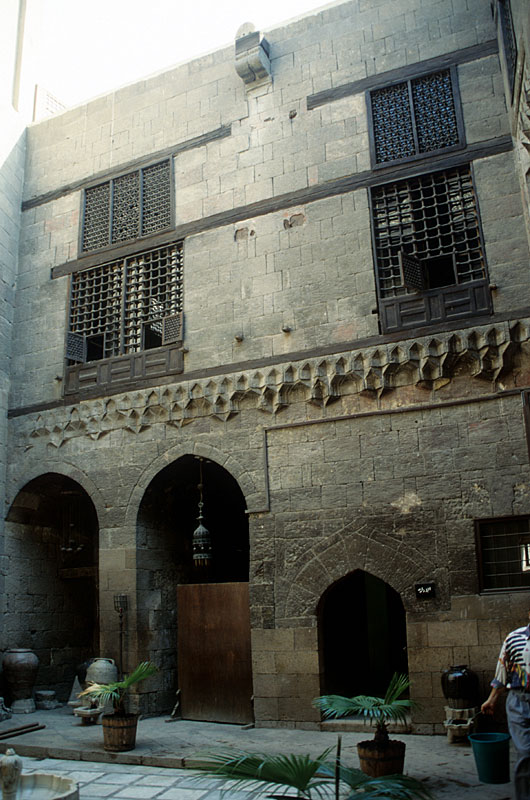
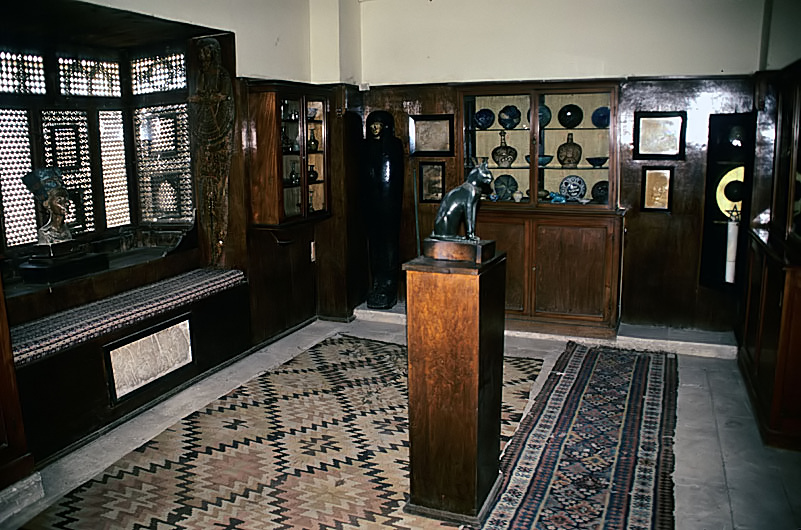